# 2023
Portal Geschichte | Portal Biografien | Aktuelle Ereignisse | Jahreskalender | Tagesartikel

◄ |
20. Jahrhundert |
21. Jahrhundert

◄ |
1990er |
2000er |
2010er |
2020er
| 2030er | 2040er

◄◄ |
◄ |
2019 |
2020 |
2021 |
2022 |
2023
| 2024 | 2025 | 2026 | 2027 | ► | ►►
 Jan.
| Feb.
| Mär.
| Apr.
| Mai
| Jun.
| Jul.
| Aug.
| Sep.
| Okt.
| Nov.
| Dez.
Staatsoberhäupter · Wahlen · Nekrolog  · Literaturjahr · Musikjahr · Filmjahr · Rundfunkjahr · Sportjahr
| Januar | Januar | Januar | Januar | Januar | Januar | Januar | Januar |
| Kw     | Mo     | Di     | Mi     | Do     | Fr     | Sa     | So     |
| ------ | ------ | ------ | ------ | ------ | ------ | ------ | ------ |
| 52     |        |        |        |        |        |        | 1      |
| 1      | 2      | 3      | 4      | 5      | 6      | 7      | 8      |
| 2      | 9      | 10     | 11     | 12     | 13     | 14     | 15     |
| 3      | 16     | 17     | 18     | 19     | 20     | 21     | 22     |
| 4      | 23     | 24     | 25     | 26     | 27     | 28     | 29     |
| 5      | 30     | 31     |        |        |        |        |        |

| Februar | Februar | Februar | Februar | Februar | Februar | Februar | Februar |
| Kw      | Mo      | Di      | Mi      | Do      | Fr      | Sa      | So      |
| ------- | ------- | ------- | ------- | ------- | ------- | ------- | ------- |
| 5       |         |         | 1       | 2       | 3       | 4       | 5       |
| 6       | 6       | 7       | 8       | 9       | 10      | 11      | 12      |
| 7       | 13      | 14      | 15      | 16      | 17      | 18      | 19      |
| 8       | 20      | 21      | 22      | 23      | 24      | 25      | 26      |
| 9       | 27      | 28      |         |         |         |         |         |

| März | März | März | März | März | März | März | März |
| Kw   | Mo   | Di   | Mi   | Do   | Fr   | Sa   | So   |
| ---- | ---- | ---- | ---- | ---- | ---- | ---- | ---- |
| 9    |      |      | 1    | 2    | 3    | 4    | 5    |
| 10   | 6    | 7    | 8    | 9    | 10   | 11   | 12   |
| 11   | 13   | 14   | 15   | 16   | 17   | 18   | 19   |
| 12   | 20   | 21   | 22   | 23   | 24   | 25   | 26   |
| 13   | 27   | 28   | 29   | 30   | 31   |      |      |

| April | April | April | April | April | April | April | April |
| Kw    | Mo    | Di    | Mi    | Do    | Fr    | Sa    | So    |
| ----- | ----- | ----- | ----- | ----- | ----- | ----- | ----- |
| 13    |       |       |       |       |       | 1     | 2     |
| 14    | 3     | 4     | 5     | 6     | 7     | 8     | 9     |
| 15    | 10    | 11    | 12    | 13    | 14    | 15    | 16    |
| 16    | 17    | 18    | 19    | 20    | 21    | 22    | 23    |
| 17    | 24    | 25    | 26    | 27    | 28    | 29    | 30    |

| Mai | Mai | Mai | Mai | Mai | Mai | Mai | Mai |
| Kw  | Mo  | Di  | Mi  | Do  | Fr  | Sa  | So  |
| --- | --- | --- | --- | --- | --- | --- | --- |
| 18  | 1   | 2   | 3   | 4   | 5   | 6   | 7   |
| 19  | 8   | 9   | 10  | 11  | 12  | 13  | 14  |
| 20  | 15  | 16  | 17  | 18  | 19  | 20  | 21  |
| 21  | 22  | 23  | 24  | 25  | 26  | 27  | 28  |
| 22  | 29  | 30  | 31  |     |     |     |     |

| Juni | Juni | Juni | Juni | Juni | Juni | Juni | Juni |
| Kw   | Mo   | Di   | Mi   | Do   | Fr   | Sa   | So   |
| ---- | ---- | ---- | ---- | ---- | ---- | ---- | ---- |
| 22   |      |      |      | 1    | 2    | 3    | 4    |
| 23   | 5    | 6    | 7    | 8    | 9    | 10   | 11   |
| 24   | 12   | 13   | 14   | 15   | 16   | 17   | 18   |
| 25   | 19   | 20   | 21   | 22   | 23   | 24   | 25   |
| 26   | 26   | 27   | 28   | 29   | 30   |      |      |

| Juli | Juli | Juli | Juli | Juli | Juli | Juli | Juli |
| Kw   | Mo   | Di   | Mi   | Do   | Fr   | Sa   | So   |
| ---- | ---- | ---- | ---- | ---- | ---- | ---- | ---- |
| 26   |      |      |      |      |      | 1    | 2    |
| 27   | 3    | 4    | 5    | 6    | 7    | 8    | 9    |
| 28   | 10   | 11   | 12   | 13   | 14   | 15   | 16   |
| 29   | 17   | 18   | 19   | 20   | 21   | 22   | 23   |
| 30   | 24   | 25   | 26   | 27   | 28   | 29   | 30   |
| 31   | 31   |      |      |      |      |      |      |

| August | August | August | August | August | August | August | August |
| Kw     | Mo     | Di     | Mi     | Do     | Fr     | Sa     | So     |
| ------ | ------ | ------ | ------ | ------ | ------ | ------ | ------ |
| 31     |        | 1      | 2      | 3      | 4      | 5      | 6      |
| 32     | 7      | 8      | 9      | 10     | 11     | 12     | 13     |
| 33     | 14     | 15     | 16     | 17     | 18     | 19     | 20     |
| 34     | 21     | 22     | 23     | 24     | 25     | 26     | 27     |
| 35     | 28     | 29     | 30     | 31     |        |        |        |

| September | September | September | September | September | September | September | September |
| Kw        | Mo        | Di        | Mi        | Do        | Fr        | Sa        | So        |
| --------- | --------- | --------- | --------- | --------- | --------- | --------- | --------- |
| 35        |           |           |           |           | 1         | 2         | 3         |
| 36        | 4         | 5         | 6         | 7         | 8         | 9         | 10        |
| 37        | 11        | 12        | 13        | 14        | 15        | 16        | 17        |
| 38        | 18        | 19        | 20        | 21        | 22        | 23        | 24        |
| 39        | 25        | 26        | 27        | 28        | 29        | 30        |           |

| Oktober | Oktober | Oktober | Oktober | Oktober | Oktober | Oktober | Oktober |
| Kw      | Mo      | Di      | Mi      | Do      | Fr      | Sa      | So      |
| ------- | ------- | ------- | ------- | ------- | ------- | ------- | ------- |
| 39      |         |         |         |         |         |         | 1       |
| 40      | 2       | 3       | 4       | 5       | 6       | 7       | 8       |
| 41      | 9       | 10      | 11      | 12      | 13      | 14      | 15      |
| 42      | 16      | 17      | 18      | 19      | 20      | 21      | 22      |
| 43      | 23      | 24      | 25      | 26      | 27      | 28      | 29      |
| 44      | 30      | 31      |         |         |         |         |         |

| November | November | November | November | November | November | November | November |
| Kw       | Mo       | Di       | Mi       | Do       | Fr       | Sa       | So       |
| -------- | -------- | -------- | -------- | -------- | -------- | -------- | -------- |
| 44       |          |          | 1        | 2        | 3        | 4        | 5        |
| 45       | 6        | 7        | 8        | 9        | 10       | 11       | 12       |
| 46       | 13       | 14       | 15       | 16       | 17       | 18       | 19       |
| 47       | 20       | 21       | 22       | 23       | 24       | 25       | 26       |
| 48       | 27       | 28       | 29       | 30       |          |          |          |

| Dezember | Dezember | Dezember | Dezember | Dezember | Dezember | Dezember | Dezember |
| Kw       | Mo       | Di       | Mi       | Do       | Fr       | Sa       | So       |
| -------- | -------- | -------- | -------- | -------- | -------- | -------- | -------- |
| 48       |          |          |          |          | 1        | 2        | 3        |
| 49       | 4        | 5        | 6        | 7        | 8        | 9        | 10       |
| 50       | 11       | 12       | 13       | 14       | 15       | 16       | 17       |
| 51       | 18       | 19       | 20       | 21       | 22       | 23       | 24       |
| 52       | 25       | 26       | 27       | 28       | 29       | 30       | 31       |

| Januar | Januar | Januar | Januar | Januar | Januar | Januar | Januar |
| Kw     | Mo     | Di     | Mi     | Do     | Fr     | Sa     | So     |
| ------ | ------ | ------ | ------ | ------ | ------ | ------ | ------ |
| 52     |        |        |        |        |        |        | 1      |
| 1      | 2      | 3      | 4      | 5      | 6      | 7      | 8      |
| 2      | 9      | 10     | 11     | 12     | 13     | 14     | 15     |
| 3      | 16     | 17     | 18     | 19     | 20     | 21     | 22     |
| 4      | 23     | 24     | 25     | 26     | 27     | 28     | 29     |
| 5      | 30     | 31     |        |        |        |        |        |

| Februar | Februar | Februar | Februar | Februar | Februar | Februar | Februar |
| Kw      | Mo      | Di      | Mi      | Do      | Fr      | Sa      | So      |
| ------- | ------- | ------- | ------- | ------- | ------- | ------- | ------- |
| 5       |         |         | 1       | 2       | 3       | 4       | 5       |
| 6       | 6       | 7       | 8       | 9       | 10      | 11      | 12      |
| 7       | 13      | 14      | 15      | 16      | 17      | 18      | 19      |
| 8       | 20      | 21      | 22      | 23      | 24      | 25      | 26      |
| 9       | 27      | 28      |         |         |         |         |         |

| März | März | März | März | März | März | März | März |
| Kw   | Mo   | Di   | Mi   | Do   | Fr   | Sa   | So   |
| ---- | ---- | ---- | ---- | ---- | ---- | ---- | ---- |
| 9    |      |      | 1    | 2    | 3    | 4    | 5    |
| 10   | 6    | 7    | 8    | 9    | 10   | 11   | 12   |
| 11   | 13   | 14   | 15   | 16   | 17   | 18   | 19   |
| 12   | 20   | 21   | 22   | 23   | 24   | 25   | 26   |
| 13   | 27   | 28   | 29   | 30   | 31   |      |      |

| April | April | April | April | April | April | April | April |
| Kw    | Mo    | Di    | Mi    | Do    | Fr    | Sa    | So    |
| ----- | ----- | ----- | ----- | ----- | ----- | ----- | ----- |
| 13    |       |       |       |       |       | 1     | 2     |
| 14    | 3     | 4     | 5     | 6     | 7     | 8     | 9     |
| 15    | 10    | 11    | 12    | 13    | 14    | 15    | 16    |
| 16    | 17    | 18    | 19    | 20    | 21    | 22    | 23    |
| 17    | 24    | 25    | 26    | 27    | 28    | 29    | 30    |

| Mai | Mai | Mai | Mai | Mai | Mai | Mai | Mai |
| Kw  | Mo  | Di  | Mi  | Do  | Fr  | Sa  | So  |
| --- | --- | --- | --- | --- | --- | --- | --- |
| 18  | 1   | 2   | 3   | 4   | 5   | 6   | 7   |
| 19  | 8   | 9   | 10  | 11  | 12  | 13  | 14  |
| 20  | 15  | 16  | 17  | 18  | 19  | 20  | 21  |
| 21  | 22  | 23  | 24  | 25  | 26  | 27  | 28  |
| 22  | 29  | 30  | 31  |     |     |     |     |

| Juni | Juni | Juni | Juni | Juni | Juni | Juni | Juni |
| Kw   | Mo   | Di   | Mi   | Do   | Fr   | Sa   | So   |
| ---- | ---- | ---- | ---- | ---- | ---- | ---- | ---- |
| 22   |      |      |      | 1    | 2    | 3    | 4    |
| 23   | 5    | 6    | 7    | 8    | 9    | 10   | 11   |
| 24   | 12   | 13   | 14   | 15   | 16   | 17   | 18   |
| 25   | 19   | 20   | 21   | 22   | 23   | 24   | 25   |
| 26   | 26   | 27   | 28   | 29   | 30   |      |      |

| Juli | Juli | Juli | Juli | Juli | Juli | Juli | Juli |
| Kw   | Mo   | Di   | Mi   | Do   | Fr   | Sa   | So   |
| ---- | ---- | ---- | ---- | ---- | ---- | ---- | ---- |
| 26   |      |      |      |      |      | 1    | 2    |
| 27   | 3    | 4    | 5    | 6    | 7    | 8    | 9    |
| 28   | 10   | 11   | 12   | 13   | 14   | 15   | 16   |
| 29   | 17   | 18   | 19   | 20   | 21   | 22   | 23   |
| 30   | 24   | 25   | 26   | 27   | 28   | 29   | 30   |
| 31   | 31   |      |      |      |      |      |      |

| August | August | August | August | August | August | August | August |
| Kw     | Mo     | Di     | Mi     | Do     | Fr     | Sa     | So     |
| ------ | ------ | ------ | ------ | ------ | ------ | ------ | ------ |
| 31     |        | 1      | 2      | 3      | 4      | 5      | 6      |
| 32     | 7      | 8      | 9      | 10     | 11     | 12     | 13     |
| 33     | 14     | 15     | 16     | 17     | 18     | 19     | 20     |
| 34     | 21     | 22     | 23     | 24     | 25     | 26     | 27     |
| 35     | 28     | 29     | 30     | 31     |        |        |        |

| September | September | September | September | September | September | September | September |
| Kw        | Mo        | Di        | Mi        | Do        | Fr        | Sa        | So        |
| --------- | --------- | --------- | --------- | --------- | --------- | --------- | --------- |
| 35        |           |           |           |           | 1         | 2         | 3         |
| 36        | 4         | 5         | 6         | 7         | 8         | 9         | 10        |
| 37        | 11        | 12        | 13        | 14        | 15        | 16        | 17        |
| 38        | 18        | 19        | 20        | 21        | 22        | 23        | 24        |
| 39        | 25        | 26        | 27        | 28        | 29        | 30        |           |

| Oktober | Oktober | Oktober | Oktober | Oktober | Oktober | Oktober | Oktober |
| Kw      | Mo      | Di      | Mi      | Do      | Fr      | Sa      | So      |
| ------- | ------- | ------- | ------- | ------- | ------- | ------- | ------- |
| 39      |         |         |         |         |         |         | 1       |
| 40      | 2       | 3       | 4       | 5       | 6       | 7       | 8       |
| 41      | 9       | 10      | 11      | 12      | 13      | 14      | 15      |
| 42      | 16      | 17      | 18      | 19      | 20      | 21      | 22      |
| 43      | 23      | 24      | 25      | 26      | 27      | 28      | 29      |
| 44      | 30      | 31      |         |         |         |         |         |

| November | November | November | November | November | November | November | November |
| Kw       | Mo       | Di       | Mi       | Do       | Fr       | Sa       | So       |
| -------- | -------- | -------- | -------- | -------- | -------- | -------- | -------- |
| 44       |          |          | 1        | 2        | 3        | 4        | 5        |
| 45       | 6        | 7        | 8        | 9        | 10       | 11       | 12       |
| 46       | 13       | 14       | 15       | 16       | 17       | 18       | 19       |
| 47       | 20       | 21       | 22       | 23       | 24       | 25       | 26       |
| 48       | 27       | 28       | 29       | 30       |          |          |          |

| Dezember | Dezember | Dezember | Dezember | Dezember | Dezember | Dezember | Dezember |
| Kw       | Mo       | Di       | Mi       | Do       | Fr       | Sa       | So       |
| -------- | -------- | -------- | -------- | -------- | -------- | -------- | -------- |
| 48       |          |          |          |          | 1        | 2        | 3        |
| 49       | 4        | 5        | 6        | 7        | 8        | 9        | 10       |
| 50       | 11       | 12       | 13       | 14       | 15       | 16       | 17       |
| 51       | 18       | 19       | 20       | 21       | 22       | 23       | 24       |
| 52       | 25       | 26       | 27       | 28       | 29       | 30       | 31       |

Das Jahr 2023 war wie das Vorjahr besonders geprägt von dem russischen Angriffskrieg gegen die Ukraine.
Am 7. Oktober verübte die Hamas einen Terrorangriff auf Israel, woraufhin israelische Truppen Bombardements und eine Bodenoffensive im Gazastreifen begannen.
In Deutschland wurden am 15. April 2023 die letzten drei Kernreaktoren abgeschaltet.
Der Südosten der Türkei und der Norden Syriens wurde am 6. Februar durch zwei schwere Erdbeben mit Magnitude 7,8 erschüttert und forderte mindestens 62.013 Tote und mehr als 125.000 Verletzte.
Das Jahr 2023 war weltweit das bis dato heißeste Jahr seit Beginn der Klimaaufzeichnungen; fast jeder Tag seit Juli 2023 stellte einen neuen globalen Lufttemperaturrekord für die jeweilige Jahreszeit auf und die Meeresoberflächentemperaturen erreichten ebenfalls neue Höchstwerte. Der Sommer 2023 war sogar der wärmste Sommer seit 2000 Jahren.

## Ereignisse

### Politik und Weltgeschehen
- In der Silvesternacht 2022/23 kommt es in Berlin und anderen deutschen Städten zu Silvesterkrawallen.
- 01. Januar: Alain Berset wird erneut Bundespräsident der Schweiz.
- 01. Januar: Schweden übernimmt im 1. Halbjahr 2023 die Ratspräsidentschaft in der EU.
- 01. Januar: Kroatien führt den Euro als gesetzliches Zahlungsmittel ein und tritt dem Schengen-Raum bei.
- 08. Januar: Anhänger des ehemaligen Präsidenten Jair Bolsonaro stürmen in der Hauptstadt Brasiliens den Kongress, den Obersten Gerichtshof und den Regierungssitz Palácio do Planalto.
- 19. Januar: Boris Pistorius wird Nachfolger der zurückgetretenen Christine Lambrecht im Amt des deutschen Bundesverteidigungsministers.
- 26. Januar: Alexander Van der Bellen wird von der Bundesversammlung für die zweite Amtszeit als österreichischer Bundespräsident angelobt.
- 28. Januar: Der ehemalige NATO-General Petr Pavel gewinnt die zweite Runde der Präsidentschaftswahl in Tschechien mit 58,3 % der abgegebenen Stimmen gegen den ehemaligen Premierminister Andrej Babiš.
- 12. Februar: Wiederholung der Wahl zum Abgeordnetenhaus von Berlin. Die CDU mit dem Spitzenkandidaten Kai Wegner wird erstmals seit 24 Jahren stärkste Fraktion im Abgeordnetenhaus.
- 25. / 26. Februar: Präsidentschaftswahl und Parlamentswahl in Nigeria, es gewinnt der frühere Gouverneur von Lagos, Bola Tinubu
- 04. März: Nach langjährigen Verhandlungen erreichen die UN-Mitgliedstaaten eine Einigung über ein internationales Hochseeabkommen.
- 05. März: Parlamentswahl in Estland
- 09. März: Bei einer Amoktat sterben in Hamburg acht Menschen und weitere acht Menschen werden verletzt.
- 21. bis 24. März: In New York findet die 2. UNO-Wasserkonferenz statt.
- 26. März: In Berlin scheitert der Volksentscheid Berlin 2030 klimaneutral aufgrund zu geringer Teilnahme an der Abstimmung.
- 29. bis 31. März: Staatsbesuch des britischen Königs Charles III. und seiner Ehefrau Camilla in Deutschland; Charles III. hält dabei eine Rede vor dem Deutschen Bundestag.
- 01. April: Russland übernimmt, trotzdem sie kriegführende Macht ist, turnusmäßig den Vorsitz im Sicherheitsrat der Vereinten Nationen.
- 02. April: Parlamentswahl in Finnland
- 04. April: Finnland wird als 31. Mitglied in die NATO aufgenommen.
- 07. April: In Deutschland endet die Maskenpflicht in Praxen (siehe COVID-19-Pandemie in Deutschland).
- 11. April: Beim Massaker von Pazigyi werden von der Luftwaffe von Myanmar mindestens 130 Menschen ermordet.
- 12. April – 31. Mai: In Deutschland finden die Sozialversicherungswahlen (Sozialwahl) statt.
- 14. April – 8. Oktober: Bundesgartenschau in Mannheim
- 15. April: Die letzten drei Atomkraftwerke in Deutschland (im Emsland, in Bayern und in Baden-Württemberg) werden abgeschaltet.
- 15. April: Im Sudan beginnen Kämpfe, die als Putschversuch durch die Rapid Support Forces interpretiert werden.
- 23. April: Bei der Landtagswahl in Salzburg bleibt die ÖVP mit 30,4 % Stimmen stärkste Kraft.
- 27. April: Kai Wegner (CDU) wird zum Regierenden Bürgermeister von Berlin gewählt. Er führt eine Regierung aus CDU und SPD.
- Mai: Der Compact of Free Association zwischen den Vereinigten Staaten und den Föderierte Staaten von Mikronesien und Palau wurde verlängert und weiter finanziert.[3]
- 06. Mai: Krönung von König Charles III. und Königin Camilla in der Westminster Abbey
- 11. Mai 2023: Der 2020 ausgerufene Gesundheitsnotstand endet und damit offiziell auch die COVID-19-Pandemie in den Vereinigten Staaten.[4]
- 14. Mai: Bei der Bürgerschaftswahl in Bremen wird die SPD mit Spitzenkandidat Andreas Bovenschulte stärkste Fraktion.
- 14. Mai: Parlamentswahl in Thailand
- 14. Mai: Parlaments- und Präsidentschaftswahl in der Türkei. In der Stichwahl am 28. Mai wird Amtsinhaber Recep Tayyip Erdoğan für eine weitere Amtszeit als Präsident gewählt.
- 21. Mai: Parlamentswahl in Griechenland. Da nach der Wahl keine Regierungskoalition zustande kam, ruft der amtierende Premierminister Kyriakos Mitsotakis Neuwahlen aus.
- 21. Mai: Parlamentswahlen in Osttimor
- 29. Mai: Bei seiner Antrittsrede verkündet der neue nigerianische Präsident Tinubu das Ende der Benzinsubvention. Es kommt zu Panikkäufen an den Zapfsäulen.
- 06. Juni: Im Kontext des Ukrainekrieges wird in Nowa Kachowka/Ukraine der Staudamm des Absperrwerks gesprengt und das Wasserkraftwerk Kachowka zerstört.
- 9. Juni: In Nigeria wird der Notenbankchef Godwin Emefiele vom neuen Staatspräsidenten Tinubu mit sofortiger Wirkung entlassen. In den darauf folgenden neun Monaten verliert die Landeswährung Naira mehr als 75 % ihres Wertes und kommt es zu grassierender Inflation.[5]
- vermutlich 18. Juni: Aufgrund einer Implosion sterben alle fünf Passagiere des Mini-U-Boots Titan beim Versuch, zum Wrack der Titanic zu gelangen. Die Opfer sind Paul-Henry Nargeolet, Hamish Harding, Shahzada Dawood, dessen 19-jähriger Sohn Suleman Dawood und Stockton Rush, der CEO des veranstaltenden Tourismusunternehmens OceanGate.
- 23. / 24. Juni: Im Kontext des Ukrainekriegs begann die Gruppe Wagner auf Befehl von Jewgeni Prigoschin einen Aufstand in Russland und eroberte in den ersten Stunden Städte wie Rostow on Don,[6] und Woronesch,[7] stoppte aber dann um ca. 20:00 Uhr Moskauer Zeit auf Vermittlung des belarussischen Präsidenten Lukaschenko den Vormarsch.
- 25. Juni: Neuwahlen zum griechischen Parlament. Die konservative Nea Dimokratia von Kyriakos Mitsotakis erlangt die absolute Mehrheit.
- Juli: Schätzungen der UN zufolge wird sich das Bevölkerungswachstum in Indien in den nächsten Jahrzehnten kaum abschwächen und Indien überholt die Volksrepublik China als bevölkerungsreichstes Land der Erde im Jahr 2023.[8]
- 01. Juli: Spanien übernimmt im 2. Halbjahr 2023 die Ratspräsidentschaft in der EU
- 05. Juli: Andreas Bovenschulte wird erneut ins Amt des Bremer Bürgermeisters und Präsidenten des Bremer Senats gewählt.
- 23. Juli: Parlamentswahl in Spanien
- 26. Juli: Im Niger findet ein Militärputsch statt.
- 30. August: In Gabun findet nach der Parlamentswahl ein Militärputsch statt.
- 19. September: Aserbaidschan beginnt eine Militäroffensive gegen die Republik Bergkarabach, die nur einen Tag später kapituliert.
- 30. September: Nationalratswahl in der Slowakei
- 03. Oktober: Das Repräsentantenhaus der Vereinigten Staaten wählt nach einem Misstrauensantrag (motion to vacate) des Abgeordneten Matt Gaetz erstmals in der Geschichte der Vereinigten Staaten den Sprecher, Kevin McCarthy, ab.[9]
- 07. Oktober: Die Hamas überrascht Israel mit einem Terrorangriff, der den Tod von 1139 Menschen zur Folge hat und daraufhin in einen Krieg mit mehr als 50.000 Toten mündet.
- 08. Oktober: Landtagswahlen in Bayern und Hessen
- 08. Oktober: Kammerwahl in Luxemburg
- 14. Oktober: Parlamentswahl in Neuseeland
- 15. Oktober: Parlamentswahl in Polen
- 22. Oktober und 19. November: Präsidentschafts- und Parlamentswahlen in Argentinien. Der als ultrarechts geltende Javier Milei wird in einer Stichwahl zum neuen Präsidenten gewählt.
- 22. Oktober: Schweizer Parlamentswahlen
- 25. Oktober: Rund drei Wochen nach der Abwahl McCarthys wird Mike Johnson neuer Sprecher des US-Repräsentantenhauses.
- 22. November: Parlamentswahl in den Niederlanden. Die als rechtspopulistisch geltende PVV von Geert Wilders wird stärkste Fraktion.
- 25. November: Im Potsdamer Haus Adlon findet ein konspiratives Treffen von Rechtsextremisten u. a. der AfD und des Vereins Werteunion mit dem österreichischen Rechtsextremisten Martin Sellner statt, bei dem ein sogenannter „Masterplan zur Remigration“ (Deportation ausländischer Bürger und Deutscher ausländischer Herkunft) präsentiert wird. Das Ereignis sorgte ab Januar 2024 für zahlreiche bundesweite Demonstrationen gegen Rechtsextremismus.

### Wetter und Katastrophen
Siehe auch: Kategorie:Naturkatastrophe 2023
Siehe auch: Temperaturanomalien im Jahr 2023
2023 war sowohl weltweit als auch in Deutschland das wärmste Jahr seit Beginn der Aufzeichnungen und gekennzeichnet von zahlreichen meteorologisch außergewöhnlichen Temperaturrekorden, Naturkatastrophen und Extremwetterereignissen.
Das Barcelona Institute for Global Health ermittelte in einer Studie dass 2023 in 35 europäischen Ländern 47.690 Menschen einen Hitzetod erlitten.
- ab 31. Januar: Waldbrände in Chile
- 06. Februar: Durch zwei schwere Erdbeben insbesondere in den türkischen Provinzen Kahramanmaraş und Gaziantep sowie im Norden Syriens stürzen zehntausende Gebäude ein. Dadurch sterben mindestens 62.013 Menschen und mehr als 125.000 werden verletzt. Laut WHO handelt es sich um die schwerste Naturkatastrophe in Europa seit einem Jahrhundert.
- 14. Februar: Der Zyklon Gabrielle zieht in Neuseeland mit Windgeschwindigkeiten von bis zu 165 km/h und heftigem Regen über die Nordinsel. Mindestens acht Menschen sterben, rund 140.000 Menschen sind ohne Strom und Tausende werden obdachlos. Es ist der fünfte benannte Zyklon in der australischen Zyklon-Saison 2022/23 und der zweite innerhalb kurzer Zeit, der Neuseeland trifft.
- Februar/März: Zyklon Freddy im Südosten von Afrika. Mehr als 1190 Menschen sterben.
- 21. März: Erdbeben in der afghanischen Provinz Badachschan.
- ab März: Waldbrände in Kanada. Die Waldbrandsaison 2023 war die schlimmste in Kanada seit Beginn der Aufzeichnungen. Mit mehr als 173.000 km² verbrannte mehr als doppelt so viel Fläche wie in der zuvor schlimmsten Saison, zudem wurden mit ca. 410 Mio. Tonnen reinem Kohlenstoff (Stand Mitte September) fast dreimal so viele Emissionen freigesetzt wie bei der vorherigen Rekordsaison (138 Mio. Tonnen).[14]
- April / Mai: Bei Überschwemmungen in Ruanda, Uganda und der Demokratischen Republik Kongo sterben über 600 Menschen
- Juli: Waldbrände in Griechenland
- August: Unwetter in Österreich und Slowenien
- August: Wald- und Buschbrände zerstören weite Teile des Ortes Lāhainā auf der Hawaii-Insel Maui.
- 08. September: Beim Erdbeben in Marokko sterben 2690 Menschen.
- September: Sturmtief Daniel verursacht mit Extremregenfällen schwere und großflächige Überschwemmungen in Griechenland, Bulgarien, Libyen und der Türkei. Bei einem Dammbruch in Libyen sterben mehr als 12.000 Menschen[15]
- Oktober: Hurrikan Otis trifft als Kategorie-5-Hurrikan den mexikanischen Ballungsraum Acapulco und verursacht dort katastrophale Schäden.
- 20. / 21. Oktober: Das Ostseesturmhochwasser in der Nacht vom 20. auf den 21. Oktober 2023 war das schwerste Ostseesturmhochwasser seit 1872.
- 03. November: Erdbeben in Nepal

### Schwere Unglücksfälle
- 15. Januar: Beim Absturz einer ATR 72 am internationalen Flughafen Pokhara in Nepal sterben alle 72 Insassen.
- 28. Februar: Bei einem Eisenbahnunfall in der griechischen Region Thessalien sterben 57 Menschen und zahlreiche weitere Personen werden verletzt.
- 03. Juni: Bei einem Eisenbahnunglück in Indien sterben mindestens 288 Menschen. Zahlreiche weitere werden zum Teil schwer verletzt.
- 14. Juni: Bei einem Schiffsunglück vor der griechischen Insel Pylos starben schätzungsweise 300–650 Migranten bei dem Versuch, das Mittelmeer von Libyen aus zu überqueren.
- 18. Juni: Nachdem der Kontakt zum Mutterschiff Polar Prince abbricht, implodiert das U-Boot Titan auf dem Weg zum Wrack der Titanic. Alle fünf Insassen sterben.
- 10. August: Eisenbahnunfall im Gotthard-Basistunnel
- 31. August: Brand in einem Wohngebäude im südafrikanischen Johannesburg.

### Religion
- 06. / 7. Januar: orthodoxe Weihnachten
- 23. März – 23. April: Ramadan
- 07. April: Karfreitag
- 09. April: Ostern
- 16. April: orthodoxe Ostern
- 05. Mai: Vesakh
- 18. Mai: Christi Himmelfahrt
- 28. Mai: Pfingsten
- 07. – 11. Juni: 38. Deutscher Evangelischer Kirchentag in Nürnberg
- 08. Juni: Fronleichnam
- 29. Juni: Islamisches Opferfest
- 01. – 6. August: XXXVIII. Weltjugendtag in Lissabon[16]
- 15. August: Mariä Himmelfahrt
- 25. September: Jom Kippur 5784
- 03. Oktober: Tag der offenen Moschee
- 31. Oktober: Gedenktag der Reformation
- 01. November: Allerheiligen
- 12. November: Diwali
- 22. November: Buß- und Bettag
- 07. – 14. Dezember: Chanukka
- 25. Dezember: Weihnachten

### Wissenschaft und Technik
| Vorherige Monate |
| --- |
| - 04. Januar: Metawissenschaftler stellen den „CD-Index“ vor, der beschreiben soll, wie sehr Studien und Patente Zitationsnetzwerke verändern, und stellen fest, dass er zurückgegangen ist. Sie interpretieren, dass dies zeigt, dass sich die „Disruption“ verlangsamt, dass aktuelle Entdeckungen und Erfindungen von „einem engeren Spektrum bestehenden Wissens“ informiert werden und dass die Zahl der jährlichen „hochdisruptiven“ Studien nicht angestiegen ist, während dies bei der Zahl aller jährlichen wissenschaftlichen Veröffentlichungen der Fall ist. - 05. Januar: Neurowissenschaftler berichten die Entdeckung einer unbekannten dünnen Membranschicht im Gehirn, die SLYM. Sie ist eine Schutzbarriere und beherbergt Immunzellen, die das Gehirn auf Infektionen und Entzündungen überwachen. Sie spielt wahrscheinlich eine Rolle bei Erkrankungen des Gehirns und Funktionen der Hirnflüssigkeit. - 05. Januar: Archäologen berichten, dass Notationszeichen in Höhlen von vor ~37.000 Jahren die erste bekannte (Proto-)Schrift darstellen. Die Zeichen vermitteln kalendarische Bedeutungen über das saisonale Verhalten der daneben gemalten Tierarten. - 11. Januar: Bioingenieure entwickeln sich nicht vermehrende bakterielle „Cyborg-Zellen“ mit einem synthetischen Hydrogel-Polymer-Netzwerk im Inneren der Bakterien. Die Zellen können Stressoren widerstehen, die natürliche Zellen töten würden, und könnten zum Eindringen in Krebszellen oder als Biosensoren im Körper eingesetzt werden. - 18. Januar: Nachrichtenagenturen berichten über eine Untersuchung und jüngste Studien, die darauf hindeuten, dass die Reduktion von Kohlenstoffemissionen durch Projekte, die zur Erlangung von Klimakompensations-Credits ins Leben gerufen wurden, weit überschätzt wurde. Etwa 90 % der Regenwald Carbon Credits des Verified Carbon Standard sind demnach wahrscheinlich „Phantom Credits“, die echte Emissionsreduzierungen behindern. - Neue technologische Entwicklungen: - 09. Januar: Ein operationsfreies Gehirnimplantat in Blutgefäßen wird demonstriert. - 20. Januar: Es wird über ein großes Sprachmodell, MedPaLM, welches medizinische Fragen korrekt beantworten könnte, berichtet. - Januar: Der Chatbot ChatGPT erlangt in kurzer Zeit große Aufmerksamkeit. Innerhalb von nur zwei Monaten erreicht er etwa 100 Millionen aktive Nutzer. Die begrenzten Anwendungsbereiche beinhalten die Beihilfe bei Schreibaufgaben von Schülern, Social Bots für Betrug und Desinformation, und Inspiration. Der Algorithmus ist auf grundlegender Ebene nicht auf Richtigkeit ausgerichtet und liefert daher oft fehlerhafte Antworten. - Studien liefern neue Erkenntnisse: - 03. Januar: Die Mechanismen der Vorteile intermittierenden Fastens beinhalten umfangreiche Veränderungen der Expression und Rhythmik von (Maus-)Genen. - 06. Januar: Es wird über eine Meta-Analyse berichtet, laut der einer von 8 Asthma-Fällen in den USA auf Gasherde rückführbar ist. - 05. & 12. Januar: In zwei Studien wird mittels Reprogrammierung die epigenetische Alterung in Mäusen teilweise umgekehrt. - 06. Januar: Retroviren im menschlichen Genom können aus dem Ruhezustand erwachen und zur Alterung beitragen. Dies konnte durch neutralisierende Antikörper blockiert werden. - 12. Januar: Die starke Verringerung der Schneedecke in den Alpen zeigt Klimaanpassungsbedarfe auf. - 13. Januar: Jüngste menschliche Evolution zur Abwehr von Krankheitserregern erhöhte in Europäern auch das Risiko für Entzündungskrankheiten in den letzten 10.000 Jahren. - 17. Januar: Süßwasserfische der USA enthalten pro Portion hohe Mengen von schädlichen PFAS. - 19. Januar: Virale Infektionen können Risiken für neurodegenerative Erkrankungen erhöhen. - Januar: Forschung zur Umsetzung des Klimaschutzes: - 05. Januar: Kalkulationen zu den Investitionsbedarfen zur Emissionssenkung der EU werden veröffentlicht, wonach Mehrbedarfe vor allem in den Bereichen Kraftwerke, Stromnetze und Schieneninfrastruktur bestehen. - 12. Januar: Die Anwendung des Prinzips der erweiterten Herstellerverantwortung auf fossile Brennstoffe könnte Energiesicherheit und Klimapolitik zu erschwinglichen Kosten miteinander in Einklang bringen. - 30. Januar: Eine Studie liefert diverse Informationen zur Dekarbonisierung der Luftfahrt – etwa beinhalten die Probleme der „nachhaltigen Flugtreibstoffe“ Ernährungsunsicherheit und eine (proaktive) Senkung der Nachfrage sei notwendig. - Januar: Forschung zu einem nachhaltigen Lebensmittelsystem: eine Übersichtsarbeit beschreibt Vorteile und Schwierigkeiten für Algen als industrielle große Nahrungsquelle (19 Jan). Eine Studie identifiziert 11 Schlüsselmaßnahmen gegen Stickstoff-Verschmutzung (4 Jan). Nachhaltige vegane Ernährung könnte laut einer ersten Übersichtsarbeit für die Haustiere Katze und Hund gesund sein (12 Jan). Eine Studie beschreibt Vorteile von Insekten-Viehfutter (12 Jan). Das Klonen von mehreren „Superkühen“ in China wird bekannt gegeben (31 Jan). - 23. Januar: Der Erdkern dreht sich nicht mehr schneller als die Oberfläche. Die Rotation variiert in einem ~70 Jahre dauerndem Zyklus, wobei keine großen Auswirkungen bekannt sind. - 31. Januar: Visuelles Flickern, das auf den persönlichen Gehirn-Rhythmus (i.e. auf Alphawellen-Spitzenwerte) abgestimmt ist, konnte visuelles Lernen deutlich beschleunigen. - 15. Februar: Ergebnisse deuten darauf hin, dass schwarze Löcher der Ursprung der dunklen Energie sind, da ihr Wachstum scheinbar an die Expansion des Universums gekoppelt ist. Wenn sie die unbekannte Energie enthalten, würden sie die Beschleunigung der kosmologischen Expansion verursachen. Ein Preprint (7 Feb) skizziert, wie die dunkle Energie in der ultimativen Zukunft zu einem Big Bounce führen könnte, wobei sie den Kosmos mal wachsen und mal schrumpfen lässt, bis es zu einem weiteren zyklischen Urknall kommt. - 19. Februar: Eine Studie berichtet, dass Rationierung als Option für Klimaschutz vernachlässigt wurde. Mittels historischer Daten und wirtschaftlicher Analysen kommt sie zu dem Schluss, dass solche (persönlichen) Carbon Allowances (PCAs) für einige oder viele Produkte Staaten helfen könnten, ihre Emissionen schnell und gerecht zu senken. Im Gegensatz etwa zu bloßen CO2-Steuern, könnten sie unter anderem Probleme der Fairness wie disproportionale Belastungen von Nicht-Reichen lösen, wobei etwa auch nicht-handelbare pro-Kopf Anteile ein wichtiges Element sein könnten. - 28. Februar: Forscher lassen jüngste Entwicklungen mit menschlichen Hirnorganoiden in einem neuen Bereich münden, den sie „organoide Intelligenz“ (OI) nennen. Er soll über eine „ethisch verantwortungsvolle Weise“ 'Wetware'-Computing als eine neue Art der künstlichen Intelligenz (KI) ermöglichen, neben und als Teil von Hirnforschung. Verbundsysteme von Nervengeweben würden Reiz-Reaktions-Trainings oder Organoid-Computer-Schnittstellen haben. - Neue technologische Entwicklungen: - 07. Februar: Heuschrecken-Fühler als Geruchs-Biosensoren in Bio-Hybrid-Roboter eingesetzt. - 09. Februar: Ein Mikrobot reinigt verstopfte Arterien. - 18. Februar: Bakterielle Biokomposit Tinte für den 3D-Druck knochenähnlicher Objekte oder Reparatur. - Studien liefern neue Erkenntnisse: - 06. Februar: Kohleausstieg unwahrscheinlich (<5 %) bei derzeitigen Policies mit der PPCA, bei denen sich die Kohlenutzung von der Stromerzeugung auf andere Industrien verlagert und China diesen gefährlich verzögern könnte. - 07. Februar: Ein UN-Bericht erklärt, dass ohne Maßnahmen 2050 jährlich 10 Millionen Menschen an antimikrobiell resistenten Superbakterien sterben könnten, und schlägt „One Health“ Maßnahmen vor. Eine Analyse (1 Feb) zeigt, dass der weltweite Einsatz von Antibiotika in der Viehzucht global zugenommen hat. Invasive hybride intelligente „Superschweine“ verursachen in Nordamerika erhebliche ökologische und wirtschaftliche Schäden (ca. Feb 23). - 07. Februar: 12 weitere Monde des Jupiters entdeckt. - 09. Februar: Ergebnisse der ersten klinischen Studie zur Lebensverlängerung mittels nichtintermittenter Kalorienrestriktion – moderate Effekte in einer von drei Alterungsuhren. - 13. Februar: Gesundheitswissen robustifiziert: Schulspeisung kann den BMI verbessern (13 Feb); Sport hochwirksam gegen Depressionen und ähnliche mentale Probleme (1 Feb); Luftverschmutzung in den USA verbunden mit Depression im Alter (10 Feb) und Knochenproblemen (14 Feb). - 15. Februar: Hohe Medikamentenkosten sind nicht gerechtfertigt: R&D-Ausgaben niedriger als Aktien-Rückkäufe oder SG&A wie Marketing. - 16. Februar: Eine Studie projiziert, dass ohne gezielte Maßnahmen die aktuelle Energiepreiskrise ~100 Mio. in extreme Armut treiben wird, und stellt diverse Daten für solche Maßnahmen bereit. - 16. Februar: Viele Psychedelika fördern neuronale Plastizität, indem sie 5-HT2A Rezeptoren im Inneren von Neuronen aktivieren. - 20. Februar: Fortschritte in der Sexual-, Reproduktions- und Geschlechterforschung: sowohl die Anzahl der lebenszeitlichen Sexpartner der top 5 % der amerikanischen Männer und sexuelle Einsamkeit nehmen zu – in 2012 haben die obersten 5 % mehr Sex als die unteren 50 %. Bei Dating-Apps wird eine große Geschlechter-Ungleichheit ersichtlich. Frauen werden aktuell 3–15 Mal häufiger als AAAS- und NAS-Mitglieder auserwählt als Männer mit ähnlicher Publikations- und Zitationsleistung. - 21. Februar: „Dunkles Mikrobiom“ in der Atacama-Wüste – ohne Laborproben wären frühere Mars-Mikroben womöglich nicht nachweisbar. - 21. Februar: Epigenetische Alterungsuhren erweisen sich laut einer Studie als nützlich, wobei Faktoren wie Gesundheitsverhalten oder Armut oft wichtigere Indikatoren sind. Mediale Aufmerksamkeit zu einer der ersten gemessenen umfassenden Langlebigkeits-Kombinationstherapien im Mensch: ein Selbstexperiment eines Tech-Millionärs zur maximalen Verjüngung, „Project Blueprint“. - ~Februar: Besorgnis über die Vogelgrippe mit pandemischen Potenzial, H5N1, nimmt nach Spillovern zu. - 22. Februar: Erste H. sapiens in Neandertaler-Gebieten (vor ~54.000 Jahren in Europa) nutzten Pfeil und Bogen. - 23. Februar: Eine Karte zeigt die PFAS-Kontamination in Europa. Gesundheitsschutz ist möglich durch Wasserhahn-Filter und eine eventuell kommende ECHA Policy zur PFAS-Beschränkung. - 27. Februar: Süßstoff Erythrit verursacht Herzrisiken. - Konkrete Vorschläge: - 09. Februar: Eine Übersichtsarbeit reviewt 'Sicherheit-by-Design' Technologie- und Policy-basierte Wege um Pandemien engineerter Pathogene zu verhindern, wie etwa Kunden- und DNA-Sequenz-Screening für Biosicherheit, und schlägt entsprechende Updates und Einrichtung von Sicherheitsgerüsten wie Regulierungen vor. - 16. Februar: Die USA veröffentlichen einen Vorschlag für Normen für KI im Militär. Der erste Internationale-Gipfel zu militärischer KI führt zu einer gemeinsamen unverbindlichen Erklärung der USA, Chinas und anderer Nationen, wobei es einige externe Aufrufe zu der Aufnahme von Verhandlungen über ein international verbindliches Recht oder Durchsetzungsmechanismen gibt. - 21. Februar: Eine Studie differenziert Bewusstsein in 10 Dimensionen, etwa für Kognitionsprofile nicht-menschlicher Intelligenzen. In dem detailliert vorgeschlagenen Framework haben insbesondere tierische Spezies nuancierte durchschnittliche Niveaus in diesen kognitiven Domänen. Unbekannte Gehirnwellen in ersten Gehirnaufzeichnungen von sich frei bewegenden relativ intelligenten Tintenfischen (23 Feb). - 16. März: Der erste Global Biolabs Report dokumentiert eine rasante weltweite Zunahme von Laboren mit hochgefährlichen Krankheitserregern, viele davon in städtischen Regionen oder mit besonders schwachem Biorisikomanagement. Die Ergebnisse des Berichts erhöhen Bedenken über einen Mangel an Maßnahmen zur Pandemieprävention, um Unfälle oder böswillige Freisetzungen zu verhindern. Es sind bereits viele Unfälle passiert. - 20. März: Die endgültige Synthese des Sechsten Sachstandsberichts des IPCC wird veröffentlicht. Sie fasst den Stand des Wissens zum Klimawandel zusammen, inklusive der Vertrauensgrade der jeweiligen Ergebnisse. Zu den Schlussfolgerungen gehört, dass das Ausmaß der Auswirkungen auf heutige und künftige Generationen von den Entscheidungen in der Gegenwart und der nahen Zukunft abhängen, wobei die derzeitigen Policies die globalen Mindestziele deutlich verfehlen. - 23. März: Wissenschaftler untermauern in einer Reihe von Studien das jüngste Konzept der „kommerziellen Determinanten der Gesundheit“ und weisen darauf hin, dass „transnationale Unternehmen“ für „steigende Raten vermeidbarer Krankheiten, planetarer Schäden und sozialer und gesundheitlicher Ungleichheiten“ verantwortlich sind. Ihr Handeln wird durch Wirtschafts- und Regierungssysteme und einen „Wandel hin zum Marktfundamentalismus“ gefördert und begünstigt. - Neue technologische Entwicklungen: - 01. März: Eine Organoide Intelligenz (OI) löst Mathe-Aufgaben, was Implikationen für Bioethik sowie für potenzielle Engpässe und Grenzen von nichtbiologischer KI haben könnte. - ~14. März: Fortschritte in und um KI-Forschung. - 14. März: Medienbericht über ein Mesh-Repeater-Kommunikations Paradigma für Roboter, Drohnen, Unterwasserfahrzeuge, Katastrophenreaktionsrover und Weltraumerkundung. - 19. März: Erste systematische Untersuchung von Problemen oder Schwachstellen in populärer VPN-Software. - 28. März: Eine neue Lithium-Ionen-Batterierecyclingmethode. - 31. März: Teile der Twitter-Empfehlungs-Algorithmen werden open source. Wochen zuvor wurde der kostenfreie API-Zugang, welcher auch für Forschung genutzt wird, abgeschaltet. - März: Diverse Innovationen die globale Herausforderungen betreffen werden demonstriert. - Studien liefern neue Erkenntnisse: - 01. März: Eine ICIJ-Untersuchung bekräftigt, dass eine unregulierte Greenwashing-Industrie bei der Vergabe von Zertifikaten Entwaldung und Menschenrechtsverletzungen übersieht. - 01. März: Die anomalen Gesundheitsvorfälle 'Havanna-Syndrom' werden laut einem U.S. DNI Bericht 'sehr wahrscheinlich' nicht durch eine Nation verursacht. - 01. März: PM2.5 Feinstaub-Luftverschmutzung im Jahr 2019: „0,001 % der Weltbevölkerung“ unter dem WHO-Grenzwert für die jährliche Belastung. Luftverschmutzung ist eines der größten Ursachen frühzeitiger Todesfälle. - 01. März: Wissenschaftliche Ergebnisse des ersten Tests asteroidaler planetarer Verteidigung, DART. - 02. März: Rekordhohe CO2-Emissionen aus borealen Bränden im Jahr 2021: von durchschnittlich 10 % steigen sie auf 23 % des Waldbrand-CO2. - 02. März: Neuroanatomische Veränderungen durch Long COVID sind ähnlich wie bei ME/CFS und inklusive Vergrößerungen von Hirnstamm-Regionen. - 06. März: Der globale Nahrungsmittelkonsum allein würde zum Verfehlen der Klimaziele führen, wenn Ernährungsgewohnheiten konstant bleiben, wobei sich diese global verschlechtern, etwa aufgrund steigendem Fleischkonsum in Ländern wie China. - 07. März: Eine Studie der Leiter des Galileo Projekts und des All-domain Anomaly Resolution Office der USA stellt die Verlässlichkeit früherer UAP-Geschwindigkeitsdaten aufgrund der Inkompatibilität mit etablierter Physik und der Möglichkeit inakkurater Distanzmessungen infrage und erklärt, dass kleinere Sonden von einem Mutterschiff losgeschickt werden und lokale Materialien verwenden könnten. - 13. März: Historische Daten: Die Gesamtintensität von extremen Wetterereignissen in den Jahren 2002–2021 korreliert stark mit der globalen Durchschnittstemperatur. - ~14. März: Fortschritte bei der Forschung zu gesunden und nachhaltigen Lebensmitteln. - 14. März: Erster eindeutiger Beweis für aktiven Vulkanismus auf der Venus. - 17. März: Reichtum (Lottogewinn) erhöht in Schweden (womöglich in entwickelten Ländern) die Heiratsrate und Fruchtbarkeit (nur) bei Männern. - 20. März: Umfassendste Beobachtung akuter Gehirnwirkung von Psychedelika: erste EEG- und fMRI-Neuroimaging-Daten von DMT-Trips. - 22. März: Neue umstrittene Theorie für eine Erklärung von ʻOumuamua. - ~23. März: Fortschritte in der Forschung zu Gesundheitskompetenz und -kommunikation. - 23. März: Erstes multi-Organ-basiertes menschliches Virom von toten gesunden Individuen, inklusive von Regionen, die als steril galten. - 29. März: Das Hirn-Konnektom der Sprache wird von Faktoren die Charakteristika der Muttersprache beinhalten beeinflusst. - 29. März: Neue Methode für Proteineinbringung, eines der größten Probleme im Gen-Editing. - 30. März: Tiefsee-Strömungen um Antarktis steuern auf Zusammenbruch zu. Eine Studie vom 27. März versucht eine Schätzung für einen Kipppunkt für einen Meeresspiegelanstieg von ca. 2 m durch das grönländische Eisschild bereitzustellen. - 30. März: Gestresste Pflanzen senden Ultraschallgeräusche aus, was für die Landwirtschaft relevant sein könnte. - Konkrete Vorschläge: - 03. März: Studien zeigen, dass das Heizen mit grünem Wasserstoff 2–3 Mal teurer ist als Wärmepumpenkosten und Ziele der EU und Deutschlands damit nicht einhaltbar sind. Sie schlussfolgern, dass eine rasche Elektrifizierung mittels Wärmepumpen im Kontext planetarer Grenzen die beste Option innerhalb der Wärmewende ist. - 10. März: Medienbericht über Studie: Russlands Kernenergieexporte werden kaum sanktioniert. Eine Studie von Offshore-Netzwerken von Oligarchen, über die am 7. März berichtet wird, identifiziert Vermögensverwalter als mögliches Schlüsselziel für effektive Sanktionen. - 21. März: Universität berichtet über eine Studie: die Öffentlichkeit hat eine positivere Einstellung zur Abschaffung der Subventionen für fossile Brennstoffe, wenn die optimale Verwendung der Einnahmen spezifiziert wird. - 30. März: DVGW-Bericht: Gaspipeline-Infrastrukturen (in Deutschland) sind für den Wasserstofftransport geeignet. - 03. April: Forscher berichten die Entdeckung eines unerklärten Anstiegs der Emissionen von fünf FCKW-Gasen, die durch das erfolgreiche Montrealer Protokoll verboten wurden. Ihre Klimawirkung im Jahr 2020 entspricht in etwa der Auswirkung der Treibhausgase aus Dänemark in 2018. - 05. April: Das erste Review zu Maßnahmen gegen falschen Verschwörungsglauben legt nahe, dass Maßnahmen, „die eine analytische Denkweise fördern oder Fähigkeiten zum kritischen Denken vermitteln“ und Prävention am wirksamsten sind. Ein UNICEF-Bericht zeigt, dass die öffentliche Wahrnehmung der Wichtigkeit von Impfstoffen für Kinder während der COVID-19-Pandemie weltweit abgenommen hat". Twitter erhält eine Warnung, nachdem ein Bericht aufzeigt, dass dessen jüngste Policy-Änderungen russische Desinformations-basierte Propaganda in der EU fördern. - 11. April: Eine Studie zeigt, dass sich eine klonale Linie des Reisbrand-Pilzes weltweit verbreitet hat. Sie weist darauf hin, dass es dringend weiterer genomischer Überwachung bedarf, um diese potenzielle pandemische Bedrohung für die weltweite Lebensmittelproduktion zu verfolgen und zu entschärfen, da der Pilz Resistenzen gegen Fungizide entwickeln könnte. - 12. April: Forscher demonstrieren einen „KI-Wissenschaftler“, der aus Wissensaxiomen und experimentellen Daten Modelle von Naturphänomenen erstellen kann, und zeigen, dass die open source Software mit logischen Folgerungen und wenigen Datenpunkten physikalische Gesetze wiederentdecken kann. Die Software unterscheidet sich grundlegend von großen Sprachmodellen (LLMs). - 18. April: Eine Universität zeigt mit einer Studie, dass die wirtschaftlichen Verluste durch biologische Invasionen auf das Niveau der Kosten für wirtschaftliche Schäden durch Überschwemmungen oder Erdbeben gestiegen sind, die ebenfalls zunehmen. - 20. April: Paläoneurologen veröffentlichen die erste neuroevolutionäre Zeitleiste zu Veränderungen der Oberflächen-geometrie der Großhirnrinde in Verbindung mit kognitiven Funktionen. Sie charakterisiert viele der neuromorphologischen Entwicklungen in der Entstehung der charakteristisch-menschlichen Intelligenz in den letzten 77 Millionen Jahren. - 24. April: Eine Policy-Studie schlussfolgert, dass eine Verringerung des Pkw-Verkehrs die wichtigste verkehrspolitische Option zur Senkung der Emissionen auf ein mit dem sektoralen Kohlenstoffbudget vergleichbares Niveau ist. Elektrifizierung sei deutlich unzureichend, während eine „Verringerung der mit dem Auto zurückgelegten Strecke und des Autobesitzes um mehr als 80 % gegenüber dem derzeitigen Stand“ bis 2027 im Fall von London das für das Pariser Abkommen vorgesehene sektorale regionale Budget erreichen könnte. - Neue technologische Entwicklungen: - 21. April: Nanodraht-KI mimt physikalisch die Gehirn-Aktivität beim Erinnern von Mustern. - Open source LLMs inklusive Auto-GPT, LLaMA Varianten, StableLM; ein Forscher erklärt in Nature warum Algorithmus-Transparenz wichtig ist; eine systematische Auswertung der Antworten von vier „generativen Suchmaschinen“ zeigt, dass deren Ergebnisse „informativ erscheinen, aber häufig unbelegte oder falsche Aussagen enthalten“. - Innovationen in globalen Herausforderungen: eine Drohnen-basierte Methode zur Lokalisierung von Methanlecks mithilfe von Lasern; eine Zulassung der ersten kuhfreien kultivierten Milch auf Hefebasis (Remilk); ein dem Tor-Browser equivalenter Datenschutz-Browser für VPN-Nutzer (Mullvad-Browser); eine konzentriertes-Solar-zu-Wasserstoff-Anlage die sich der Marktreife nähert; kultiviertes Fettfleisch; flexible organische Solarzellen an Ballons in der 35 km Stratosphäre. - Studien liefern neue Erkenntnisse: - 05. April: Ein Umbrella Review fasst die wissenschaftlichen Ergebnisse über die gesundheitlichen Auswirkungen von zuckerhaltigen Lebensmitteln zusammen und spricht Empfehlungen aus. - 19. April: Eine Studie zeigt wie Mikroplastik die Blut-Hirn-Schranke überwindet. - 20. April: Eine internationale Studie deutet an, dass ein Tempolimit auch wirtschaftlich von Vorteil wäre. Es verweist auf das Klimaschutzgesetz, das Emissionsminderungen im Verkehrssektor vorschreibt und 2023 geändert wurde, um diese Verpflichtungen aufzuheben. - 24. April: Erstes Review in der Meta-Metawissenschaft, das die fragwürdigen Praktiken, Fehlannahmen und Probleme (QMPs) in der Forschung zur Wissenschaft zusammenfasst. - 01. Mai: Astronomen stellen das erste Modell für die derzeitige Aufspürbarkeit der menschlichen Zivilisation aus der Ferne vor. Die gesamte Funkausstrahlung von Mobilfunktürmen wäre immer noch zu schwach, um von drei der Erde derzeit am nächsten gelegenen Sternensystemen entdeckt zu werden. Radaremissionen sind in ihrem Modell noch nicht enthalten–die wahrscheinlich erste Signatur, durch die uns Außerirdische, seit dem Kalten Krieg, finden könnten. - 01. Mai: Forscher demonstrieren eine zweite nicht-invasive Methode zum Lesen von Gedanken. Sie kann die neuronale Aktivität einer Person mithilfe von fMRI-Daten und maschinellem Lernen in einen kontinuierlichen Textstrom umwandeln. Für die semantische Dekodierung sind Trainingsdaten erforderlich – die Teilnehmer hörten sich 16 Stunden lang Geschichten an, während ihre persönliche Gehirnaktivität mit deren Einwilligung aufgezeichnet wurde. - 01. Mai: Die zweite Studie, nach dem Frühjahr 2022, mit EEG-Daten sterbender Menschen findet einen Anstieg von Gamma-Wellen und erhöhte funktionelle Konnektivität bei zwei von vier sterbenden Koma-Patienten. Sie liefert Daten und Analysen über die Hirnprozesse des endgültigen Verlusts von Bewusstsein sowie über Nahtoderfahrungen. - 05. Mai: Die WHO erklärt den globalen Gesundheitsnotstand der COVID-19-Pandemie, nach circa 20 Millionen vorzeitigen Todesfällen, für beendet. - 17. Mai: Genetische Anthropologen berichten einen komplexeren Verlauf der menschlichen Evolution anhand alter Genome und neuer Modelle. Sie kommen zu dem Schluss, dass sich der Mensch an verschiedenen Orten und zu verschiedenen Zeiten in Afrika entwickelt hat und nicht nur an einem einzigen Ort und Zeitspanne. - 22. Mai: Eine Studie quantifiziert, dass derzeitige Policies, „die zu einer globalen Erwärmung von etwa 2,7 °C führen“, dazu führen dass bis 2100 jeder dritte außerhalb der Klimanische lebt. Diese Nische bezieht sich auf den Bereich der mittleren Jahrestemperaturen, in dem der Mensch bis jetzt gelebt und an den sich seine Physiologie angepasst hat. Ein Erreichen des 1,5 °C-Ziels würde die Anzahl Betroffener um das ~5-fache verringern. - 23. Mai: Forscher zeigen, dass Menschen mit höheren Intelligenzwerten in HCP-Tests mehr Zeit für die Lösung schwieriger Probleme benötigten – ihre höhere Synchronität zwischen Hirn-arealen ermöglichte eine bessere Integration von Ergebnissen vorangegangener Teilaufgaben. Eine Verringerung der Synchronität in „Avatar“-Hirnsimulationen, die für die Personalisierung 'getuned' wurden, führte dazu, dass Entscheidungsschaltkreise vorschnell schlussfolgern. Ihre Ergebnisse könnten es ermöglichen, biologische Kognition in bioinspirierter KI nachzubilden. - 24. Mai: Wissenschaftler zeigen, wie die Disruption eines Gens mittels Gen- oder Epigenom-Editing Schmerzunempfindlichkeit ermöglicht. Ihre Analysen beruhen auf Studien einer Frau, die weder Schmerzen noch Angst empfindet, und könnten auch neue Therapeutika gegen andere neurologische Probleme ermöglichen. - 31. Mai: Eine internationale Studie kodifiziert und quantifiziert „sichere und gerechte Erdsystemgrenzen“ (ESBs) mit dem Kontext der Stabilität des Erdsystems und der Minimierung menschlichen Schadens. Sie erweitert frühere Frameworks durch die Integration von Konzepten wie intra- und intergenerationelle Gerechtigkeit. Sie stellt zudem fest, dass viele der ESBs bereits überschritten wurden. - Studien liefern neue Erkenntnisse: - 02. Mai: Armut, Lebenshaltungskosten und Aspekte sozialer Sicherheitsnetze haben, während der kindlichen Entwicklung, Auswirkungen auf Neurologie. - 10. Mai: Eine experimentelle Evolution demonstriert, wie makroskopische Multizellularität entstanden sein könnte. - 11. Mai: 62 neue Monde des Saturn entdeckt. - 15. Mai: Studie schließt eine Lücke bezüglich Viromen in der schnell wachsenden Forschung zu Mikrobiom-Charakteristiken von über 100-Jährigen. - 17. Mai: Eine Studie schlägt eine Ergänzung von Lehrplänen um nützliche erste Hilfe vor – etwa mittels hybrider Videolektionen. - 18. Mai: Risiken potenziell gefährlicher km-großer Asteroiden für die nächsten 1.000 Jahre werden kartiert. - 18. Mai: Über 50 % der Seen verlieren an Volumen. - 19. Mai: Nur ~13% der Methanemissionen sind durch Policies abgedeckt. Die Wirksamkeit dieser Policies ist zudem fraglich. - 23. Mai: Umfragestudie: nur wenige Akademiker sind im Bereich der UFO-Forschung sachkundig, wobei sich jedoch ein Großteil mehr wissenschaftliche Forschung dazu wünscht. - 24. Mai: Eine der ersten empirischen Webwissenschaft Studien darüber, was realen Nutzern bei ihrer typischen Nutzung von Web-Suchmaschinen angezeigt wird hebt den Aspekt der Auswahl und Entscheidungsfindung durch Nutzer, im Kontrast zum Konzept von 'Filterblasen', hervor. Ein Bericht deutet auf eine weiterhin hohe Präsenz von Fehlinformations-Werbeanzeigen auf YouTube hin. |

- 12. Juni: Eine Zeitbudgetstudie liefert die erste umfassende Übersicht darüber, womit Menschen derzeit ihre Zeit verbringen. Das „Der Globale Tag des Menschen“-Framework ermöglicht eine bessere Erforschung des menschlichen Systems in Kontexten wie technologischer Wandel, Nachhaltigkeit der Zivilisation, oder Zeitzuteilungen der Wirtschaft. Die Studie identifiziert Aktivitäten mit großem Veränderungspotenzial und Faktoren von Variationen.[189]

- 16. Juni: Das Human Brain Project berichtet eine fMRT-Studie, die Schaltkreise und neurologische Veränderungen im Gehirn identifiziert, die für das Bewusstsein – und dessen Verlust und Wiedererlangung – kritisch sein könnten. Es wurden fMRT-Daten von gesunden Menschen mit solchen, bei denen die Empfindungsfähigkeit beeinträchtigt ist, verglichen – etwa Patienten in Stadien nach einem tiefen Koma.[190]

- 28. Juni: Forscher berichten die CRISPR-Alternative Fanzor, die im Gegensatz zu CRISPR natürlich in Eukaryoten vorkommt. Es hat im Genome Editing mehrere potenzielle Vorteile gegenüber CRISPR: vor allem eine geringere Größe und eine höhere Selektivität. Letzteres könnte unbeabsichtigte „Off-Target“-Edits reduzieren.[191][192]

- Risiko-Forschung wird veröffentlicht: Das Kochen mit hoher Temperatur kann Nukleosid-Schäden in Lebensmitteln – insbesondere Fleisch – verursachen, die wiederum zu DNA-Schäden beim Menschen führen könnten;[193] ein kleines Forscherteam schätzt die Glaubwürdigkeit von Netto-Null-Klimazielen als derzeit 'gering' ein;[194] eine Übersichtsarbeit zeigt, dass Metallkontaminationen zu Herzkrankheiten beitragen;[195] der Verlust des Y-Chromosoms in Zellen bei Männern kann Krebswachstum befördern;[196] Gasherde sind bezüglich Benzol in Innenräumen so schädlich wie Passivrauch;[197] Forscher zeigen, wie Vogelgrippeviren mutieren könnten um so eine weitere Pandemie auszulösen;[198] einige Forscher sind besorgt, dass derzeitige virale Meldungen über potenzielles Aussterbe-Risiko durch KI „Technologieunternehmen in die Hände spielt“ und „eine wirksame Regulierung der gesellschaftlichen Schäden, die KI aktuell“ verursacht und in naher Zukunft verursachen könnte, behindern.[199]

- Innovationen in globalen Herausforderungen: Methode für bis zu 100-tägige Konservierung von Transplantationsorganen;[200] nach einem Streik von Reddit-Moderatoren erlangen neue dezentralisierte open source Plattformen, insbesondere Lemmy und Kbin, hohe Zahlen neuer Nutzer;[201][202][203] zwei der ersten Zulassungen für Kulturfleisch-Produkte;[204] neue wirksame Medikamente zur Gewichtsabnahme;[205][206] transgene Sojabohnen mit Schweineproteinen;[207] ein deutlich widerstandsfähigeres und nachhaltigeres Glas;[208] erster erfolgreicher Test weltraumgestützter Solarenergie.[209]

- Studien liefern neue Erkenntnisse:
  - 05. Juni: Bodenmyzel von Pilzen speichern Äquivalent ∼36% derzeitiger jährlicher fossiler CO2-Emissionen.[210]
  - 07. Juni: Neuer Mechanismus viraler Hirnerkrankungen inklusive COVID-19: Verschmelzung von Gehirnzellen.[211]
  - 08. Juni: Taurin verlängert Lebenserwartung bei Mäusen und Affen deutlich, wobei weitere Studien am Menschen empfohlen werden.[212]
  - 14. Juni: Phosphate entdeckt – Saturnmond Enceladus verfügt über alle grundlegenden Chemikalienbausteine für Leben.[213]
  - 14. Juni: KIs finden or designen Senolytika für Langlebigkeit.[214][215]
  - 17. Juni: Statistiken zeigen, dass das Jahr ungewöhnlich ist und der Klimawandel bereits Auswirkungen hat – z. B. gibt es eine Anomalie in der antarktischen Meereisausdehnung[216] und Ozean-Oberflächentemperaturen erreichen einen Rekordverlauf.[217]
  - 19. Juni: Übersichtsarbeit zu den Verbindungen sozialer Isolation (Hazard Ratio ~1,32) und Einsamkeit (HR ~1,14) mit Sterblichkeit.[218]
  - 28. Juni: Die mögliche Entdeckung des kosmischen Gravitationswellen-Hintergrunds wird bekanntgegeben.[219]
  - 28. Juni: Mittels Tests und Neuroscans belegt eine Studie große Zusammenhänge zwischen 'Lesen zum Vergnügen in der Kindheit' und späterer Kognition.[220]

- 05. Juli: Ein erstes Evolutionsexperiment mit synthetischen „Minimalzellen“ zeigt, dass sie überleben und munter mutieren. Es wurden alle verbleibenden nichtessenziellen Gene der bereits winzigen Genome der semi-synthetischen JCVI-syn1 Bakterien entfernt. Die Nachteile in der Angepasstheit, die dadurch entstanden, konnten sie schnell innerhalb circa 2.000 Generationen wieder ausgleichen. Mit nur 493 Genen sind es die kleinsten Genome aller bekannten freilebenden Organismen.[221]

- 11. Juli: Eine Studie deutet an, dass potenzielle Instrumente der CO2-Besteuerung wirksamer und gerechter wären, wenn zwischen Luxus- und Basisgütern unterschieden wird.[222] Ein anderes Team zeigt am 17. Juli, dass in der Verringerung des Energiebedarfs eine Begrenzung des Verbrauchs des obersten Quintils der Verbraucher wirksam und gerechter wäre. Die Akzeptanz von Klimaschutzmaßnahmen in der Praxis könne so erhöht werden.[223]

- 12. Juli:  In der ersten wissenschaftlichen globalen Analyse der Plastik-Verschmutzung von Seen berichtet ein großes Team Anfälligkeitsfaktoren und eine hohe Belastung von Ökosystemen.[224] Am selben Tag zeigt die erste globale Analyse der Verschmutzung durch landwirtschaftliche Pestizide, dass von den drei Millionen Tonnen Pestiziden, die jährlich eingesetzt werden, große Mengen als giftige Rückstände im Boden verbleiben. Mindestens 730 Tonnen fast nicht abbaubarer Pestizide gelangen in Flüsse.[225]

- 28. Juli:  Eine phylogenetische Studie schlägt eine Hybridtheorie aus der Ackerbauern- und der Kurgan-Steppen-Hypothesen als Erklärung für den Ursprung der indogermanischen Sprachen vor, die von fast der Hälfte der Weltbevölkerung gesprochen werden. Sie steht im Widerspruch zu Elementen beider Hypothesen.[226]

- Risikoforschung: hohe Konzentrationen von PFAS-Chemikalien in der Hälfte des US-Leitungswassers;[227] eine Analyse der Effektivität des Rotterdamer Übereinkommens zur Eindämmung des illegalen Handels mit gefährlichen Chemikalien zeigt, dass industrieller Handel mit Chemikalien wie Tetraethylblei fortwährt;[228] eine Studie deutet darauf hin, dass Validierung und Qualitätskontrolle für fortgeschrittene Sport-Nahrungsergänzungsmittel wie Dynamine unzureichend sind oder fehlt – die meisten der getesteten Produkte enthielten entweder keine nachweisbare Menge des angegebenen Inhaltsstoffs oder hatten eine deutlich andere Dosierung;[229] Studie ermittelt Feuchtigkeit–Temperatur Schwelle, ab der es wegen der kardiovaskulären Belastung für junge gesunde Erwachsene für normale tägliche Aktivitäten zu heiß wird;[230] Forscher erläutern, warum für sie „Kernkraftausbau eine kostspielige und gefährliche Ablenkung“ im Klimaschutz ist, vor allem bedingt durch lange Bauzeiten und hohe Kosten;[231] eine Studie bekräftigt, dass wiederbelebte uralte Krankheitserreger aus potenziellen Laborunfällen oder auftauendem Permafrost ein Risiko darstellen;[232] Forscher induzieren asexuelle Fortpflanzung in Fruchtfliegen und liefern dadurch neue Erkenntnisse die für Schädlingsbekämpfung nützlich sein könnten.[233]

- Studien liefern neue Erkenntnisse:
  - 03. Juli: Erstmals werden kleine Bildchen via Kodierung per Lichteinwirkung in bakterielle DNA geschrieben.[234]
  - 03. Juli: Der Langlebigkeitsfaktor α-klotho verbessert, bei niedriger Dosis, die Kognition alter Rhesusaffen.[235]
  - 06. Juli: Methanemissionen aus dem arktischen Gletscherrückgang werden deutlich höher ausfallen als erwartet.[236]
  - 17. Juli: Astronomen des Breakthrough Listen Projekts melden die erste Technik zur signalbasierten Unterscheidung von Aliensignalen und irdischen Funkstörungen auf Basis von Signaturen, die durch das Durchlaufen des interstellaren Mediums entstehen.[237]
  - 21. Juli: Belege für Elemente der „Bullshit Jobs“ Theorie, die 2018 popularisiert wurde, zeigen, dass knapp 20 % ihre Jobs als objektiv nutzlos für die Gesellschaft sehen. Sie liefert keine Daten darüber, ob einige Jobs gegenwärtiger Wirtschaft schädlich oder kontraproduktiv sind.[238]
  - 24. Juli: Eine Studie berichtet eine 226%-Verbesserung in Gedächtnistests gesunder 60–85-Jähriger, die für sechs Monate nachts Duftstoffdiffusoren nutzten.[239]
- 14. Oktober: Ringförmige Sonnenfinsternis (sichtbar in Amerika)

- Innovationen und medizinische Forschung und Entwicklung:
  - 10. Juli: Ein viabler Echtzeit-Sensor für Pathogene in der Luft.[240]
  - 18. Juli: Hydroxylapatit-Zahnpasta erweist sich in einer klinischen Studie so wirksam gegen Karies wie Fluorid, mit welchem es kombiniert werden könnte.[241]
  - 19. Juli: Das Potenzial für die TD-fNIRS Methode als Alternative zu teureren stationären fMRI wird mit einer Studie zu den Mechanismen von Psychedelika mit neuartigen tragbaren Kernel-'Helmen' belegt.[242]
  - 19. Juli: Forscher liefern einen systematisch erstellten Überblick zu differenziert evaluierten open source LLM-ChatGPT-Alternativen.[243]
  - 26. Juli: Google stellt das biomedizinische generalistische Med-PaLM M vor – es ist auf multimodalen Daten wie Röntgenscans und klinischen Berichten aufgebaut.[244]
  - Diverse vielversprechende Ergebnisse zu neuen und umfunktionierten Therapeutika sowie bei Screening und Diagnose.

### Sport
- 14. bis 29. Januar: U19 Women’s T20 World Cup
- 27. bis 29. Januar: Rennrodel-Weltmeisterschaften in Oberhof[245]
- 12. Februar: Super Bowl LVII im State Farm Stadium in Glendale, Arizona
- 08. bis 19. Februar: 53. Biathlon-Weltmeisterschaften in Oberhof
- 09. bis 26. Februar: Women’s T20 World Cup, Australien gewinnt im Finale gegen den Gastgeber Südafrika.
- 05. März bis 26. November: Austragung der 74. Formel-1-Weltmeisterschaft
- 26. März bis 26. November: Austragung der 75. FIM-Motorrad-Straßenweltmeisterschaft
- 15. April bis 1. Mai: Snookerweltmeisterschaft 2023 im Crucible Theatre in Sheffield, England, Großbritannien
- 05. bis 28. Mai: 86. Eishockey-Weltmeisterschaft in Tampere, Finnland und Riga, Lettland. Kanada wird zum 28. Mal Weltmeister.
- 11. Juni: Australien gewinnt das Finale der zweiten ICC World Test Championship gegen Indien mit 209 Runs.
- 21. Juni bis 08. Juli: U-21-Fußball-Europameisterschaft 2023 in Rumänien und Georgien. England holt den Titel.
- 17. bis 24. Juni: Special Olympics World Summer Games in Berlin
- 20. Juli bis 20. August: 9. Fußball-Weltmeisterschaft der Frauen in Australien und Neuseeland
- 26. Juli bis 6. August: Netball-Weltmeisterschaft in Kapstadt, Südafrika
- 19. bis 27. August: Leichtathletik-Weltmeisterschaften in Budapest. Die USA, Kanada und Spanien sind die erfolgreichsten Teilnehmer. Trotz seiner nur drei Millionen Einwohnern holt Jamaika 12 Medaillen.
- 25. August bis 10. September: Die Basketball-Weltmeisterschaft gewinnt Deutschland.
- 30. August bis 17. September: Asia Cup in Pakistan und Sri Lanka. Indien gewinnt das Finale gegen Sri Lanka.
- 07. Oktober: Max Verstappen gewinnt zum dritten Mal die Formel-1-Weltmeisterschaft
- 24. September: European League of Football Championship Game 2023 in Duisburg. Rhein Fire gewinnt gegen Stuttgart Surge
- 08. September bis 28. Oktober: Rugby-Union-Weltmeisterschaft in Frankreich. Neuseeland verliert im Finale gegen Südafrika, das den vierten Titel holt.
- 05. Oktober bis 19. November: Cricket World Cup in Indien
- 26. November: Francesco Bagnaia gewinnt zum zweiten Mal den Weltmeistertitel in der MotoGP
- 10. November bis 2. Dezember: U-17-Fußball-Weltmeisterschaft 2023 in Indonesien
- 15. Dezember bis 3. Januar 2024: World Darts Championship in London

## Wissenschaftspreise

### Nobelpreise
Die Preisträger des Jahres wurden zwischen dem 2. und 9. Oktober bekanntgegeben. Verliehen wurden die Auszeichnungen am 10. Dezember, dem Todestag Alfred Nobels.
- Physiologie oder Medizin: Katalin Karikó und Drew Weissman „für ihre Entdeckungen zu Nukleosidbasenmodifikationen, die die Entwicklung wirksamer mRNA-Impfstoffe gegen COVID-19 ermöglichten“.[247]
- Physik: Pierre Agostini, Ferenc Krausz und Anne L’Huillier „für experimentelle Methoden, die Attosekunden-Lichtimpulse zur Untersuchung der Dynamik von Elektronen in Materie erzeugen“.[248]
- Chemie: Moungi Bawendi, Louis Brus und Alexei Jekimow „für die Entdeckung und Synthese von Quantenpunkten“.[249]
- Literatur: Jon Fosse „für seine innovativen Theaterstücke und Prosa, die dem Unsagbaren eine Stimme verleihen“.[250]
- Frieden: Narges Mohammadi „für ihren Kampf gegen die Unterdrückung der Frauen im Iran und ihren Kampf für die Unterstützung der Menschenrechte und der Freiheit für alle“.[251]
- Alfred-Nobel-Gedächtnispreis für Wirtschaftswissenschaften: Claudia Goldin, „weil sie unser Verständnis der Arbeitsmarktergebnisse von Frauen verbessert hat“.[252]

### Turing Award
- Avi Wigderson erhält ihn „für grundlegende Beiträge zur Berechnungstheorie, einschließlich der Neugestaltung unseres Verständnisses der Rolle des Zufalls in der Berechnung, und für seine jahrzehntelange intellektuelle Führung in der theoretischen Informatik“.[253]

## Gedenk- und Jahrestage

### Gedenktage

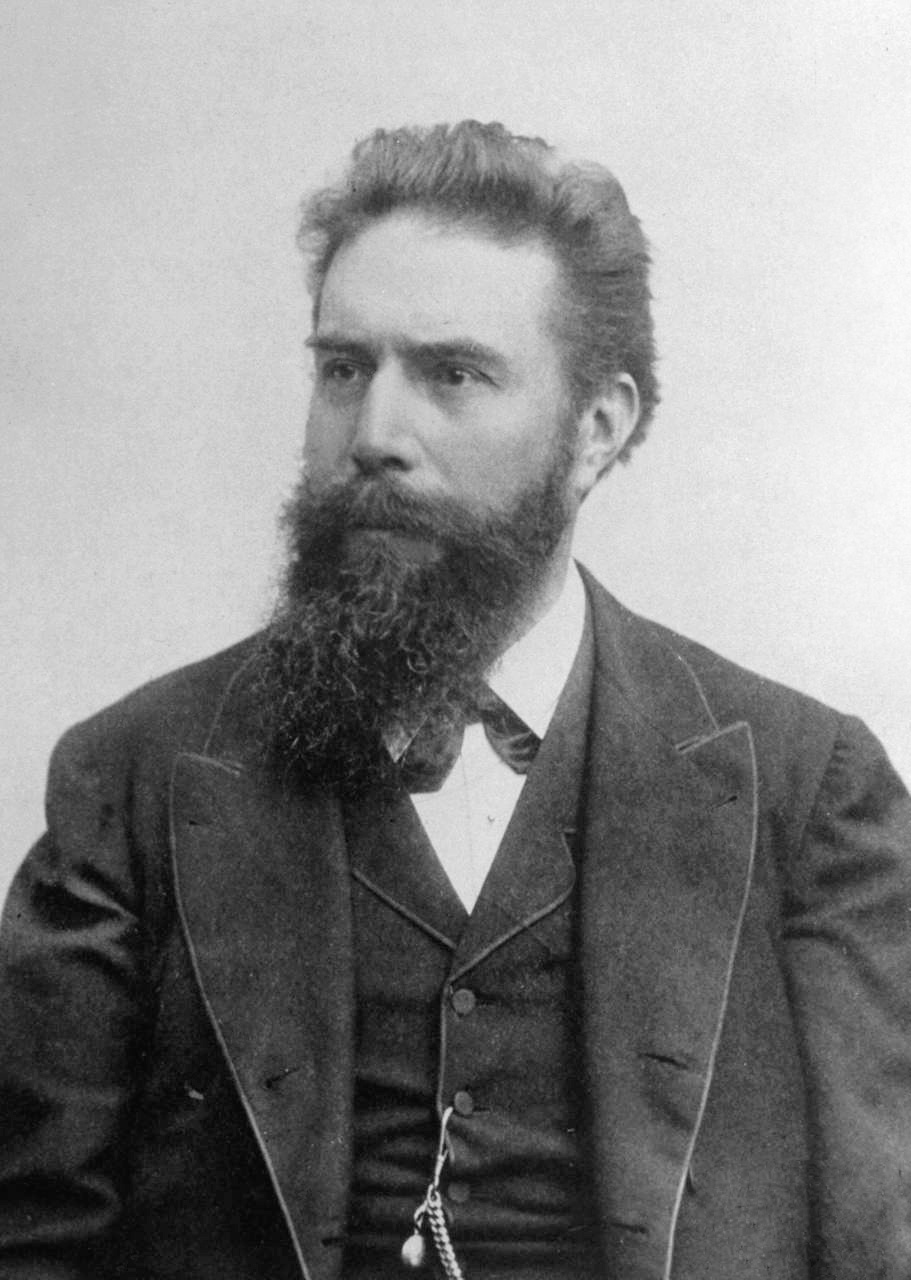
Am 10. Februar 2023 ist der 100. Todestag von Wilhelm Conrad Röntgen

- 26. Januar: 200. Todestag des britischen Arztes Edward Jenner
- 27. Januar: 200. Geburtstag des französischen Komponisten Édouard Lalo
- 10. Februar: 100. Todestag des deutschen Physikers und Nobelpreisträgers Wilhelm Conrad Röntgen
- 27. Mai: 100. Geburtstag des amerikanischen Außenministers und Diplomaten Henry Kissinger, Nobelpreisträger
- 16. Juni: 300. Jahrestag der Taufe des schottischen Philosophen und Ökonomen Adam Smith
- 03. Juli: 600. Geburtstag des französischen Königs Ludwig XI.
- 14. Juli: 800. Todestag des französischen Königs Philipp II.
- 02. August: 100. Geburtstag des israelischen Ministerpräsidenten Schimon Peres, Friedensnobelpreisträger
- 02. August: 100. Todestag des US-amerikanischen Politikers Warren G. Harding, 29. Präsident der USA
- 15. August: 1600. Todestag des weströmischen Kaisers Flavius Honorius
- 20. August: 200. Todestag des deutschen Verlegers Friedrich Arnold Brockhaus
- 26. August: 300. Todestag des niederländischen Naturforschers Antoni van Leeuwenhoek
- 29. August: 100. Geburtstag des britischen Schauspielers und Filmregisseurs Richard Attenborough
- 04. Oktober: 100. Geburtstag des US-amerikanischen Schauspielers Charlton Heston
- 16. Oktober: 100. Geburtstag des Komponisten Bert Kaempfert
- 27. Oktober: 100. Geburtstag des US-amerikanischen Pop-Art-Künstlers Roy Lichtenstein
- 04. November: 100. Geburtstag des deutschen Sportjournalisten Harry Valérien
- 05. November: 100. Geburtstag des deutschen Journalisten Rudolf Augstein, Gründer des Magazins Der Spiegel
- 08. November: 200. Geburtstag des französischen Gärtners Joseph Monier
- 12. November: 100. Geburtstag des deutschen Humoristen, Zeichners, Schauspielers und Regisseurs Loriot
- 01. Dezember: 100. Geburtstag des belgischen Comic-Zeichners und Autors Morris (Lucky Luke)
- 03. Dezember: 200. Todestag des italienischen Abenteurers Giovanni Battista Belzoni
- 17. Dezember: 750. Todestag des muslimischen Dichters und Mystikers Dschalāl ad-Dīn Rūmī
- 27. Dezember: 100. Todestag des französischen Ingenieurs Gustave Eiffel

### Jahrestage
- 11. – 16. Januar: 100. Jahrestag des Beginns der Ruhrbesetzung durch Besatzungstruppen Frankreichs sowie Belgiens
- 06. August: 400. Jahrestag der Schlacht bei Stadtlohn
- 29. Oktober: 100. Jahrestag der Gründung der Republik Türkei

## Kulturelle Referenzen
- Der Film The Purge: Anarchy spielt in der Nacht vom 21. auf den 22. März 2023.
- Auch die Rahmenhandlung von X-Men: Zukunft ist Vergangenheit ist im Jahr 2023 angesiedelt.
- Der Film Avengers: Endgame und die Filmserie WandaVision spielen ebenfalls im Jahr 2023.
- Das Computerspiel Crysis 2 spielt im Jahr 2023.

## Gestorben

### Januar
- 03. Januar: Ruslan Chasbulatow, russischer Politiker und Wirtschaftswissenschaftler (* 1942)
- 03. Januar: Walter Cunningham, US-amerikanischer Astronaut (* 1932)
- 03. Januar: Abdelsalam al-Majali, jordanischer Politiker (* 1925)
- 04. Januar: Rosi Mittermaier, deutsche Skirennläuferin (* 1950)
- 04. Januar: Fay Weldon, britische Schriftstellerin (* 1931)
- 05. Januar: Ralf Stahlmann, deutscher Toxikologe und Pharmakologe (* 1950)
- 06. Januar: Gianluca Vialli, italienischer Fußballspieler und -trainer (* 1964)
- 08. Januar: Russell Banks, US-amerikanischer Schriftsteller (* 1940)
- 08. Januar: Roberto Dinamite, brasilianischer Fußballspieler (* 1954)
- 09. Januar: Karl Alexander Müller, Schweizer Physiker und Nobelpreisträger (* 1927)
- 09. Januar: Charles Simic, US-amerikanischer Dichter und Essayist (* 1938)
- 10. Januar: Jeff Beck, britischer Rock-Gitarrist (* 1944)
- 10. Januar: Lothar Blumhagen, deutscher Schauspieler und Synchronsprecher (* 1927)
- 10. Januar: Konstantin II., letzter König von Griechenland und Segelsportler (* 1940)
- 10. Januar: Irenaios, griechischer Patriarch (* 1939)
- 10. Januar: George Pell, australischer Kardinal (* 1941)
- 10. Januar: Christoph Stölzl, deutscher Historiker, Museologe und Politiker (* 1944)
- 11. Januar: Murtasa Gubaidullowitsch Rachimow, russischer Politiker (* 1934)
- 12. Januar: Paul Johnson, britischer Journalist, Historiker und Autor (* 1928)
- 12. Januar: Lisa Marie Presley, US-amerikanische Sängerin und Songschreiberin (* 1968)
- 14. Januar: Erhard Grunwald, deutscher Generalarzt der Bundeswehr (* 1951)
- 14. Januar: Carl Horst Hahn, deutscher Industriemanager (* 1926)
- 14. Januar: Heinrich Hannover, deutscher Jurist und Autor (* 1925)
- 14. Januar: Inna Tschurikowa, sowjetische bzw. russische Schauspielerin (* 1943)
- 16. Januar: Gina Lollobrigida, italienische Filmschauspielerin (* 1927)
- 17. Januar: Lucile Randon, französische Ordensschwester und Supercentenarian (* 1904)
- 18. Januar: David Crosby, US-amerikanischer Sänger und Musiker (* 1941)
- 22. Januar: Hossein Shahabi, iranischer Filmemacher (* 1967)
- 23. Januar: Álvaro Colom Caballeros, guatemaltekischer Unternehmer und Politiker (* 1951)
- 23. Januar: Wolfgang Draeger, deutscher Synchronsprecher und Schauspieler (* 1928)
- 27. Januar: Daniel Boone, britischer Sänger (* 1942)

### Februar
- 02. Februar: Jean-Pierre Jabouille, französischer Automobilrennfahrer (* 1942)
- 02. Februar: Sally Perel, israelischer Holocaustüberlebender und Autor (* 1925)
- 02. Februar: Ioannis Zizioulas, griechischer Theologe und Bischof (* 1931)
- 03. Februar: Paco Rabanne, spanisch-französischer Modeschöpfer und Designer (* 1934)
- 04. Februar: Jürgen Flimm, deutscher Regisseur und Intendant (* 1941)
- 05. Februar: Pervez Musharraf, pakistanischer General und Politiker (* 1943)
- 06. Februar: Christian Atsu, ghanaischer Fußballspieler (* 1992)
- 06. Februar: Lubomír Štrougal, tschechoslowakischer Politiker (* 1924)
- 07. Februar: Friedel Lutz, deutscher Fußballspieler (* 1939)
- 07. Februar: Volkmar Sigusch, deutscher Psychiater und Sexualwissenschaftler (* 1940)
- 07. Februar: Gerhard Wolf, deutscher Verlagslektor und Schriftsteller (* 1928)
- 08. Februar: Burt Bacharach, US-amerikanischer Pianist und Komponist (* 1928)
- 08. Februar: Iwan Silajew, sowjetischer und russischer Politiker (* 1930)
- 10. Februar: Hans Modrow, deutscher Politiker und Vorsitzender des Ministerrates der DDR (* 1928)
- 10. Februar: Carlos Saura, spanischer Filmregisseur und Autor (* 1932)
- 13. Februar: José María Gil-Robles, spanischer Europa-Politiker (* 1935)
- 13. Februar: Leiji Matsumoto, japanischer Mangaka und Regisseur (* 1938)
- 14. Februar: Friedo Solter, deutscher Schauspieler und Theaterregisseur (* 1932)
- 15. Februar: Paul Berg, US-amerikanischer Biochemiker und Molekularbiologe; Nobelpreisträger (* 1926)
- 15. Februar: Raquel Welch, US-amerikanische Schauspielerin (* 1940)
- 16. Februar: Michel Deville, französischer Filmregisseur (* 1931)
- 16. Februar: Gunnar Heinsohn, deutscher Ökonom, Soziologe und Publizist (* 1943)
- 16. Februar: Tim Lobinger, deutscher Stabhochspringer (* 1972)
- 16. Februar: Tony Marshall, deutscher Schlagersänger (* 1938)
- 18. Februar: Clemens Arvay, österreichischer Sachbuchautor (* 1980)
- 19. Februar: Richard Belzer, US-amerikanischer Schauspieler, Komiker und Autor (* 1944)
- 21. Februar: Nadja Tiller, österreichische Schauspielerin (* 1929)
- 23. Februar: François Couchepin, Schweizer Bundeskanzler (* 1935)
- 25. Februar: Corinna Miazga, deutsche Politikerin (* 1983)
- 26. Februar: Helmut Forsthoff, deutscher Jazzsaxophonist (* 1944)
- 27. Februar: Burny Mattinson, US-amerikanischer Animator und Drehbuchautor (* 1935)
- 28. Februar: Dennis Aase, US-amerikanischer Automobilrennfahrer (* 1942)
- 28. Februar: Indrek Toome, estnischer Politiker (* 1943)

### März
- 01. März: Just Fontaine, französischer Fußballspieler, -trainer und -funktionär (* 1933)
- 02. März: Mary Bauermeister, deutsche Künstlerin (* 1934)
- 02. März: Bassma Kodmani, syrische Politikwissenschaftlerin und Politikerin (* 1958)
- 02. März: Wayne Shorter, US-amerikanischer Jazz-Saxophonist und -Komponist (* 1933)
- 03. März: Francisco J. Ayala, US-amerikanischer Evolutionsbiologe und Philosoph (* 1934)
- 03. März: Kenzaburō Ōe, japanischer Schriftsteller und Nobelpreisträger (* 1935)
- 03. März: Tom Sizemore, US-amerikanischer Schauspieler (* 1961)
- 04. März: Heinz Baumann, deutscher Schauspieler (* 1928)
- 05. März: Gary Rossington, US-amerikanischer Rock- und Country-Sänger (* 1951)
- 06. März: Georgina Beyer, neuseeländische Politikerin (* 1957)
- 06. März: Traute Lafrenz, deutsche Widerstandskämpferin der „Weißen Rose“ (* 1919)
- 08. März: Marcel Amont, französischer Sänger und Schauspieler (* 1929)
- 08. März: Bert I. Gordon, US-amerikanischer Filmemacher (* 1922)
- 08. März: Chaim Topol, israelischer Schauspieler und Illustrator (* 1935)
- 11. März: Cees Douma, niederländischer Architekt (* 1933)
- 12. März: Dick Fosbury, US-amerikanischer Hochspringer (* 1947)
- 13. März: Vera Selby, englische English-Billiards- und Snookerspielerin (* 1930)
- 13. März: Ernst Tugendhat, deutscher Philosoph (* 1930)
- 14. März: Richard Wagner, rumänisch-deutscher Schriftsteller (* 1952)
- 15. März: Antje Vollmer, deutsche Politikerin und Autorin (* 1943)
- 17. März: Jorge Edwards, chilenischer Diplomat und Schriftsteller (* 1931)
- 17. März: Dubravka Ugrešić, jugoslawische bzw. kroatische Schriftstellerin (* 1949)
- 17. März: Tilman Zülch, deutscher Menschenrechtsaktivist und Autor (* 1939)
- 18. März: Joscha Fischer-Antze, deutscher Synchronsprecher (* 1944)
- 18. März: Spiros Simitis, deutscher Jurist und Datenschützer (* 1934)
- 21. März: Claude Lorius, französischer Glaziologe (* 1932)
- 24. März: Gordon Moore, US-amerikanischer Ingenieur und Unternehmer (* 1929)
- 25. März: Hans Richter, deutscher Fußballspieler und -trainer (* 1959)
- 26. März: Karl-Josef Rauber, deutscher Kardinal (* 1934)
- 26. März: Wolfgang Schivelbusch, deutscher Kulturhistoriker und Publizist (* 1941)
- 27. März: Heinz Florian Oertel, deutscher Sportreporter (* 1927)
- 28. März: Ryūichi Sakamoto, japanischer Komponist und Schauspieler (* 1952)
- 29. März: Horst Milde, deutscher Politiker (* 1933)

### April
- 01. April: Klaus Teuber, deutscher Spieleautor (* 1952)
- 02. April: Seymour Stein, US-amerikanischer Musikproduzent und Labelbetreiber (* 1942)
- 03. April: Nigel Lawson, britischer Politiker (* 1932)
- 04. April: Maria Sebaldt, deutsche Schauspielerin (* 1930)
- 07. April: Benjamin Ferencz, US-amerikanischer Jurist (* 1920)
- 07. April: Elisabeth Kopp, Schweizer Bundesrätin (* 1936)
- 09. April: Karl Berger, deutscher Jazzmusiker (* 1935)
- 10. April: Anne Perry, britische Schriftstellerin (* 1938)
- 10. April: Alfred Schlosser, österreichischer Bildhauer (* 1929)
- 10. April: Herbert Limmer, deutscher Diplomat und Botschafter (* 1930)
- 11. April: Lotti Krekel, deutsche Schauspielerin und Sängerin (* 1941)
- 11. April: Dana Němcová, tschechische Psychologin, Politikerin und Dissidentin (* 1934)
- 11. April: Meir Shalev, israelischer Schriftsteller (* 1948)
- 12. April: Jacques Gaillot, französischer Bischof (* 1935)
- 13. April: Mary Quant, britische Modedesignerin (* 1930)
- 13. April: Wilhelm Romatzeck, deutscher Brigadegeneral (* 1939)
- 14. April: Murray Melvin, britischer Schauspieler (* 1932)
- 16. April: Ahmad Jamal, US-amerikanischer Jazz-Pianist und -Komponist (* 1930)
- 17. April: Bob Berry, US-amerikanischer American-Football-Spieler (* 1942)
- 22. April: Karin Gregorek, deutsche Schauspielerin (* 1941)
- 22. April: Barry Humphries, australischer Komiker, Satiriker und Charakterdarsteller (* 1934)
- 24. April: Ernst Huberty, luxemburgisch-deutscher Sportjournalist und Fernsehmoderator (* 1927)
- 25. April: Harry Belafonte, US-amerikanischer Sänger, Schauspieler und Bürgerrechtler (* 1927)
- 27. April: Jerry Springer, US-amerikanischer Moderator und Politiker (* 1944)
- 28. April: Peter Lilienthal, deutscher Regisseur (* 1927)

### Mai
- 01. Mai: Gordon Lightfoot, kanadischer Sänger und Songwriter (* 1938)
- 05. Mai: George Fouché, südafrikanischer Automobilrennfahrer (* 1965)
- 06. Mai: Uwe Bahnsen, deutscher Journalist (* 1934)
- 06. Mai: Wolf-Dieter Stubel, deutscher Hörfunkmoderator (* 1941)
- 07. Mai: Grace Bumbry, US-amerikanische Opernsängerin (* 1937)
- 07. Mai: Kemal Derviş, türkischer Wirtschaftswissenschaftler und Politiker (* 1949)
- 09. Mai: Günter Wewel, deutscher Opernsänger und Moderator (* 1934)
- 13. Mai: Sibylle Lewitscharoff, deutsche Schriftstellerin (* 1954)
- 15. Mai: Klaus Feldmann, deutscher Journalist (* 1936)
- 15. Mai: Madjiguène Cissé, senegalesische Frauenaktivistin (* 1951)
- 15. Mai: Robert E. Lucas, US-amerikanischer Ökonom; Nobelpreisträger (* 1937)
- 18. Mai: Helmut Berger, österreichischer Filmschauspieler (* 1944)
- 19. Mai: Andy Rourke, britischer Musiker (* 1964)
- 19. Mai: Dževad Karahasan, bosnisch-herzegowinischer Schriftsteller (* 1953)
- 21. Mai: Ray Stevenson, US-amerikanischer Schauspieler (* 1964)
- 24. Mai: Tina Turner, US-amerikanisch-schweizerische Sängerin (* 1939)
- 29. Mai: Harald zur Hausen, deutscher Mediziner; Nobelpreisträger (* 1936)
- 29. Mai: Peter Simonischek, österreichischer Schauspieler (* 1946)

### Juni
- 01. Juni: Margit Carstensen, deutsche Schauspielerin (* 1940)
- 05. Juni: Astrud Gilberto, brasilianisch-US-amerikanische Sängerin (* 1940)
- 06. Juni: Françoise Gilot, französische Malerin, Kunstkritikerin und Schriftstellerin (* 1921)
- 07. Juni: João Baena Soares, brasilianischer Politiker und Diplomat (* 1931)
- 08. Juni: Pat Robertson, US-amerikanischer Prediger und Politiker (* 1930)
- 09. Juni: Alain Touraine, französischer Soziologe (* 1925)
- 10. Juni: Theodore Kaczynski, US-amerikanischer Anarchist, Mathematiker und Bombenleger (* 1942)
- 12. Juni: Silvio Berlusconi, italienischer Unternehmer und Politiker (* 1936)
- 12. Juni: Treat Williams, US-amerikanischer Schauspieler (* 1951)
- 13. Juni: Cormac McCarthy, US-amerikanischer Schriftsteller (* 1933)
- 15. Juni: Glenda Jackson, britische Schauspielerin und Politikerin (* 1936)
- 16. Juni: Daniel Ellsberg, US-amerikanischer Ökonom, Friedensaktivist und Whistleblower (* 1931)
- 18. Juni: Hans Helmut Prinzler, deutscher Filmwissenschaftler und Publizist (* 1938)
- 22. Juni: Peter Brötzmann, deutscher Jazzmusiker (* 1941)
- 22. Juni: Harry M. Markowitz, US-amerikanischer Ökonom; Nobelpreisträger (* 1927)
- 22. Juni: Horst-Dieter Höttges, deutscher Fußballspieler (* 1943)
- 25. Juni: John B. Goodenough, US-amerikanischer Physiker; Nobelpreisträger (* 1922)
- 29. Juni: Alan Arkin, US-amerikanischer Schauspieler (* 1934)

### Juli
- 01. Juli: Dilano van ’t Hoff, niederländischer Automobilrennfahrer (* 2004)
- 01. Juli: Klaus Täuber, deutscher Fußballspieler (* 1958)
- 08. Juli: Evelyn M. Witkin, US-amerikanische Genetikerin (* 1921)
- 09. Juli: Luis Suárez, spanischer Fußballspieler und -trainer (* 1935)
- 10. Juli: Erich Bitter, deutscher Automobildesigner, Rad- und Automobilrennfahrer (* 1933)
- 10. Juli: Brigitte Klump, deutsche Autorin (* 1935)
- 10. Juli: Ernst-Ludwig Petrowsky, deutscher Jazzmusiker (* 1933)
- 11. Juli: Horst Fuchs, deutscher Verkäufer und Moderator in Teleshopping-Sendungen (* 1946)
- 11. Juli: Milan Kundera, tschechisch-französischer Schriftsteller (* 1929)
- 12. Juli: Heide Simonis, deutsche Politikerin (* 1943)
- 15. Juli: Thomas Plenert, deutscher Kameramann (* 1951)
- 16. Juli: Jane Birkin, englisch-französische Schauspielerin und Sängerin (* 1946)
- 16. Juli: Christian Quadflieg, deutscher Schauspieler, Regisseur und Rezitator (* 1945)
- 21. Juli: Tony Bennett, US-amerikanischer Jazzmusiker (* 1926)
- 25. Juli: Bo Goldman, US-amerikanischer Drehbuchautor (* 1932)
- 26. Juli: Roger Dorchy, französischer Automobilrennfahrer (* 1944)
- 26. Juli: Sinéad O’Connor, irische Sängerin (* 1966)
- 26. Juli: Martin Walser, deutscher Schriftsteller (* 1927)
- 30. Juli: Paul Reubens, US-amerikanischer Schauspieler (* 1952)
- 31. Juli: Angus Cloud, US-amerikanischer Schauspieler (* 1998)

### August
- 01. August: Henri Konan Bédié, ivorischer Politiker (* 1934)
- 02. August: Armin Halle, deutscher Journalist, Moderator und Medientrainer (* 1936)
- 03. August: Mark Margolis, US-amerikanischer Schauspieler (* 1939)
- 04. August: Boniface Alexandre, haitianischer Politiker (* 1936)
- 05. August: Arthur Schmidt, US-amerikanischer Filmeditor (* 1937)
- 07. August: William Friedkin, US-amerikanischer Regisseur, Drehbuchautor und Produzent (* 1935)
- 07. August: Erkin Koray, türkischer Musiker (* 1941)
- 09. August: Robbie Robertson, kanadischer Rockmusiker (* 1943)
- 10. August: Sebastian Neumeister, deutscher Romanist (* 1938)
- 15. August: Ursula Cantieni, schweizerisch-deutsche Schauspielerin (* 1947)
- 16. August: Jürgen Kluckert, deutscher Schauspieler, Synchron- und Hörbuchsprecher (* 1943)
- 22. August: Toto Cutugno, italienischer Sänger (* 1943)
- 22. August: René Weller, deutscher Boxer (* 1953)
- 23. August: Jewgeni Prigoschin, russischer Unternehmer und Chef der Gruppe Wagner (* 1961)
- 23. August: Dmitri Utkin, russischer Unternehmer, Soldat und Gründer der Gruppe Wagner (* 1970)
- 24. August: Bray Wyatt, US-amerikanischer Wrestler (* 1987)
- 25. August: Rüdiger Bahr, deutscher Schauspieler und Synchronsprecher (* 1939)
- 26. August: Geraldo Majella Agnelo, brasilianischer Kardinal (* 1933)
- 29. August: Karlheinz Hartmann, deutscher Mundartschauspieler (* 1950)
- 30. August: Mohamed Al-Fayed, ägyptischer Unternehmer und Milliardär (* 1929)

### September
- 04. September: Steve Harwell, US-amerikanischer Singer-Songwriter (* 1967)
- 04. September: Ferid Murad, US-amerikanischer Mediziner, Pharmakologe und Nobelpreisträger (* 1936)
- 06. September: Hans-Ulrich Klose, deutscher Politiker (* 1937)
- 10. September: Ian Wilmut, britischer Embryologe (* 1944)
- 13. September: Mircea Ion Snegur, moldauischer Politiker (* 1940)
- 13. September: Roger Whittaker, britischer Schlagersänger und Liedermacher (* 1936)
- 16. September: Abd al-Ati al-Ubayyidi, libyscher Politiker, Premierminister von Libyen, Staatsoberhaupt (* 1939)
- 20. September: Ruth Fuchs, deutsche Leichtathletin und Politikerin (* 1946)
- 22. September: Peter Horton, österreichischer Gitarrist, Komponist und Sänger (* 1941)
- 22. September: Giorgio Napolitano, italienischer Politiker und Staatspräsident Italiens (* 1925)
- 22. September: Geir Lundestad, norwegischer Historiker und Sekretär des norwegischen Friedensnobel-Komitees (* 1945)
- 25. September: David McCallum, schottischer Schauspieler, Musiker und Komponist (* 1933)
- 25. September: Matteo Messina Denaro, italienischer Mafioso, Führungsfigur der Cosa Nostra (* 1962)
- 27. September: Michael Gambon, irisch-britischer Schauspieler (* 1940)
- 27. September: Ryūzō Yanagimachi, japanischer Fortpflanzungsbiologe (* 1928)
- 30. September: Thomas Danneberg, deutscher Schauspieler, Synchronsprecher, Synchronregisseur und Dialogbuchautor (* 1942)

### Oktober
- 01. Oktober: Bertram Huppert, deutscher Mathematiker (* 1927)
- 01. Oktober: Hartmut Pauland, deutscher Brigadegeneral und Abteilungsleiter im Bundesnachrichtendienst (* 1955)
- 04. Oktober: Telesphore Placidus Toppo, indischer Kardinal (* 1939)
- 07. Oktober: Terence Davies, britischer Filmregisseur und Drehbuchautor (* 1945)
- 08. Oktober: László Sólyom, ungarischer Staatspräsident (* 1942)
- 08. Oktober: Benno Budar, sorbischer Schriftsteller (* 1946)
- 08. Oktober: Burt Young, US-amerikanischer Schauspieler (* 1940)
- 09. Oktober: Gerhard Grimmer, deutscher Skilangläufer und Sportfunktionär (* 1943)
- 11. Oktober: Rainer E. Gut, Schweizer Bankmanager (* 1932)
- 13. Oktober: Louise Glück, US-amerikanische Lyrikerin, Essayistin und Nobelpreisträgerin (* 1943)
- 14. Oktober: Volker Glatt, deutscher Brigadegeneral (* 1937)
- 14. Oktober: Piper Laurie, US-amerikanische Schauspielerin (* 1932)
- 16. Oktober: Martti Ahtisaari, finnischer Politiker, Diplomat und Nobelpreisträger (* 1937)
- 21. Oktober: Bobby Charlton, englischer Fußballspieler (* 1937)
- 24. Oktober: Hans Albert, deutscher Soziologe und Philosoph (* 1921)
- 24. Oktober: Richard Roundtree, US-amerikanischer Schauspieler (* 1942)
- 27. Oktober: Li Keqiang, chinesischer Politiker (* 1955)
- 28. Oktober: Matthew Perry, US-amerikanischer Schauspieler (* 1969)
- 30. Oktober: Hans Meiser, deutscher Moderator und Journalist (* 1946)
- 31. Oktober: Ken Mattingly, US-amerikanischer Astronaut (* 1936)
- 31. Oktober: Elmar Wepper, deutscher Schauspieler und Synchronsprecher (* 1944)

### November
- 01. November: Bob Knight, US-amerikanischer Basketballtrainer (* 1940)
- 01. November: Luigi Berlinguer, italienischer Rechtshistoriker und Politiker (* 1932)
- 01. November: Erich Zakowski, deutscher Kfz-Mechaniker und Eigentümer eines Rennteams (* 1933)
- 02. November: Henri Lopès, kongolesischer Schriftsteller und Politiker (* 1937)
- 02. November: Jutta Müller, deutsche Eiskunstläuferin und -trainerin (* 1928)
- 04. November: Christian Lehmann, deutscher Kameramann (* 1934)
- 06. November: Antoni Martí Petit, andorranischer Politiker (* 1963)
- 07. November: Klaus Gendries, deutscher Regisseur und Schauspieler (* 1930)
- 07. November: Frank Borman, US-amerikanischer Astronaut (* 1928)
- 12. November: Karel Schwarzenberg, tschechisch-schweizerischer Politiker und Unternehmer (* 1937)
- 15. November: Daisaku Ikeda, japanischer religiöser Führer und Schriftsteller (* 1928)
- 19. November: Ilona Lagrene, deutsche Bürgerrechtsaktivistin, Frauenrechtlerin und Autorin (* 1950)
- 19. November: Rosalynn Carter, US-amerikanische Schriftstellerin und Präsidentengattin (* 1927)
- 22. November: Emmanuel Le Roy Ladurie, französischer Historiker (* 1929)
- 24. November: Bodo Wolf, deutscher Schauspieler und Synchronsprecher (* 1944)
- 24. November: Bruno Fagnoul, belgischer Politiker (* 1936)
- 24. November: Heidelinde Weis, österreichisch-deutsche Schauspielerin und Regisseurin (* 1940)
- 25. November: Terry Venables, englischer Fußballspieler und -trainer (* 1943)
- 27. November: Heinz Dürr, deutscher Unternehmer und Manager (* 1933)
- 29. November: Henry Kissinger, deutsch-US-amerikanischer Diplomat, Politiker und Nobelpreisträger (* 1923)

### Dezember
- 01. Dezember: Sandra Day O’Connor, US-amerikanische Juristin (* 1930)
- 03. Dezember: Yacouba Sawadogo, burkinischer Ackerbauer und Träger des Alternativen Nobelpreises (* 1946)
- 04. Dezember: Peter R. Adam, deutscher Filmeditor (* 1957)
- 05. Dezember: Denny Laine, britischer Rockmusiker, Sänger und Songwriter (* 1944)
- 05. Dezember: Norman Lear, US-amerikanischer Fernsehautor und Produzent (* 1922)
- 05. Dezember: Thaddäus Zajaczkowski, polnisch-deutscher Chirurg, Urologe und Medizinhistoriker (* 1939)
- 06. Dezember: Tore Aleksandersen, norwegischer Volleyballtrainer (* 1968)
- 06. Dezember: Gigi Herr, deutsche Schauspielerin (* 1942)
- 08. Dezember: Peter-Michael Kolbe, deutscher Ruderer (* 1953)
- 08. Dezember: Ryan O’Neal, US-amerikanischer Schauspieler (* 1941)
- 10. Dezember: Dieter Stolte, deutscher Journalist und Intendant (* 1934)
- 11. Dezember: Andre Braugher, US-amerikanischer Schauspieler (* 1962)
- 15. Dezember: Guy Marchand, französischer Schauspieler, Jazz-Klarinettist und Sänger (* 1937)
- 16. Dezember: Antonio Negri, italienischer Philosoph und Politikwissenschaftler  (* 1933)
- 16. Dezember: Nawaf al-Ahmad al-Dschabir as-Sabah, kuwaitischer Emir (* 1937)
- 18. Dezember: Arno J. Mayer, US-amerikanischer Historiker (* 1926)
- 19. Dezember: Gunther Emmerlich, deutscher Sänger und Moderator (* 1944)
- 21. Dezember: John Kornblum, US-amerikanischer Diplomat (* 1943)
- 21. Dezember: Robert Merton Solow, US-amerikanischer Ökonom und Nobelpreisträger (* 1924)
- 22. Dezember: Ingrid Steeger, deutsche Schauspielerin und Sängerin (* 1947)
- 22. Dezember: Thomas Stafford Williams, neuseeländischer Kardinal (* 1930)
- 25. Dezember: Franz Michalski, deutscher Shoah-Überlebender (* 1934)
- 26. Dezember: Wolfgang Schäuble, deutscher Politiker (* 1942)
- 27. Dezember: Lee Sun-kyun, südkoreanischer Schauspieler (* 1975)
- 27. Dezember: Jacques Delors, französischer Politiker (* 1925)
- 27. Dezember: Gaston Glock, österreichischer Ingenieur und Unternehmer (* 1929)
- 30. Dezember: Tom Wilkinson, britischer Schauspieler (* 1948)

### Galerie der Verstorbenen

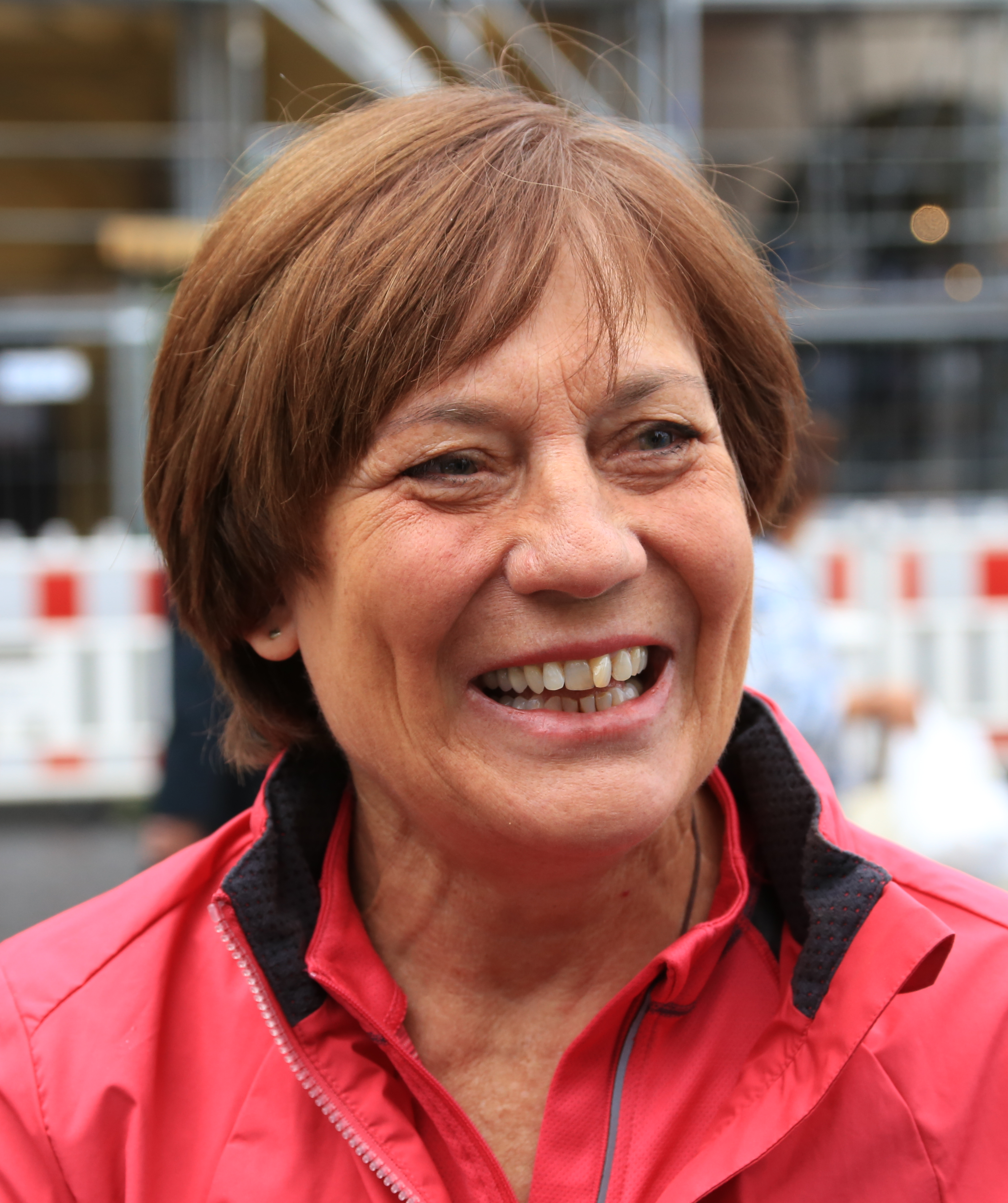
4. Januar: Rosi Mittermaier (2014) (72)
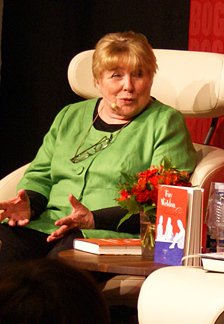
4. Januar: Fay Weldon (2008) (91)
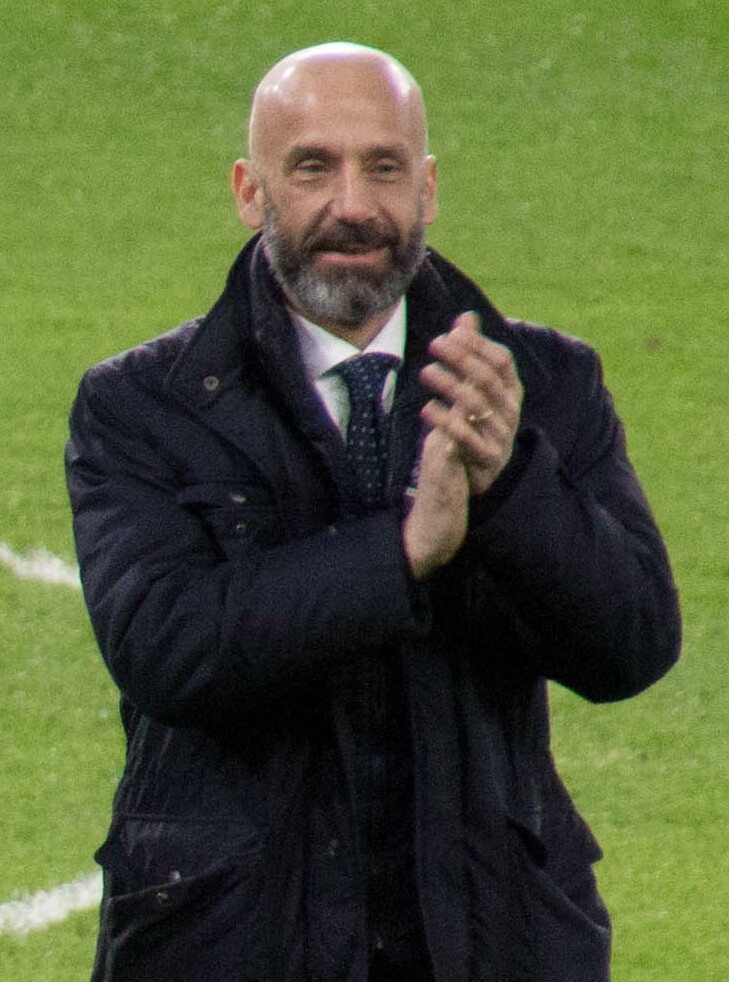
6. Januar: Gianluca Vialli (2018) (58)
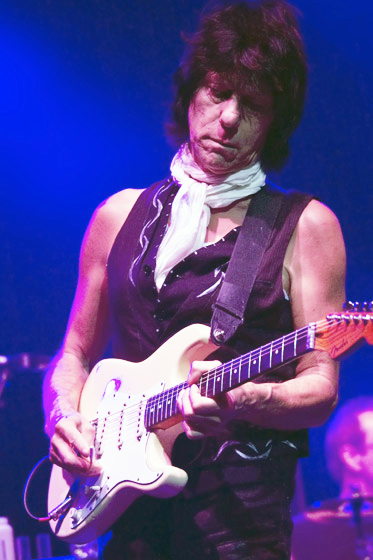
10. Januar: Jeff Beck (2009) (78)
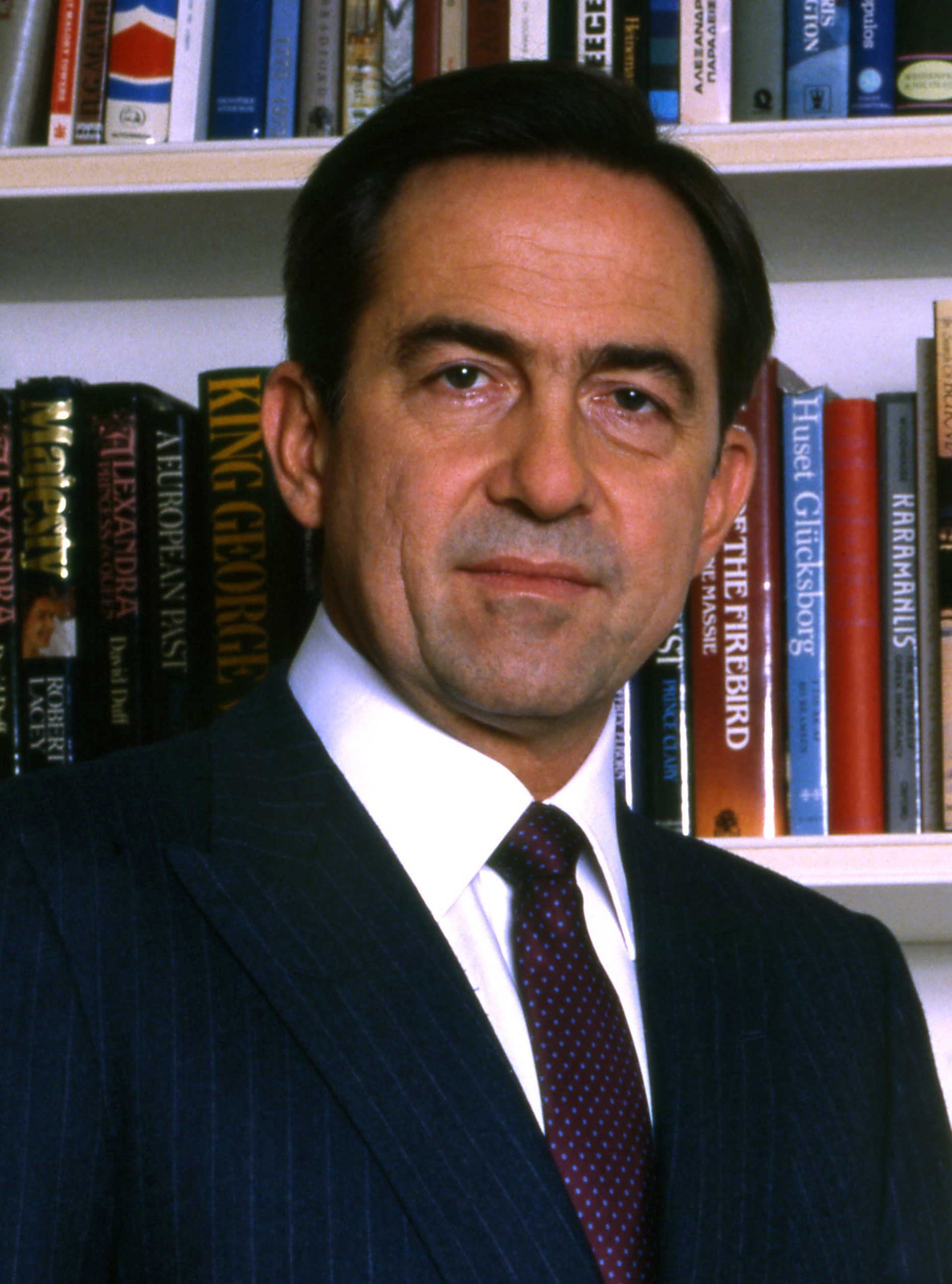
10. Januar: Konstantin II. (1987) (82)
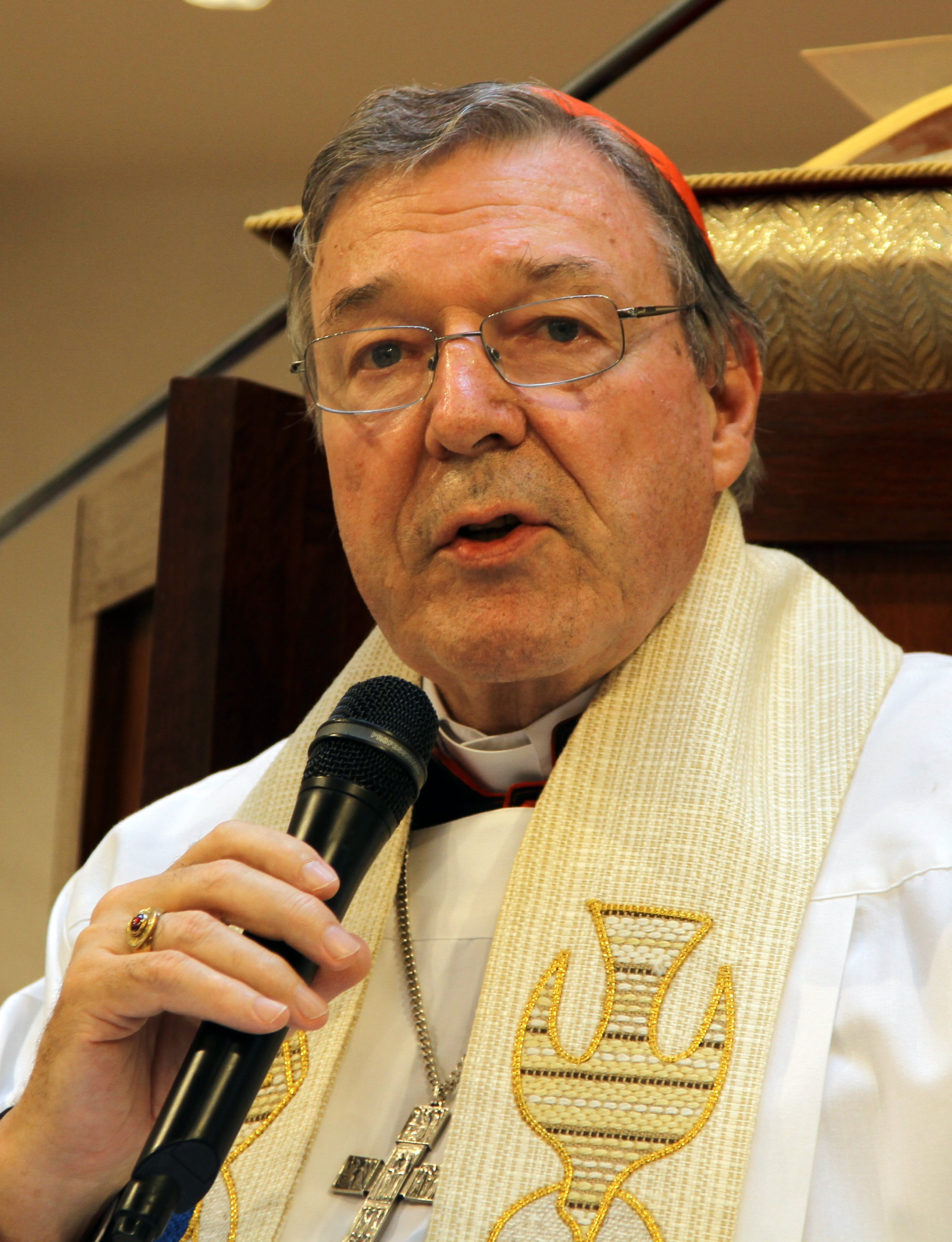
10. Januar: George Pell (2012) (81)
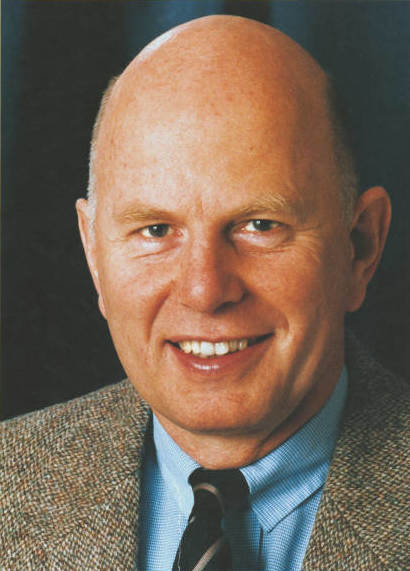
10. Januar: Christoph Stölzl (2001) (78)
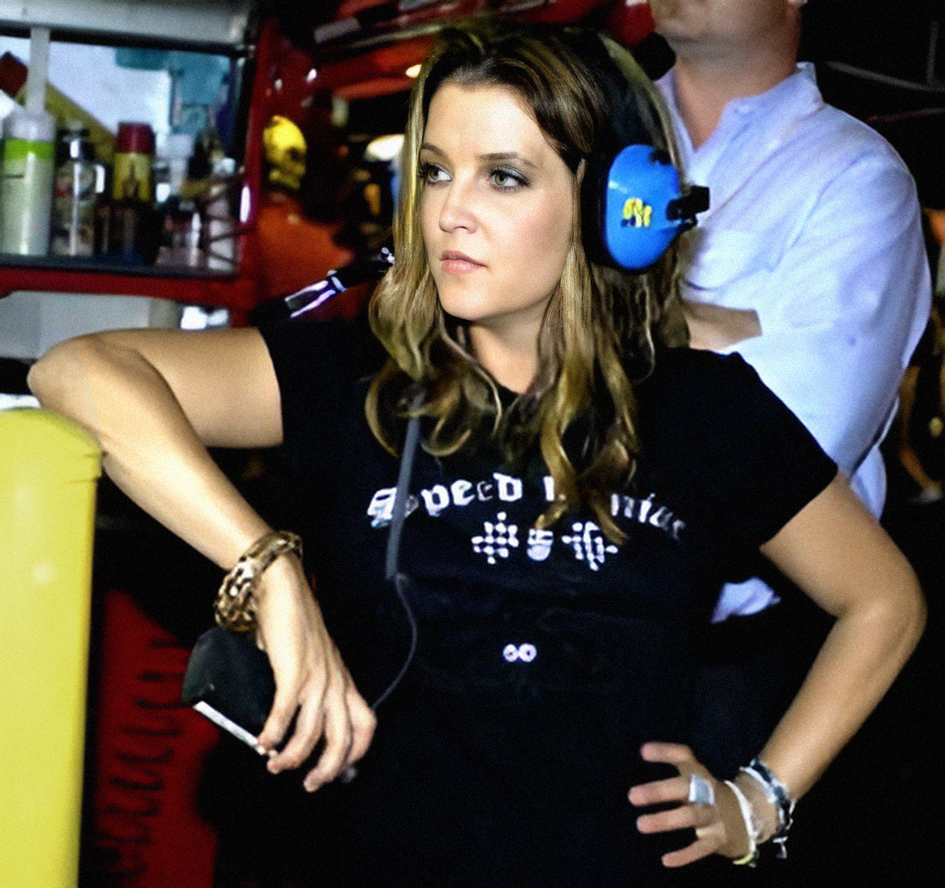
12. Januar: Lisa Marie Presley (2005) (54)
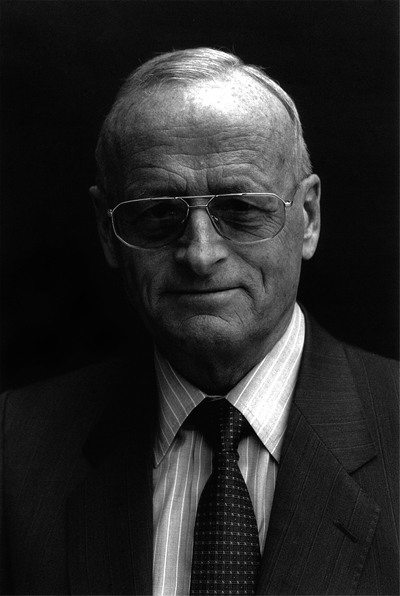
14. Januar: Carl Hahn junior (Jahr unbek.) (96)
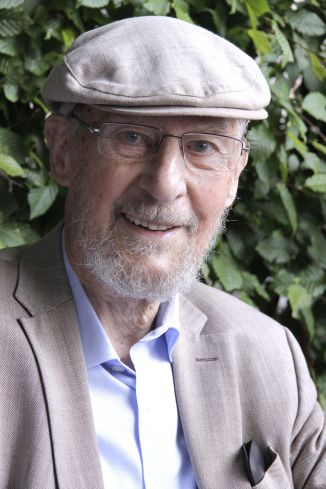
14. Januar: Heinrich Hannover (2016) (97)
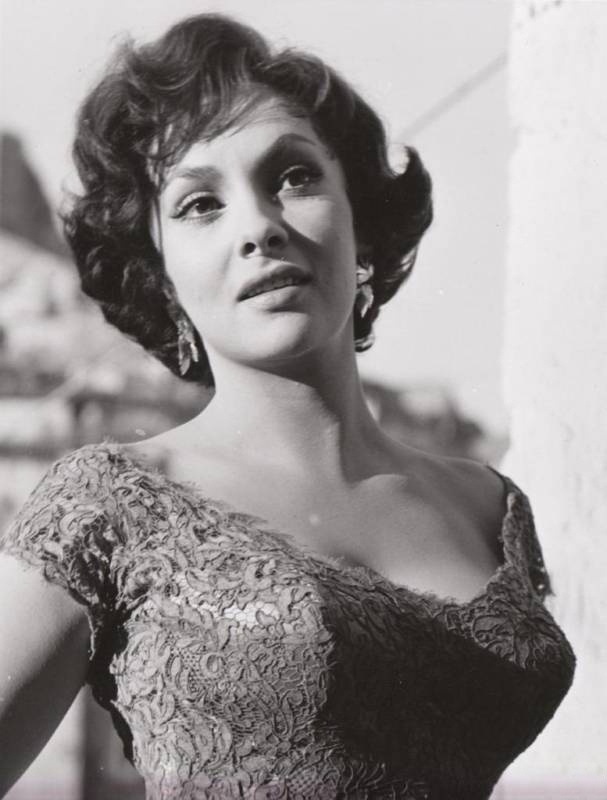
16. Januar: Gina Lollobrigida (1960er-Jahre) (95)
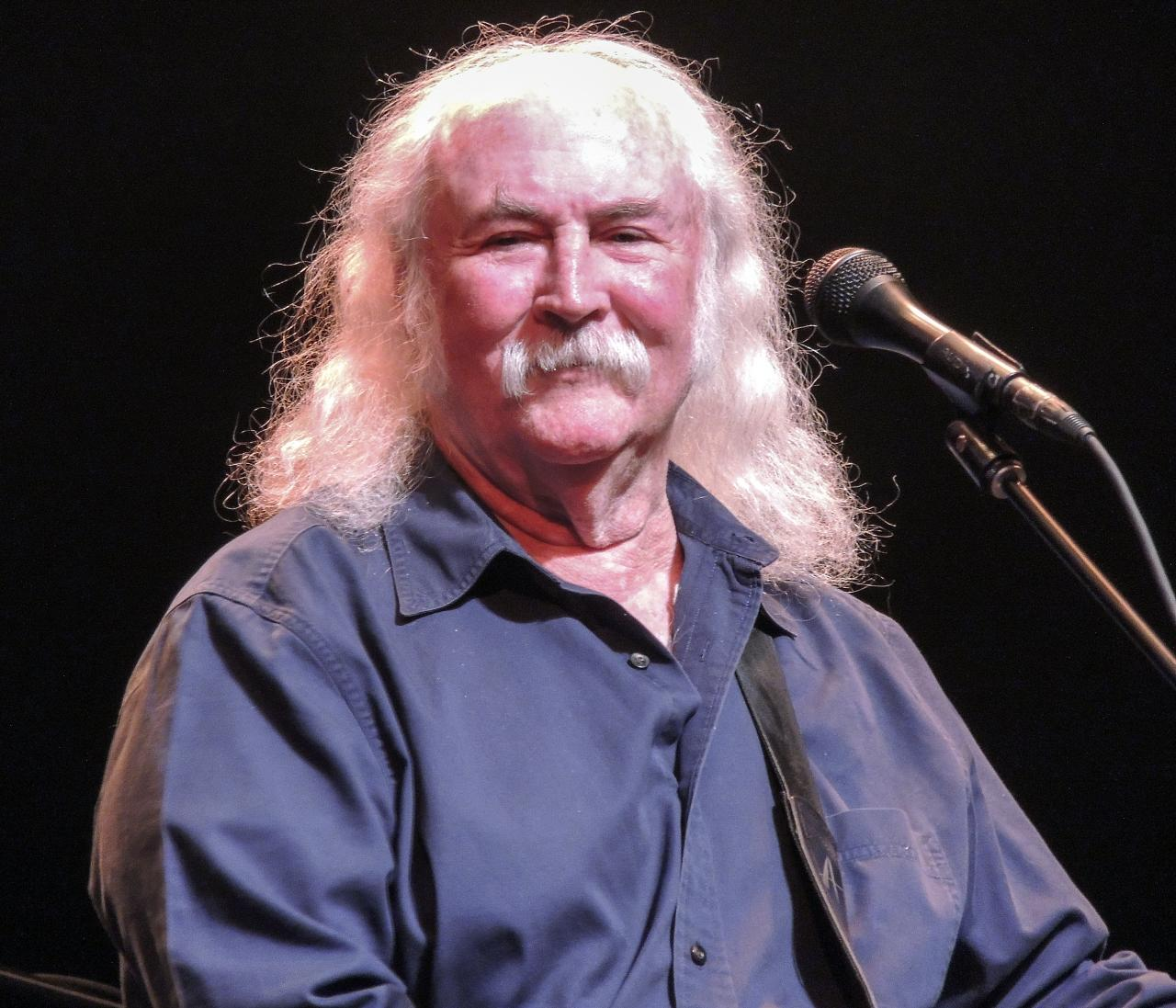
18. Januar: David Crosby (2012) (81)
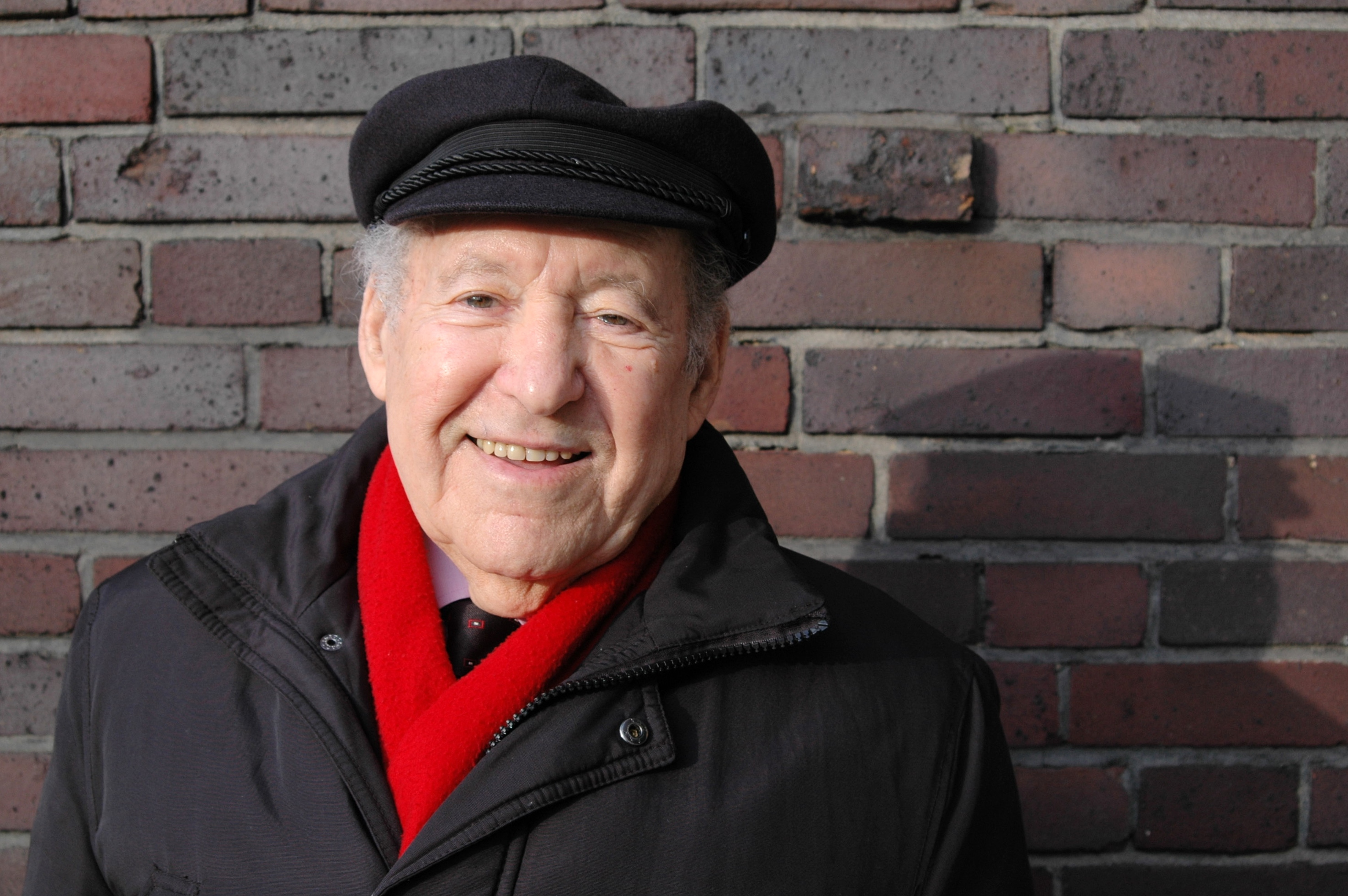
2. Februar: Sally Perel (2016) (97)
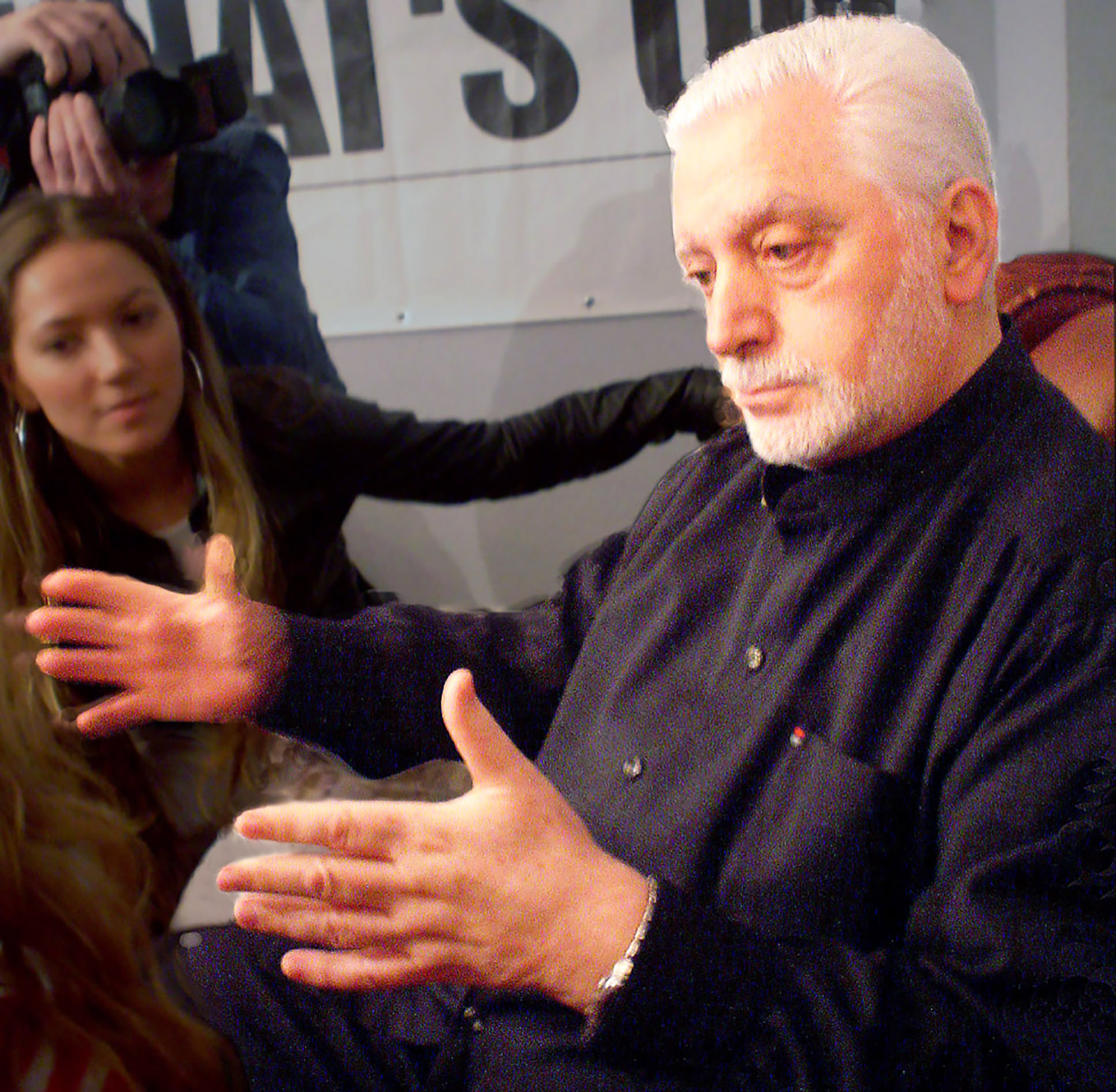
3. Februar: Paco Rabanne (2006) (88)
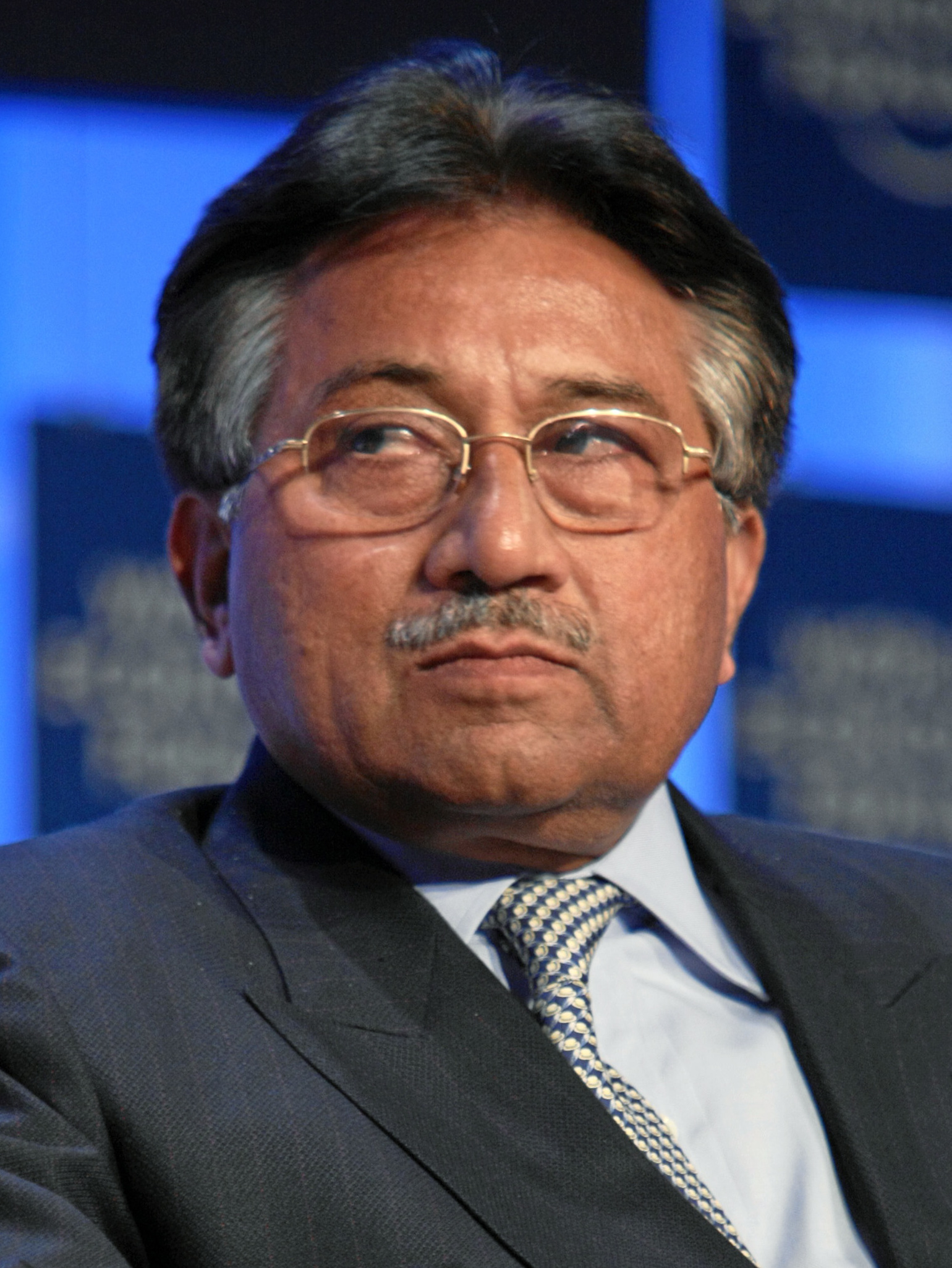
5. Februar: Pervez Musharraf (2008) (79)
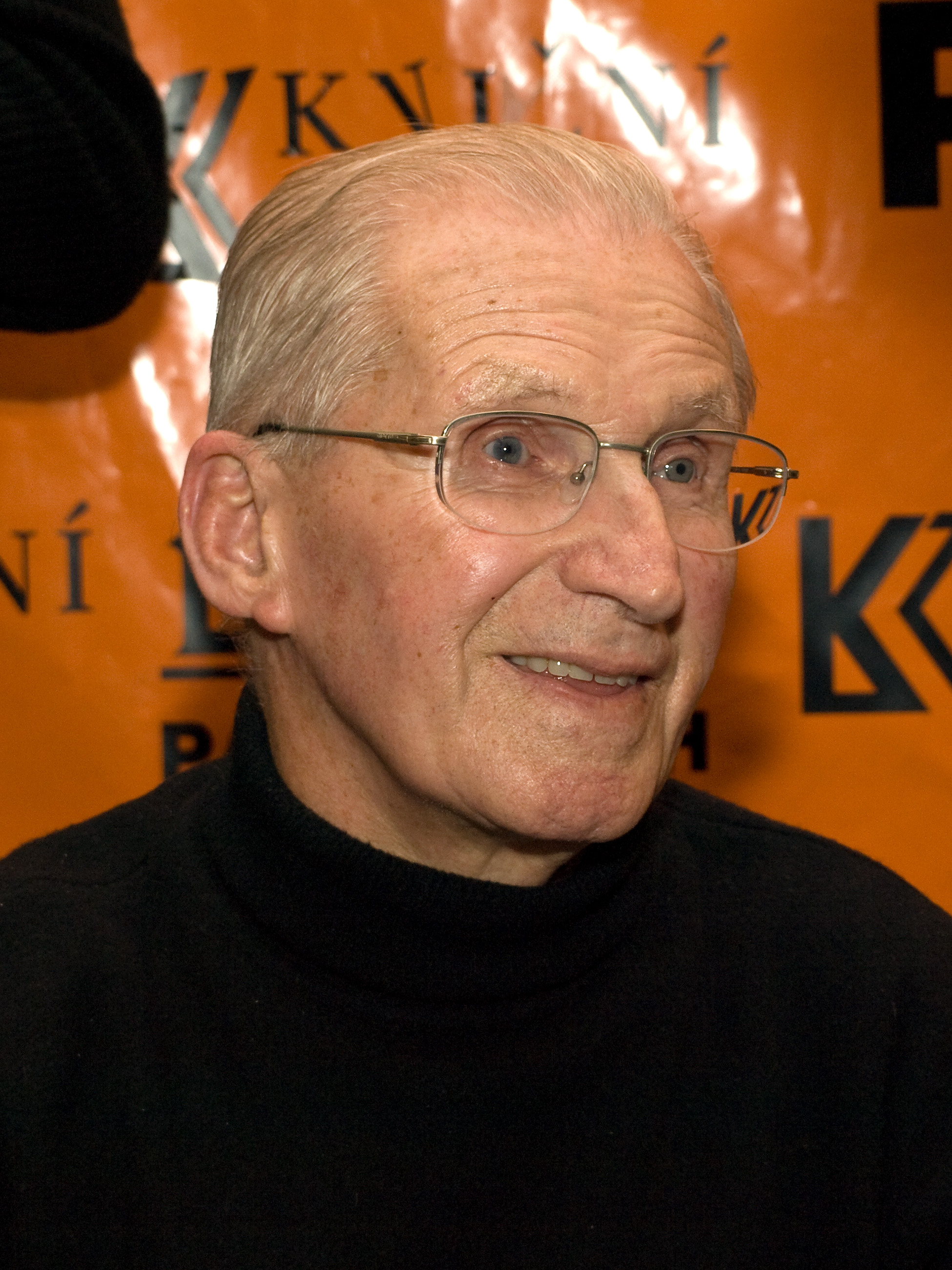
6. Februar: Lubomír Štrougal (2012) (98)
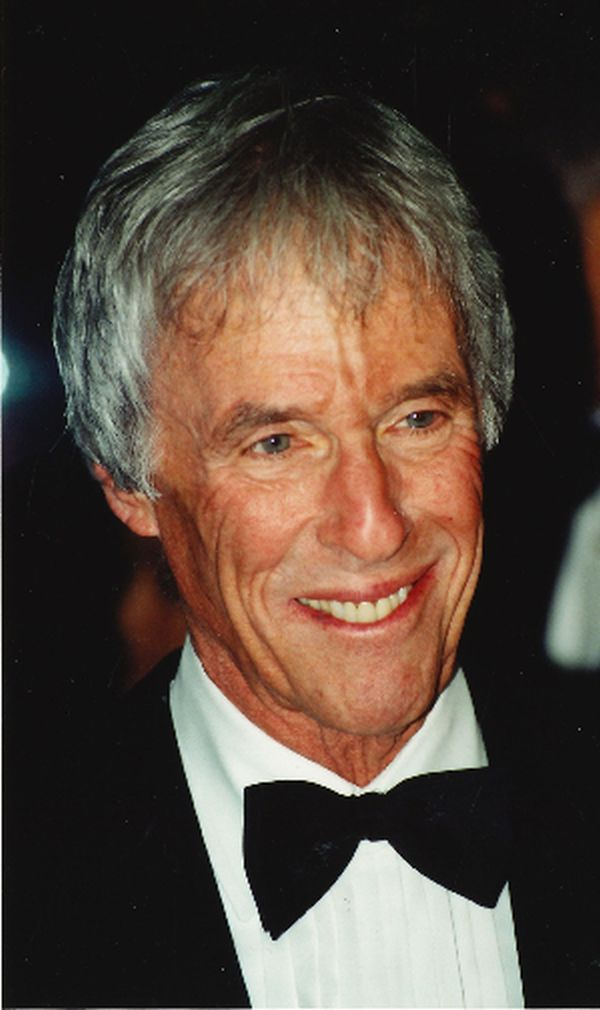
8. Februar: Burt Bacharach (2000) (94)
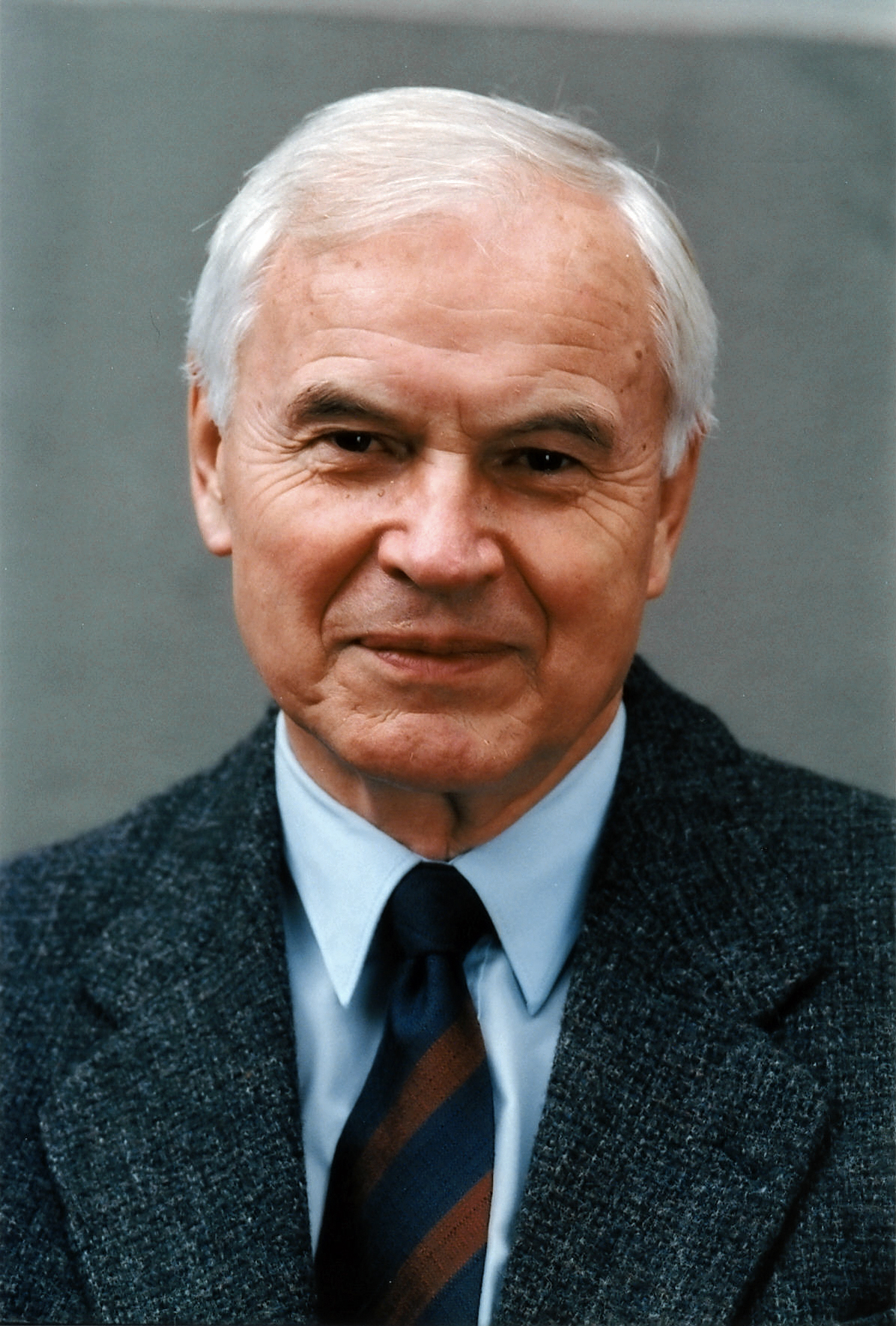
10. Februar: Hans Modrow (1999) (95)
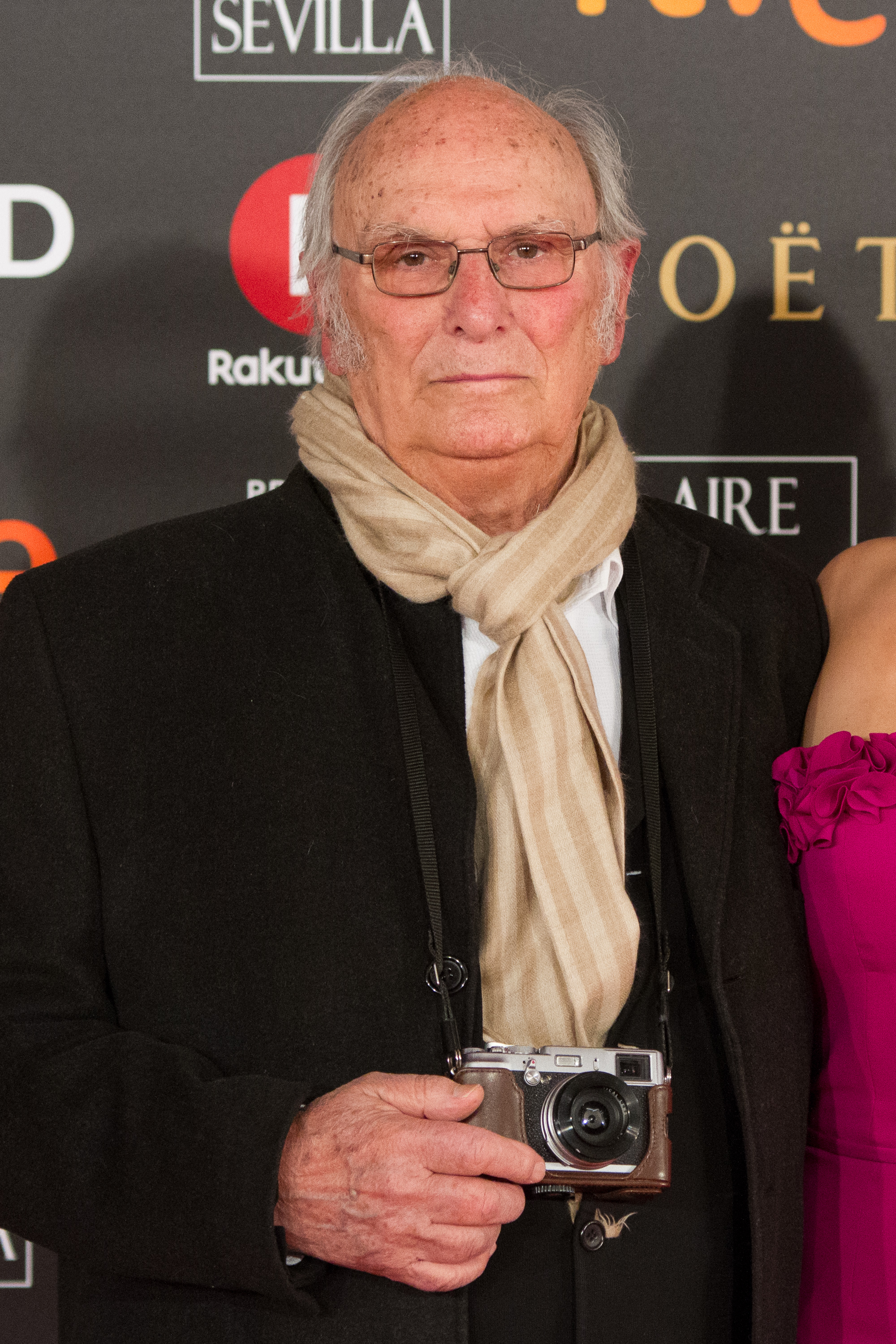
10. Februar: Carlos Saura (2018) (91)
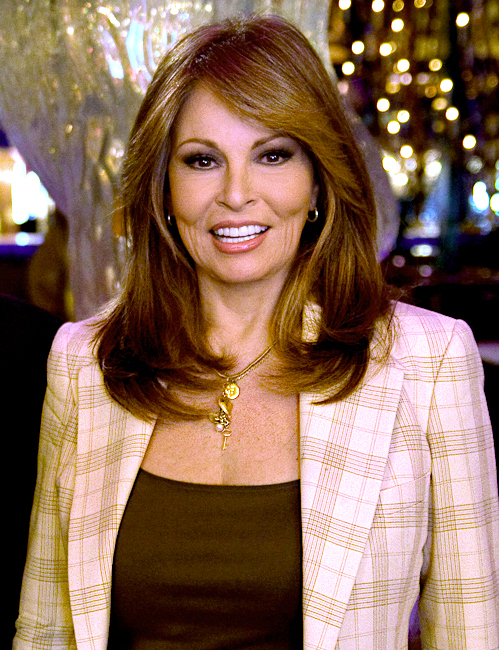
15. Februar: Raquel Welch (2010) (82)
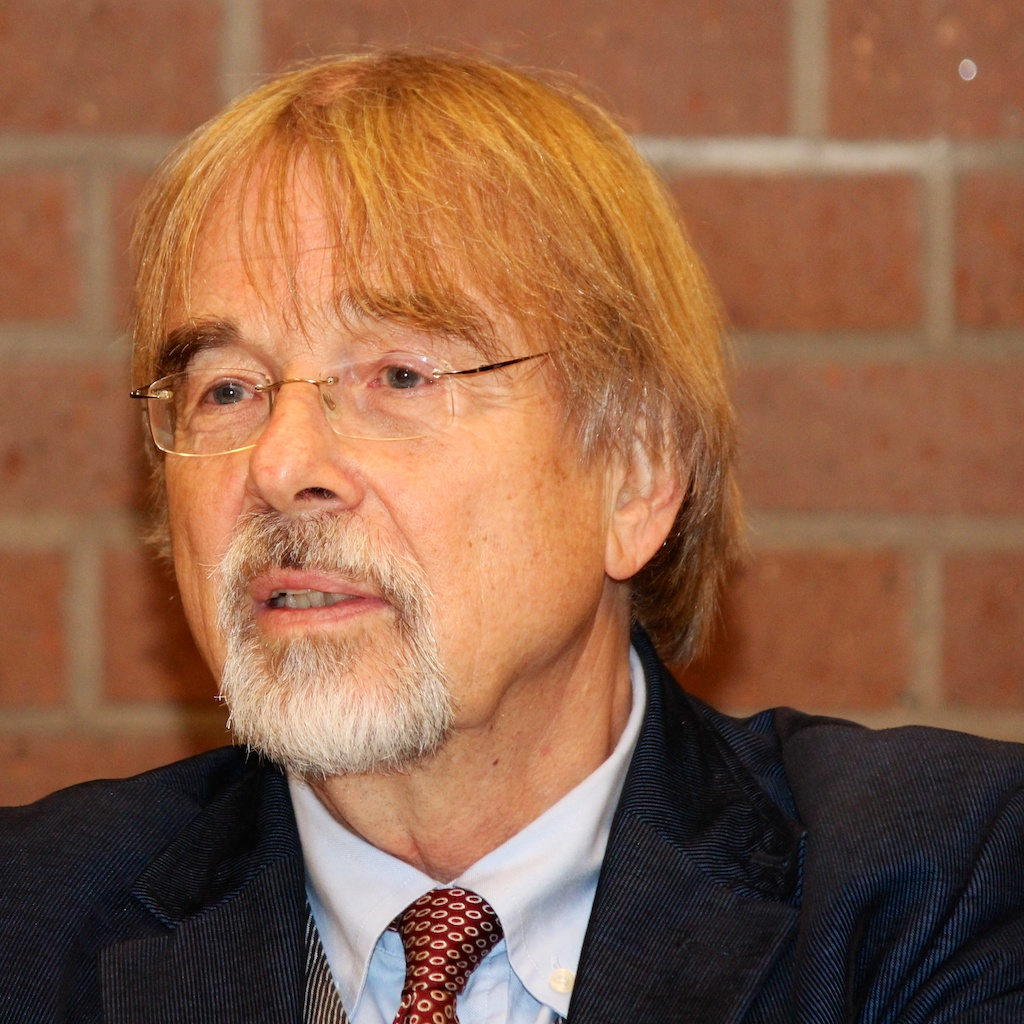
16. Februar: Gunnar Heinsohn (2013) (79)
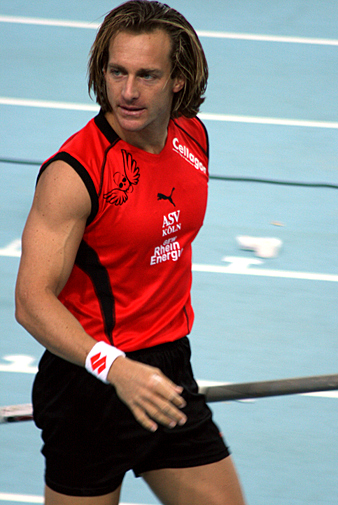
16. Februar: Tim Lobinger (2007) (50)
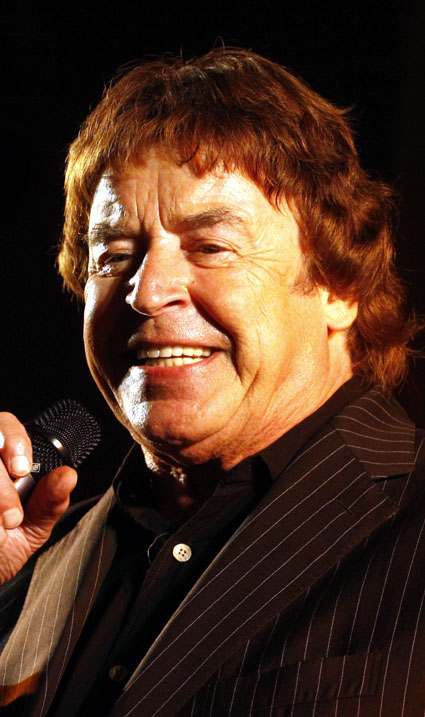
16. Februar: Tony Marshall (2011) (85)
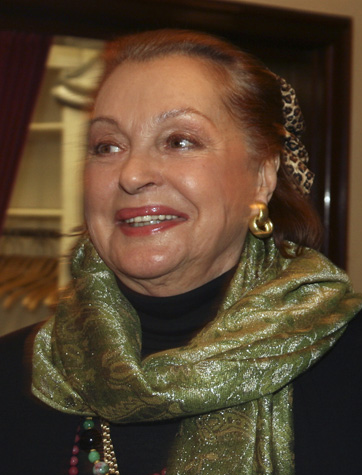
21. Februar: Nadja Tiller (2009) (93)
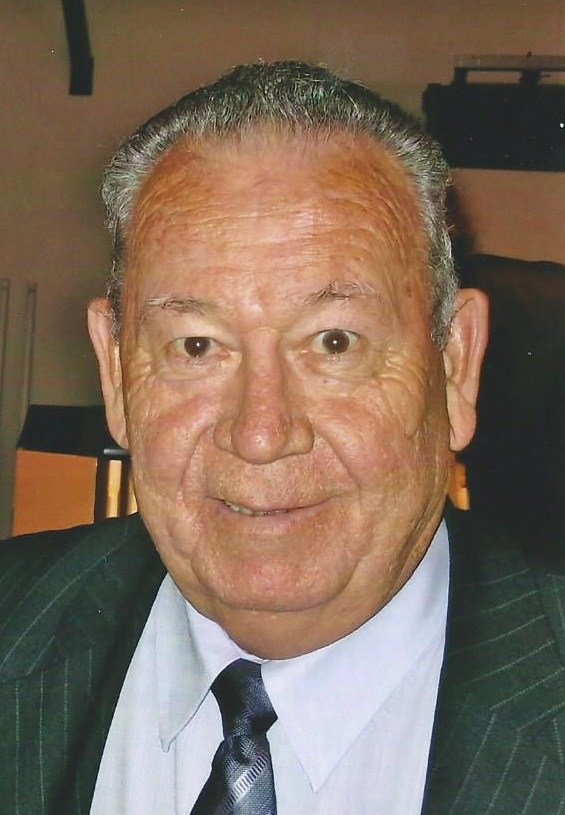
1. März: Just Fontaine (2007) (89)
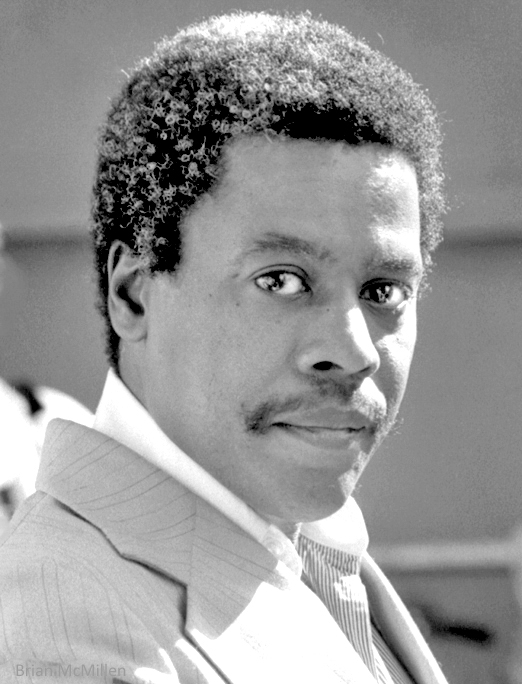
2. März: Wayne Shorter (1980) (89)
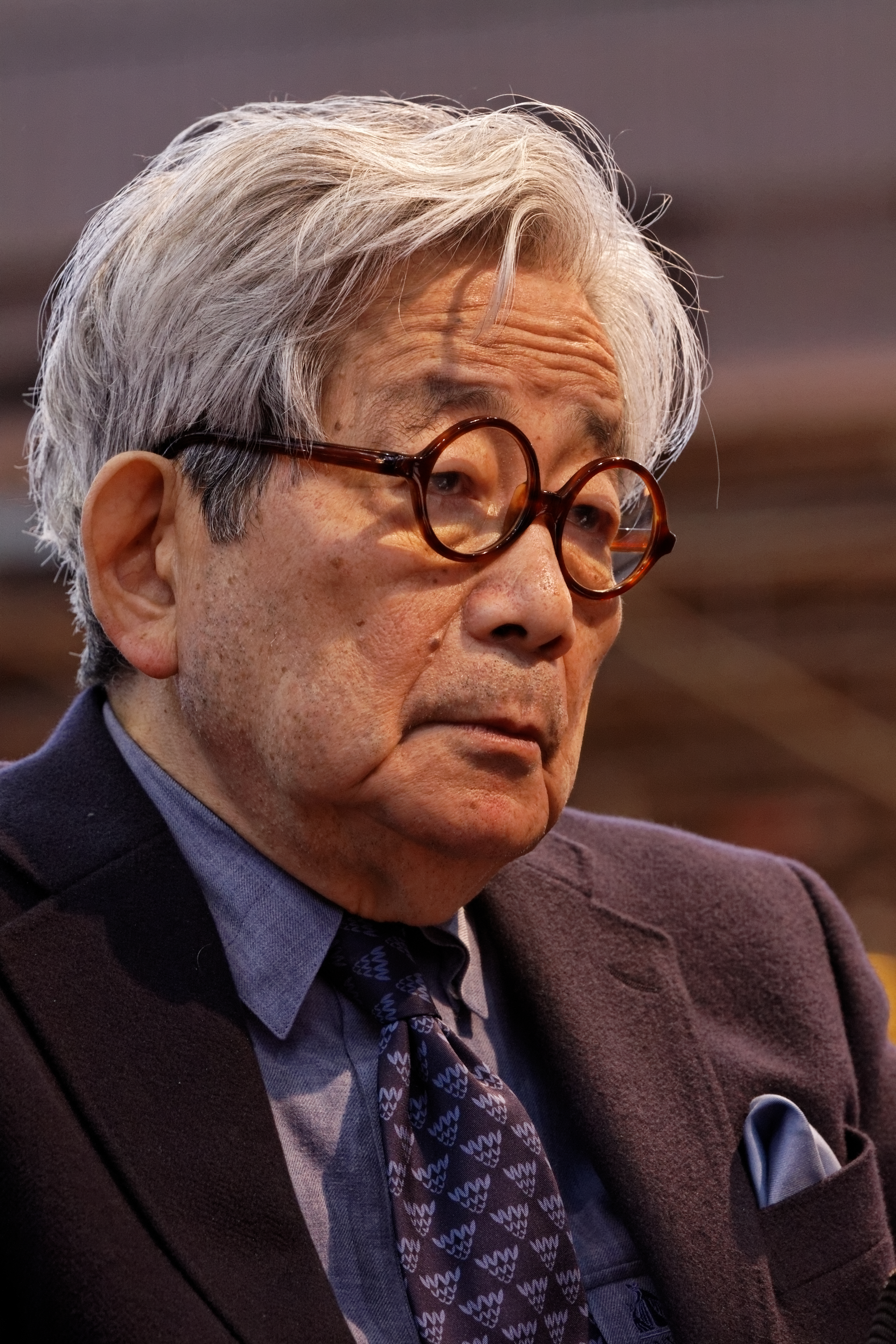
3. März: Kenzaburō Ōe (2012) (88)
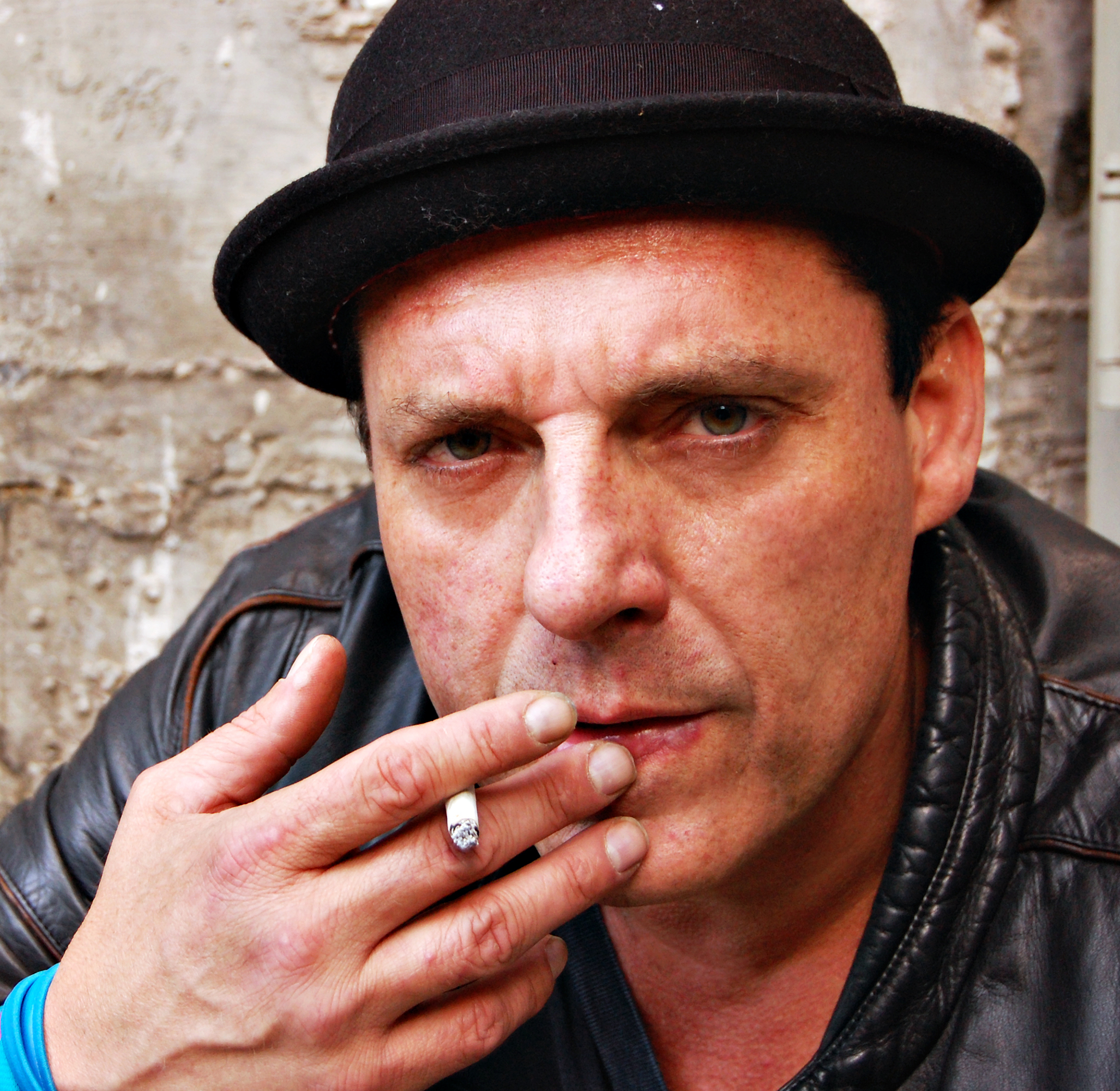
3. März: Tom Sizemore (2010) (61)
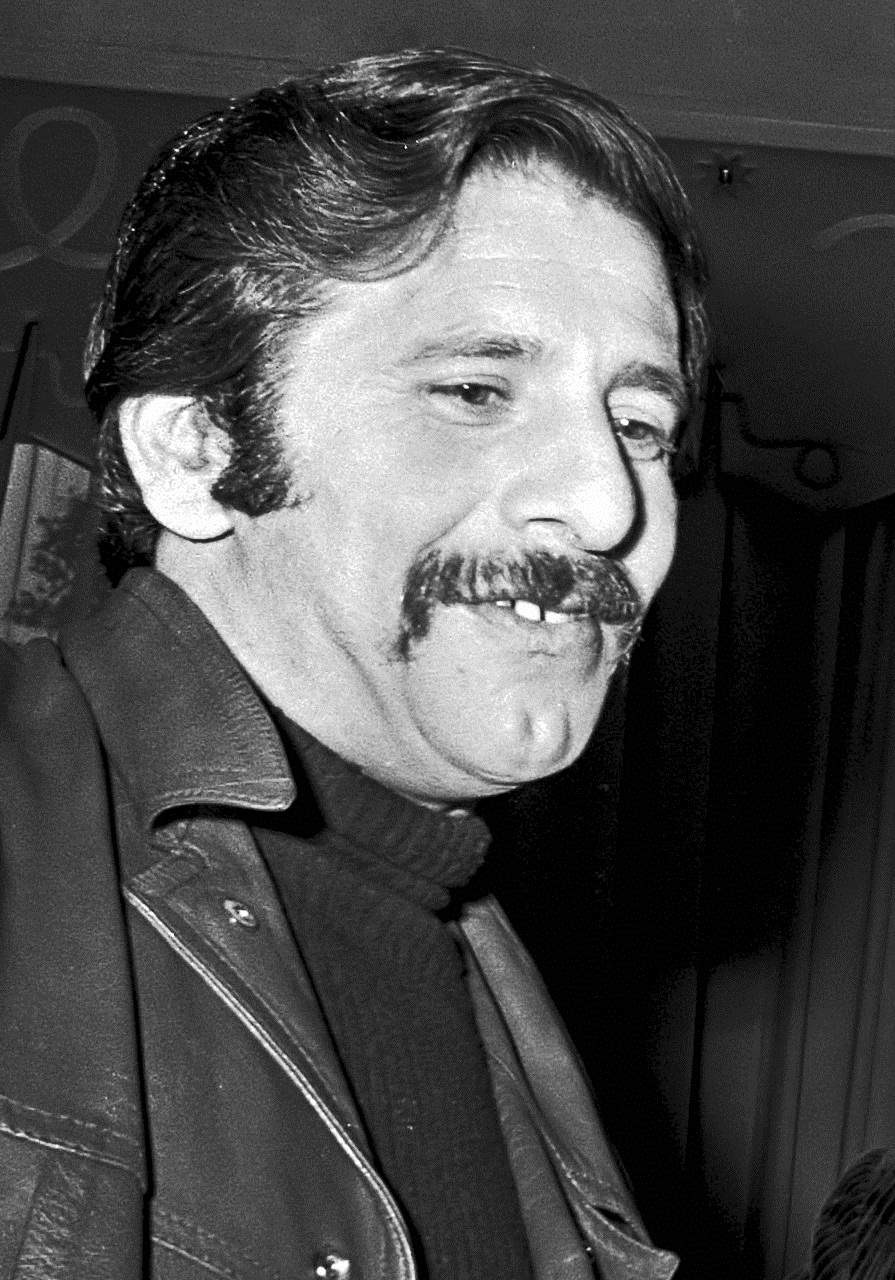
8. März: Chaim Topol (1971) (87)
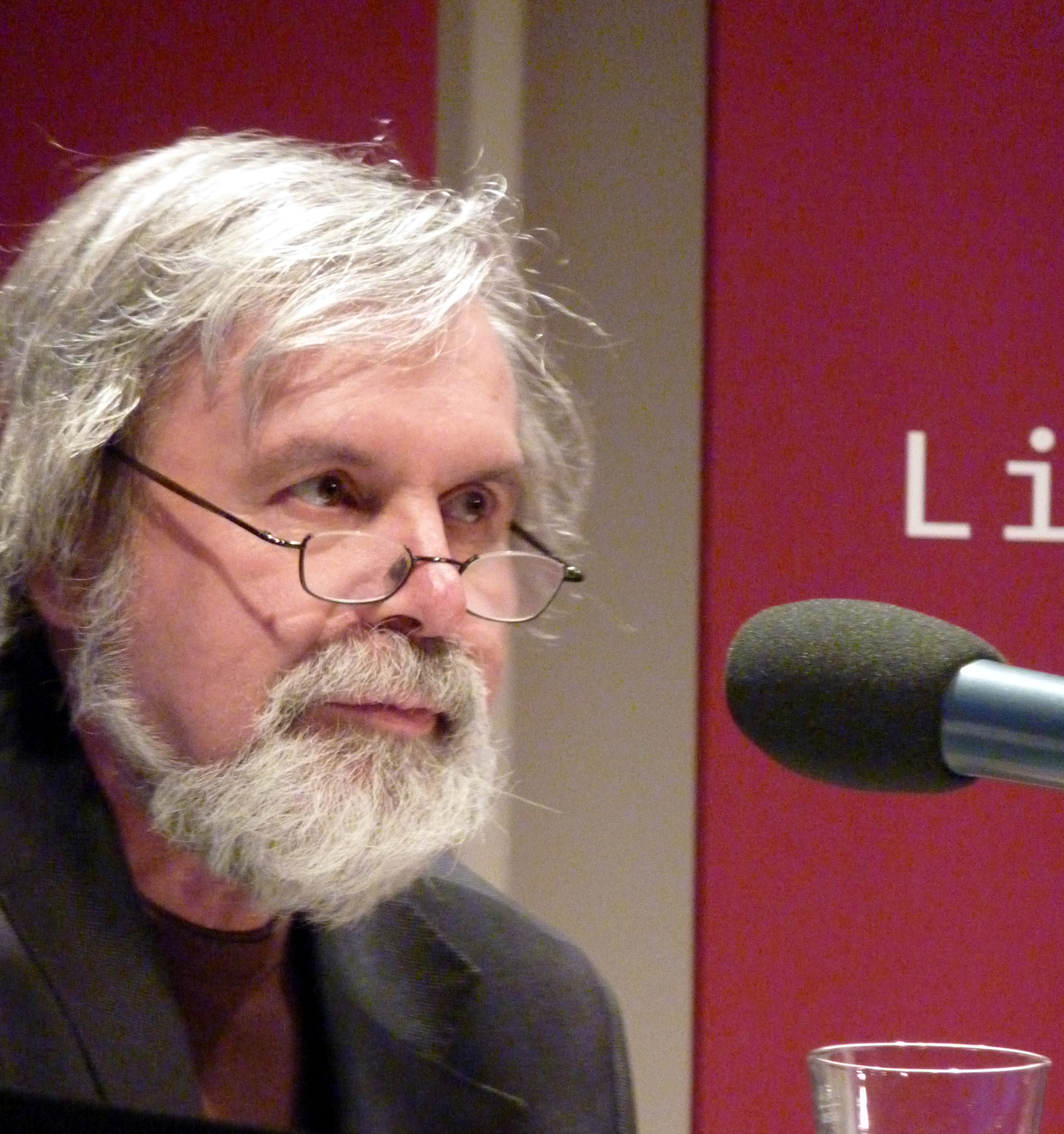
14. März: Richard Wagner (2010) (70)
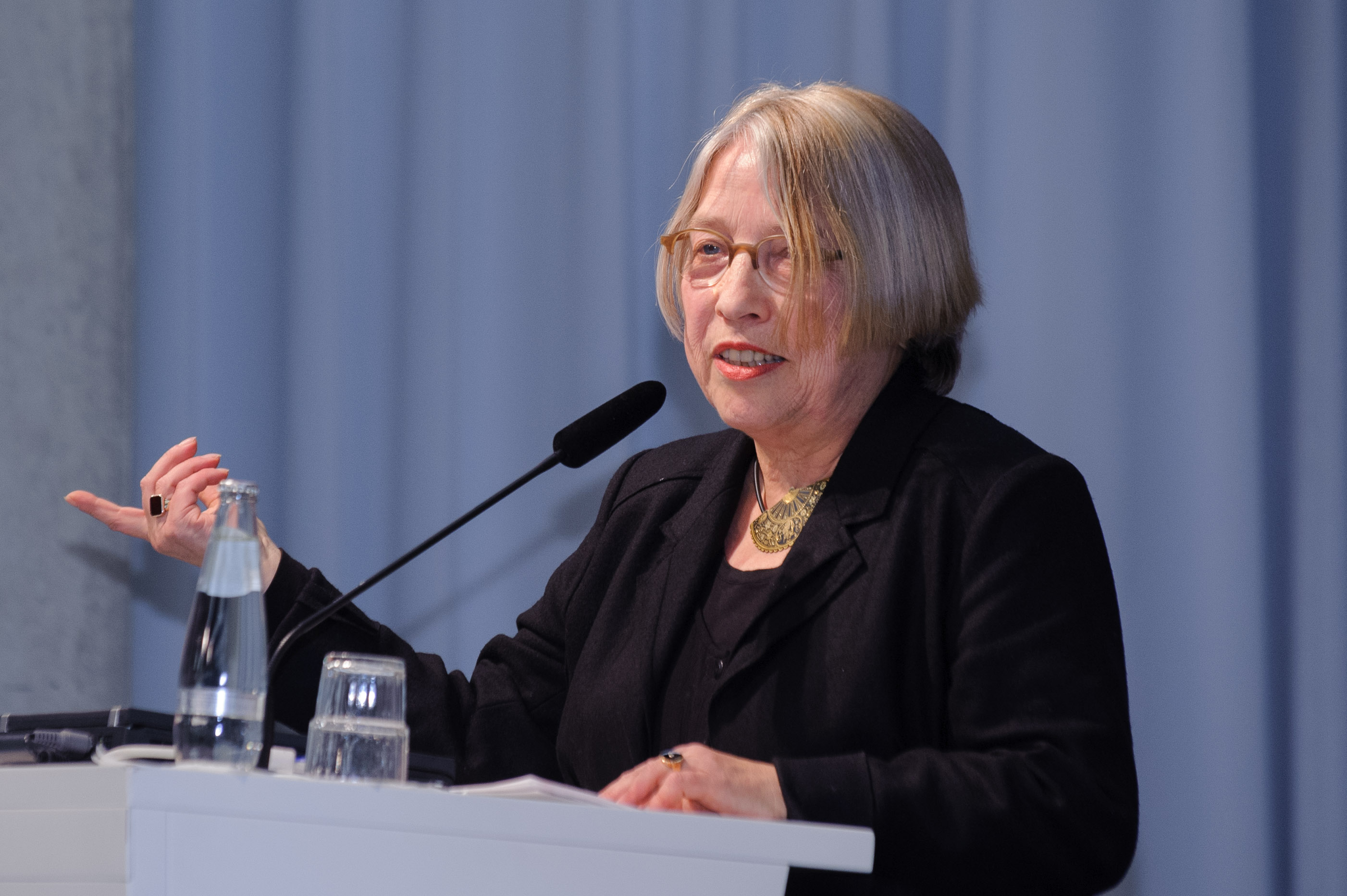
15. März: Antje Vollmer (2013) (79)
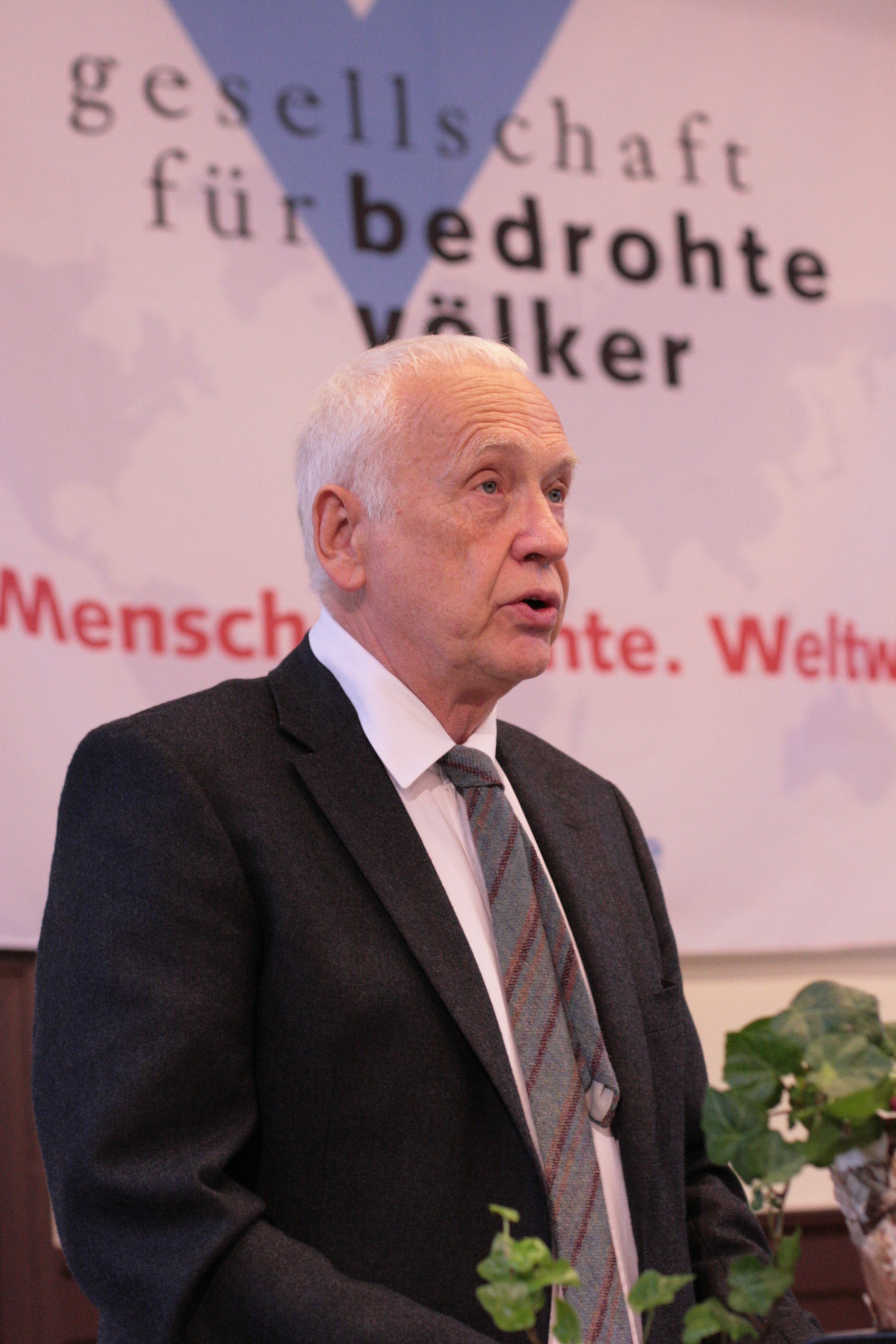
17. März: Tilman Zülch (2010) (83)
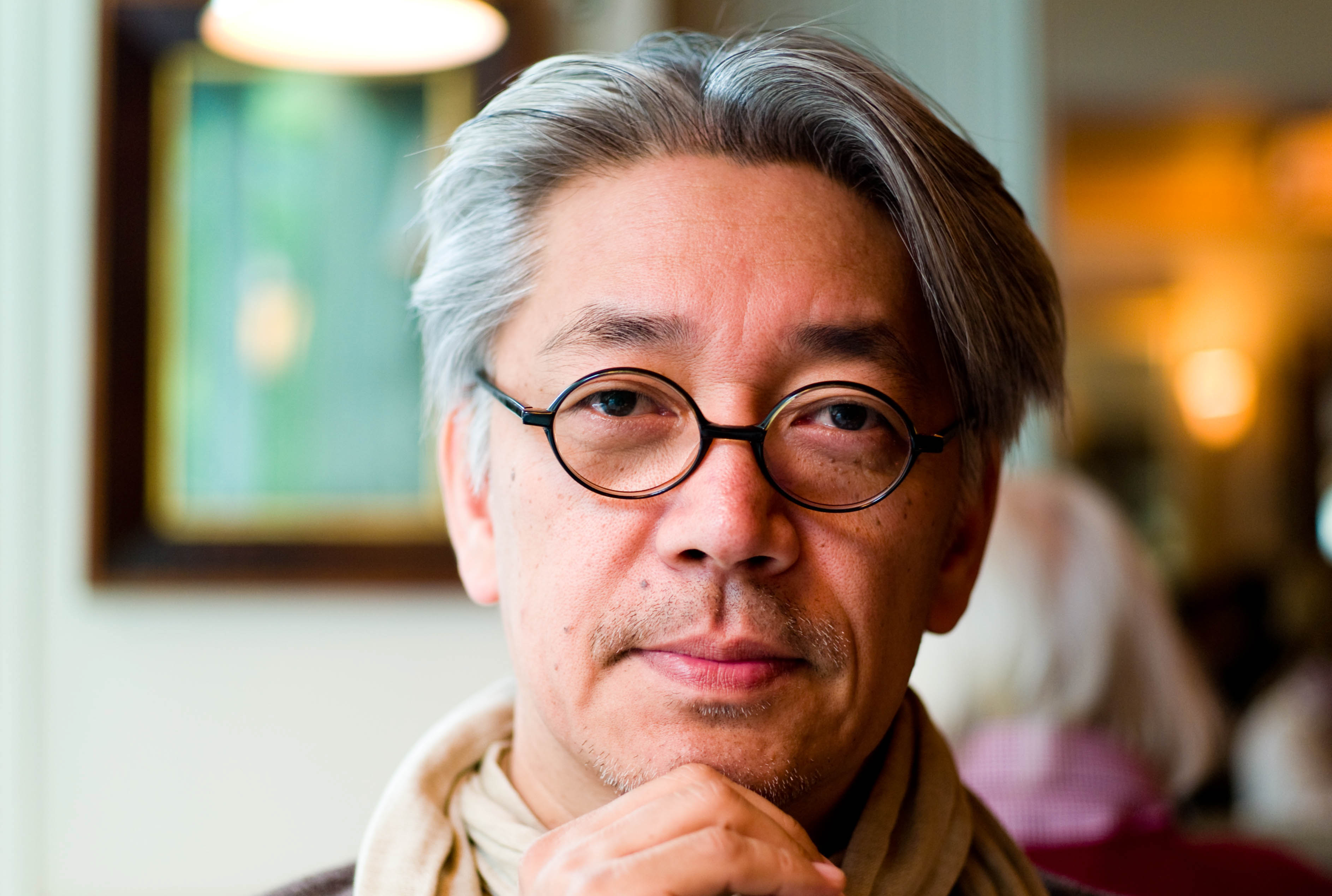
28. März: Ryūichi Sakamoto (2008) (71)
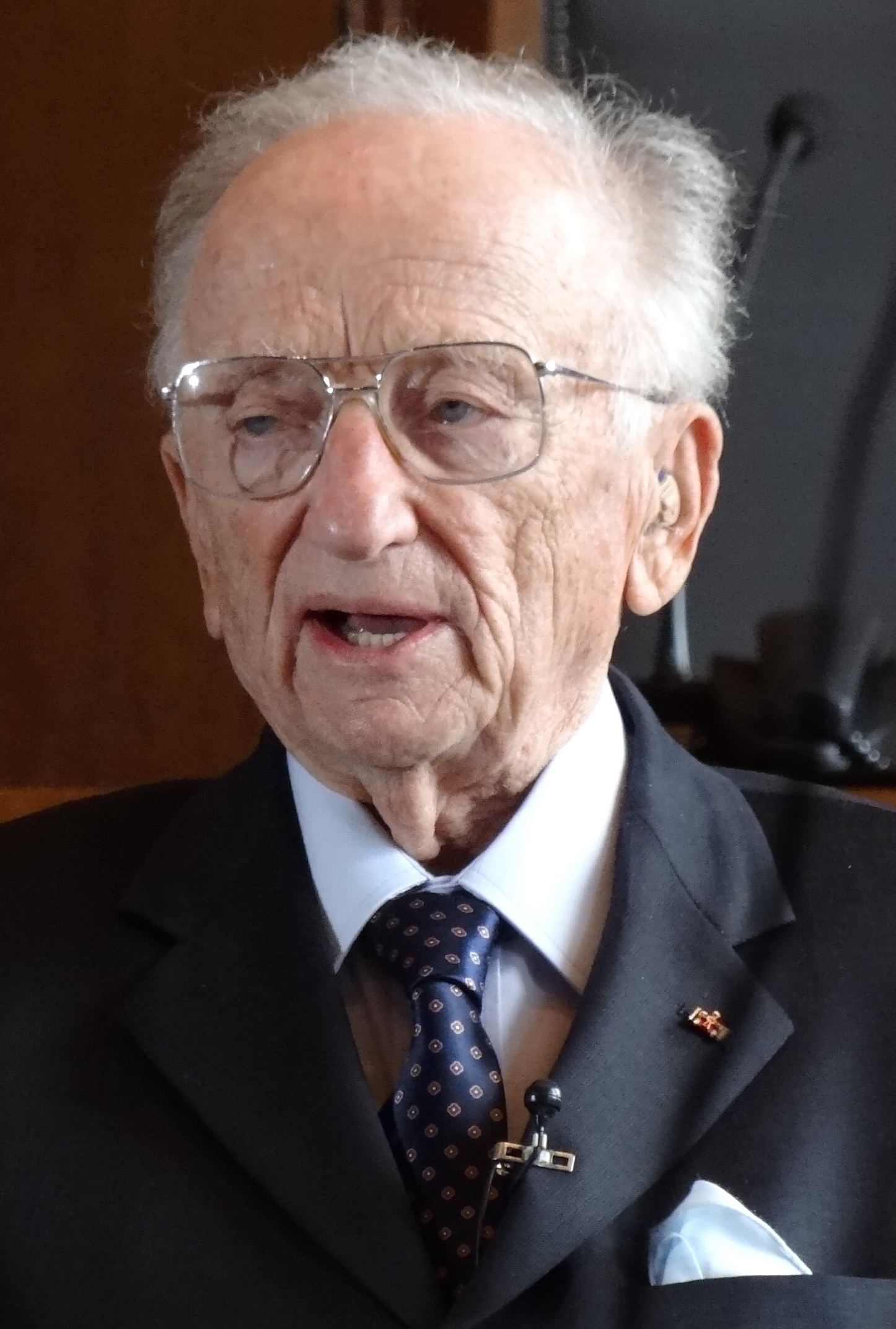
7. April: Benjamin Ferencz (2012) (103)
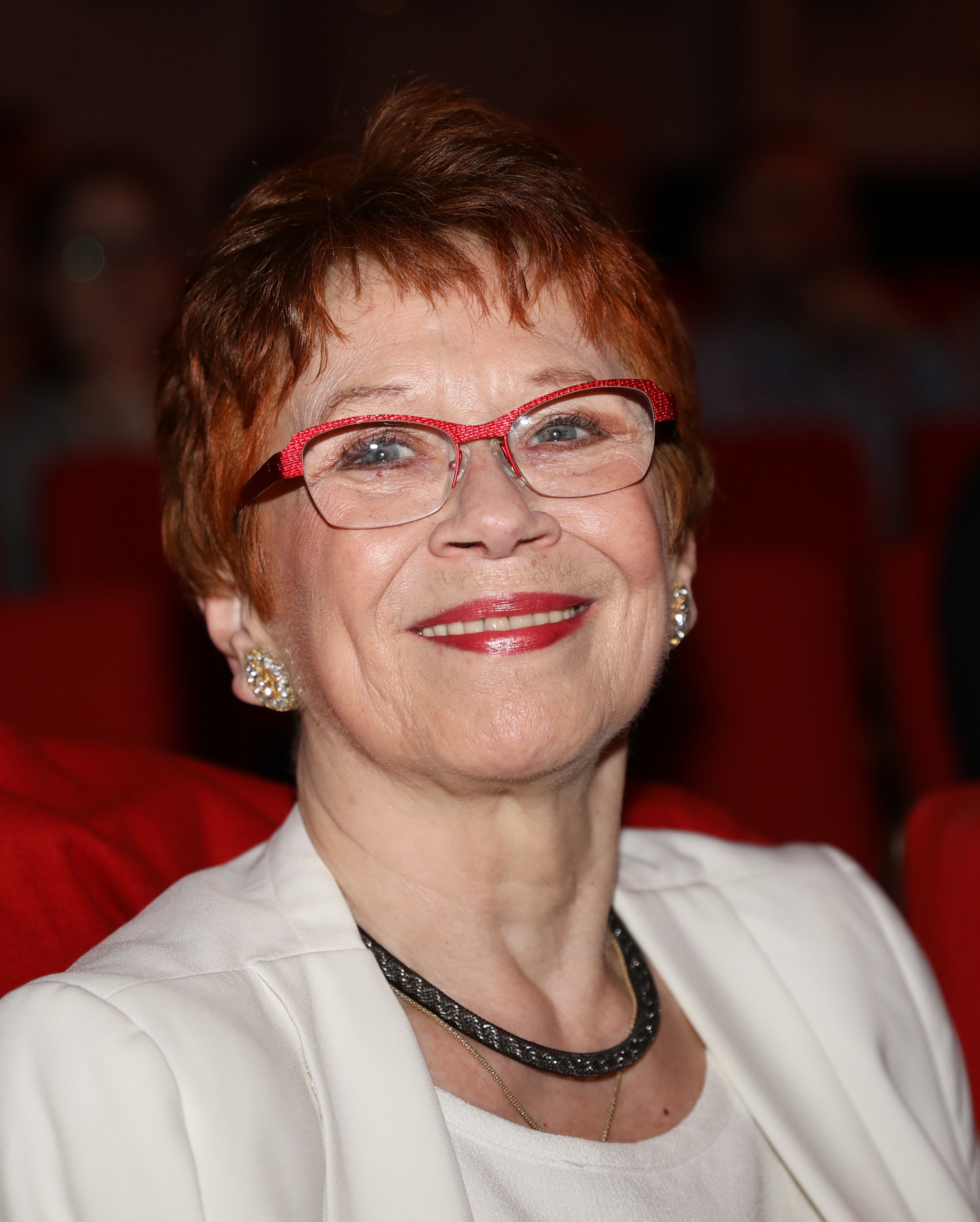
11. April: Lotti Krekel (2018) (81)
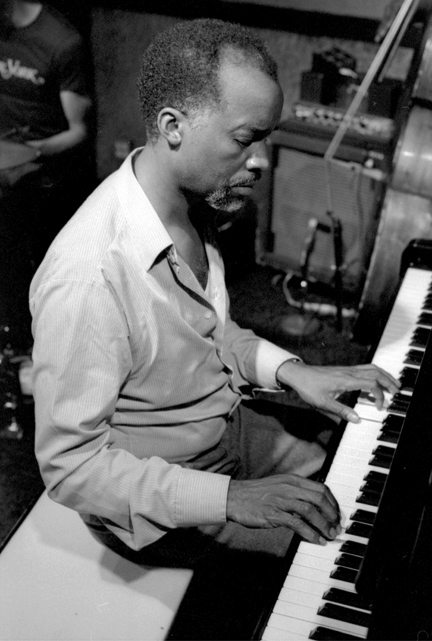
16. April: Ahmad Jamal (1980) (92)
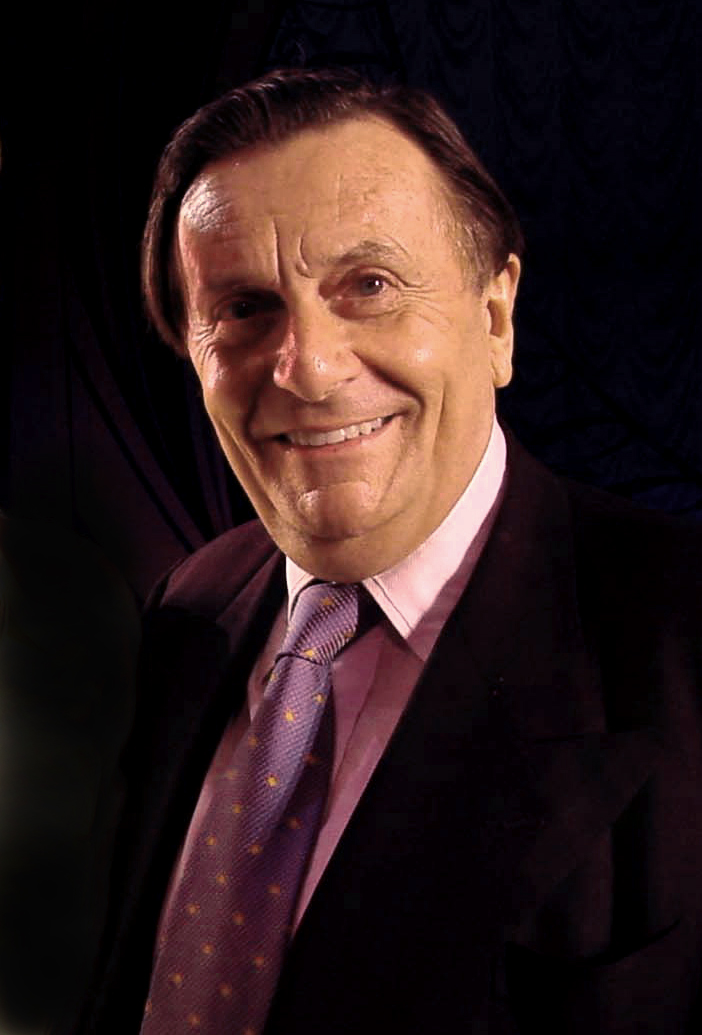
22. April: Barry Humphries (2001) (89)
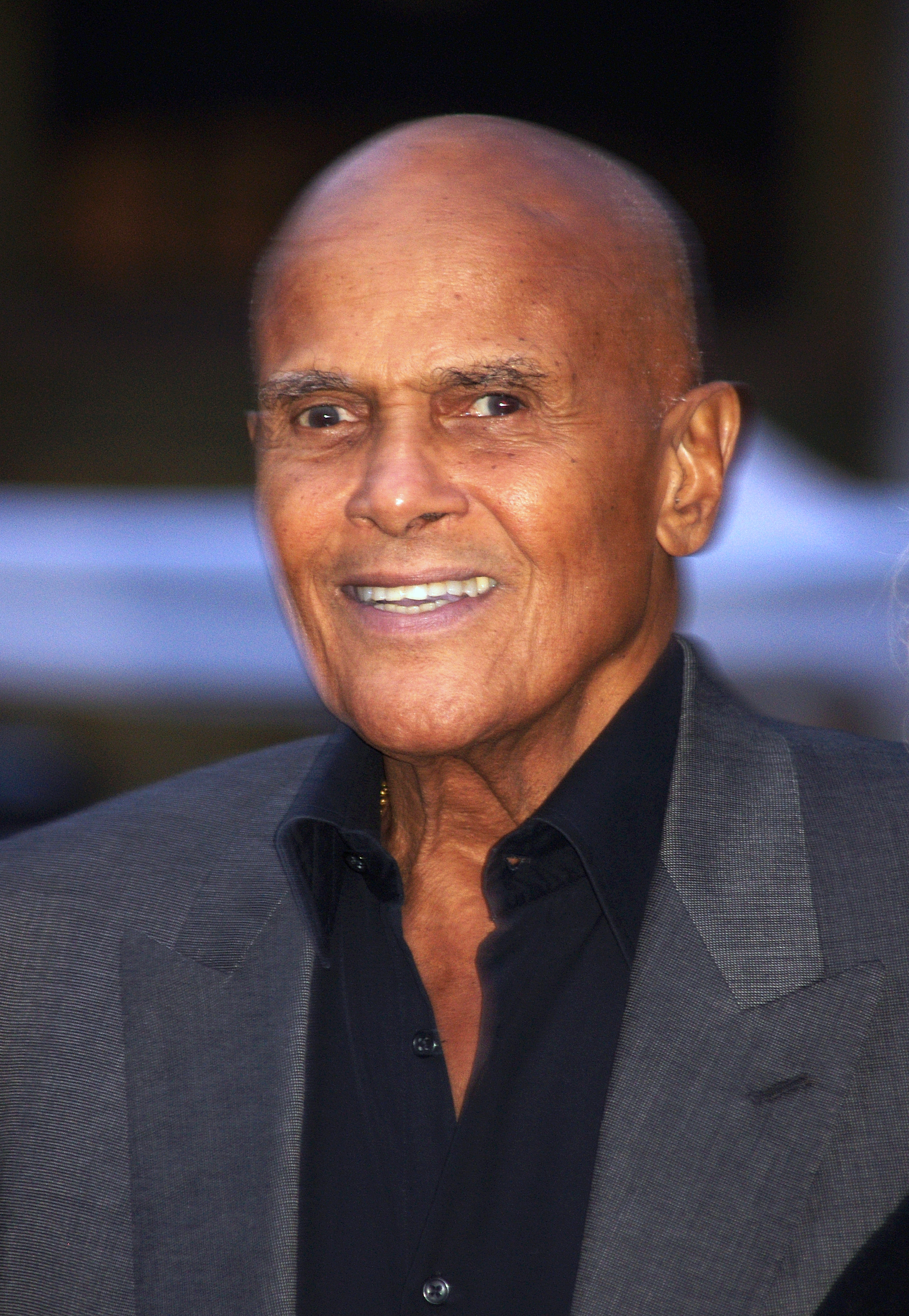
25. April: Harry Belafonte (2011) (96)
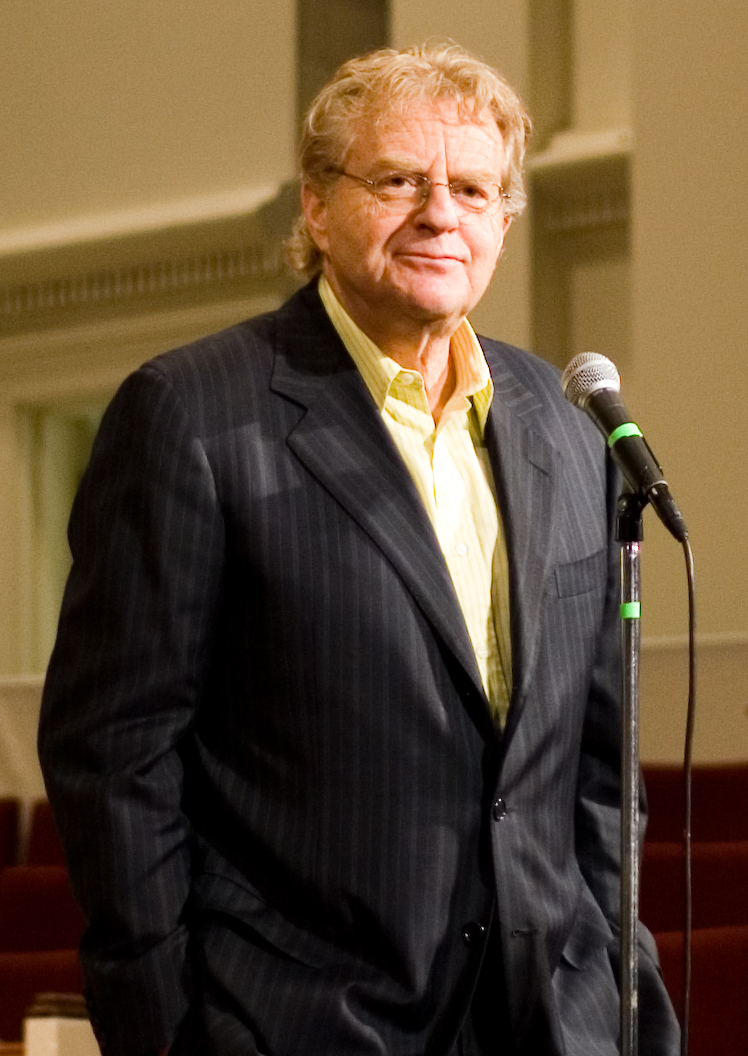
27. April: Jerry Springer (2007) (79)
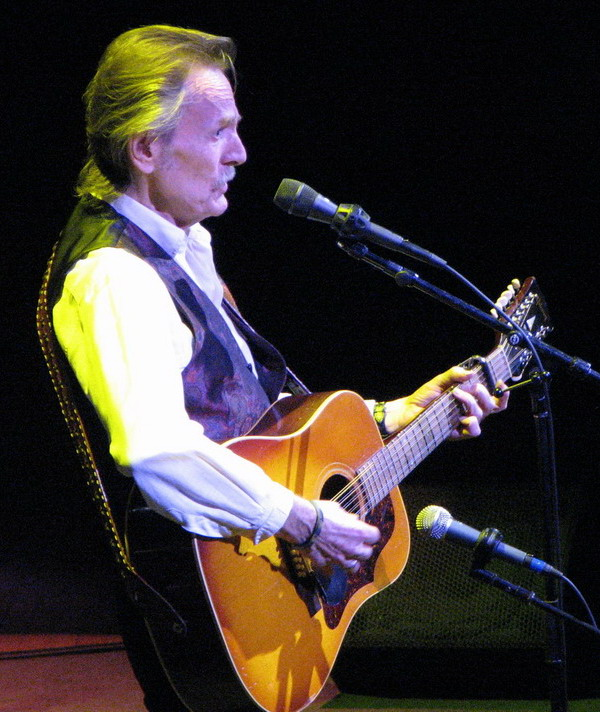
1. Mai: Gordon Lightfoot (2008) (84)
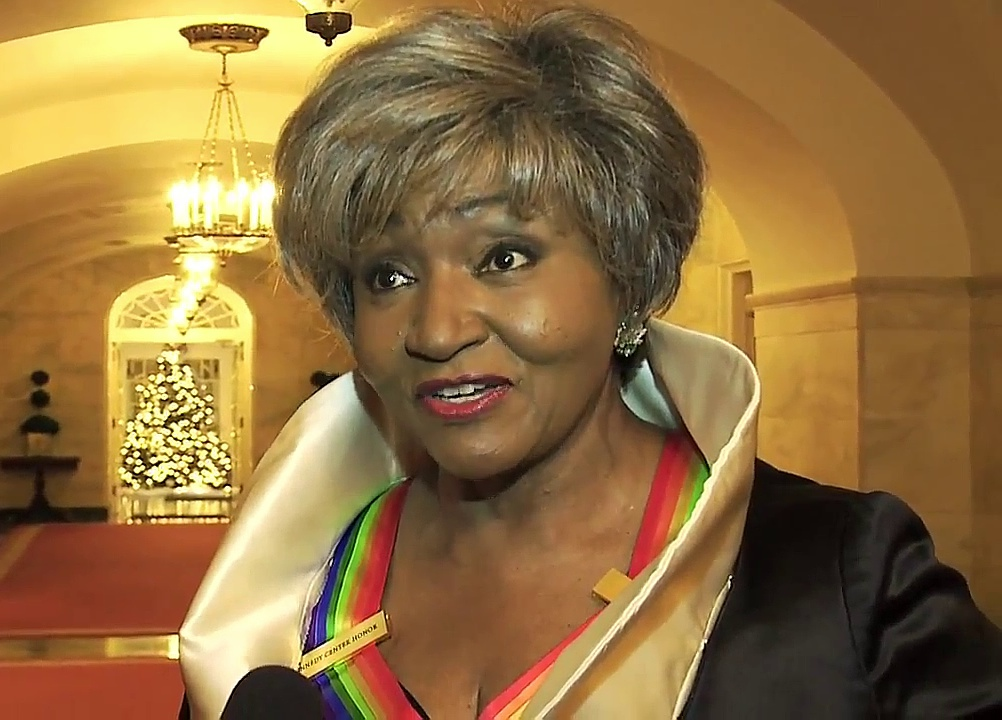
7. Mai: Grace Bumbry (2009) (86)
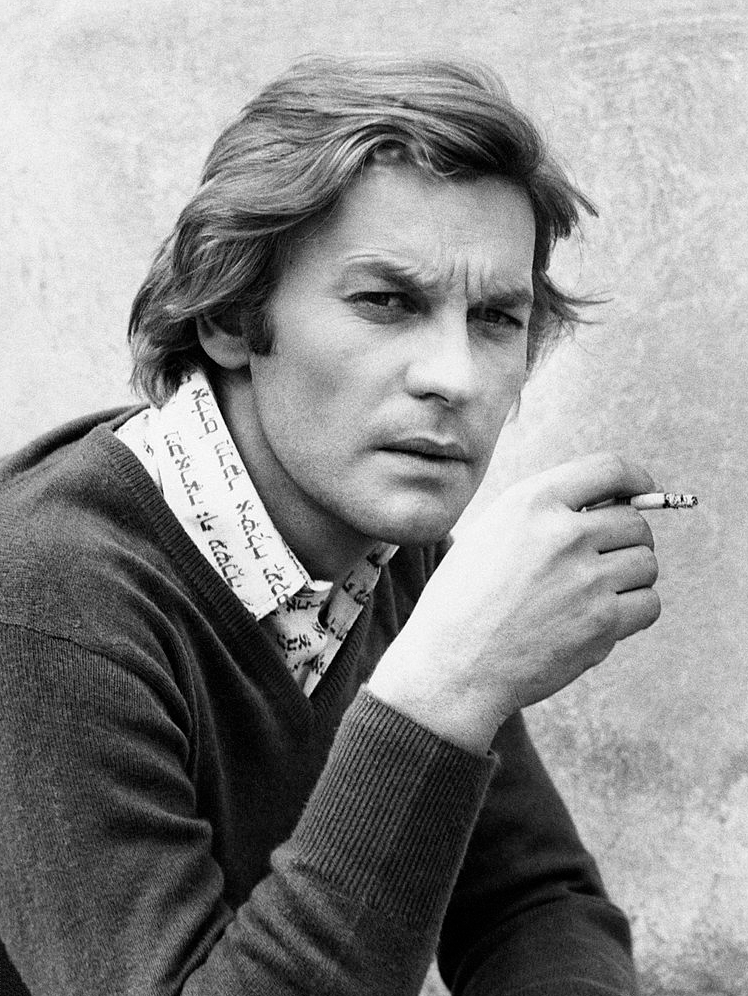
18. Mai: Helmut Berger (1974) (78)
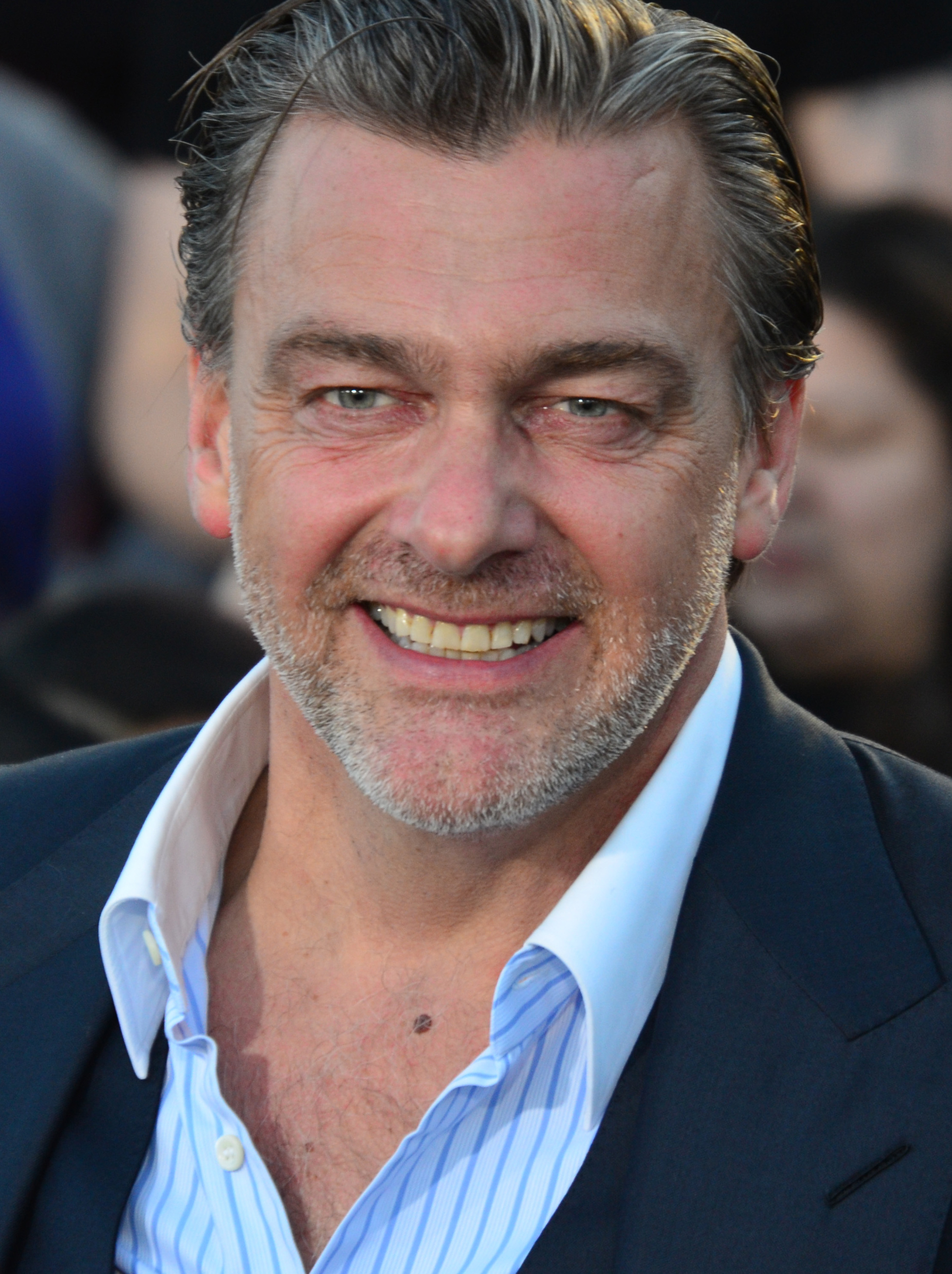
21. Mai: Ray Stevenson (2014) (58)
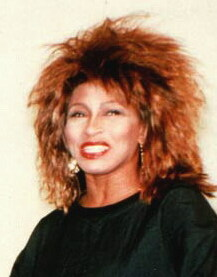
24. Mai: Tina Turner (1985) (83)
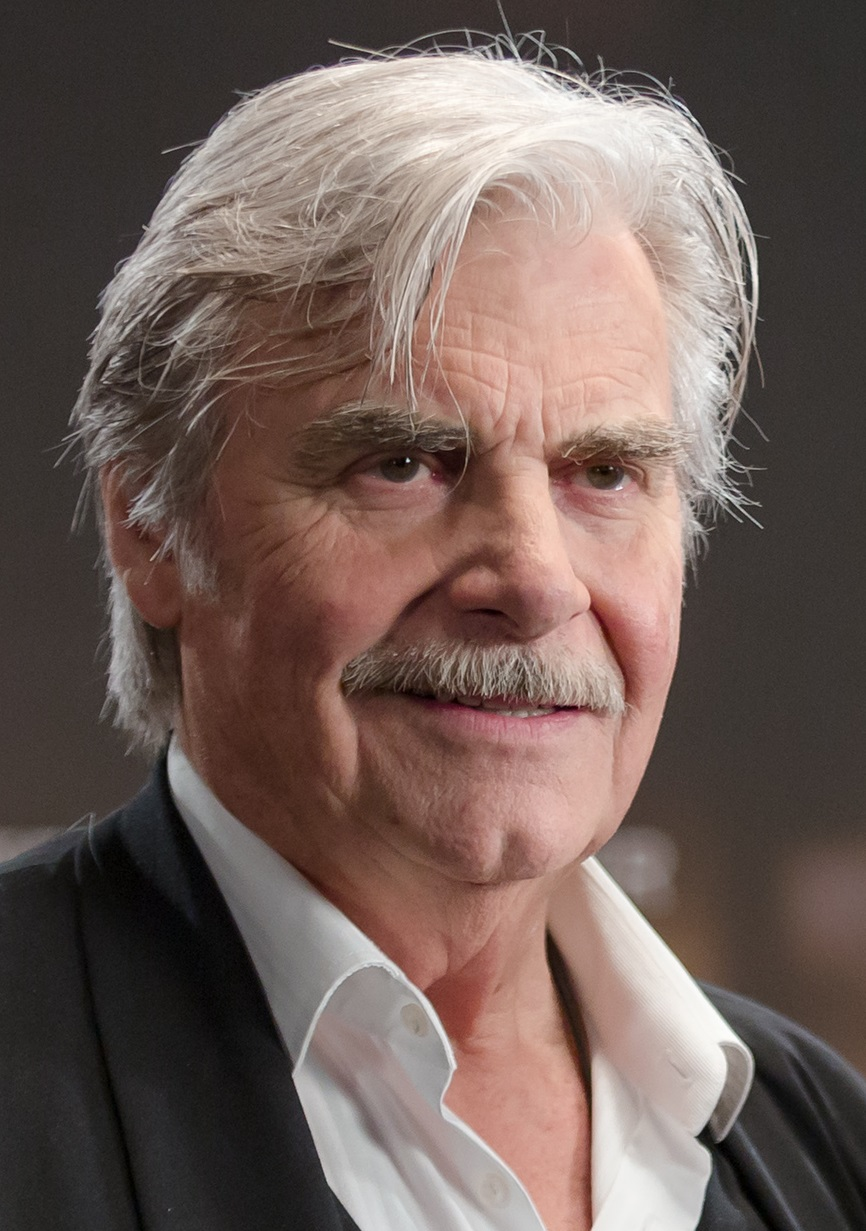
29. Mai: Peter Simonischek (2017) (76)
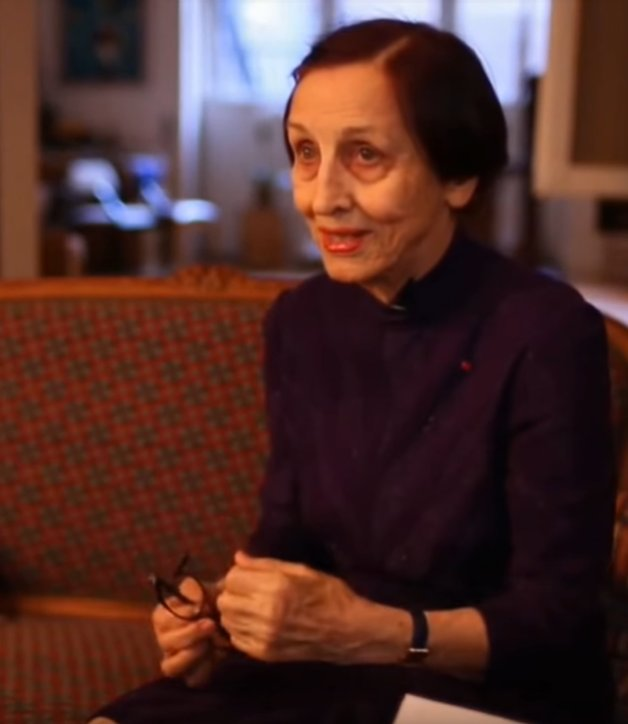
6. Juni: Françoise Gilot (2013) (101)
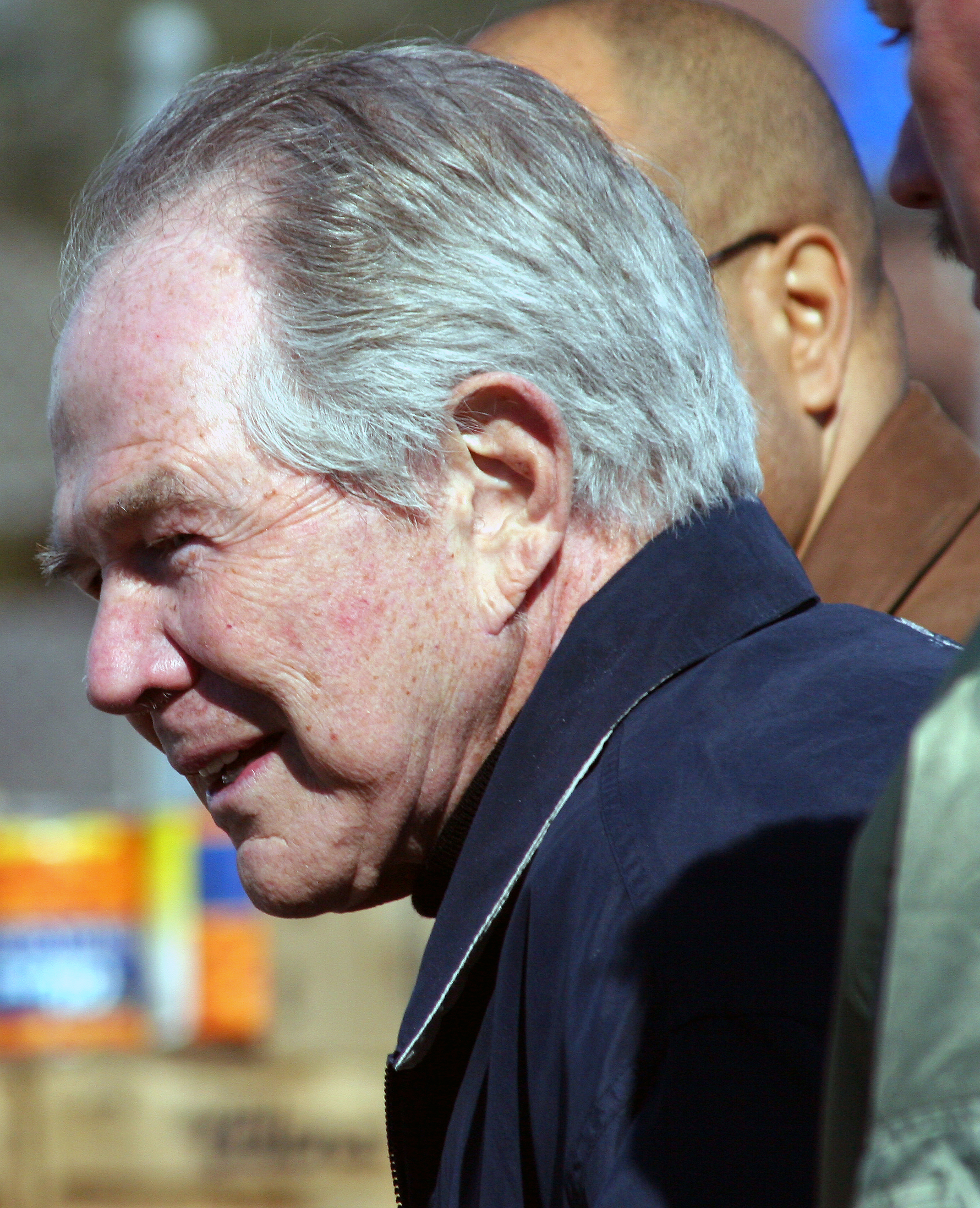
8. Juni: Pat Robertson (2006) (93)
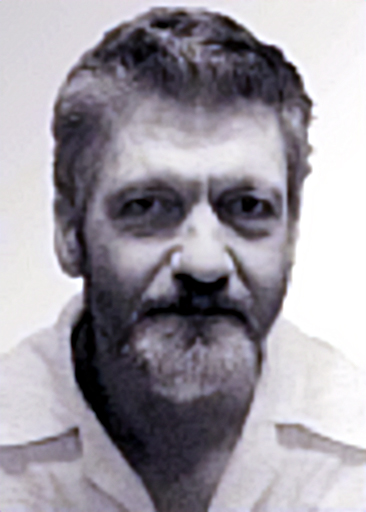
10. Juni: Theodore Kaczynski (1999) (81)
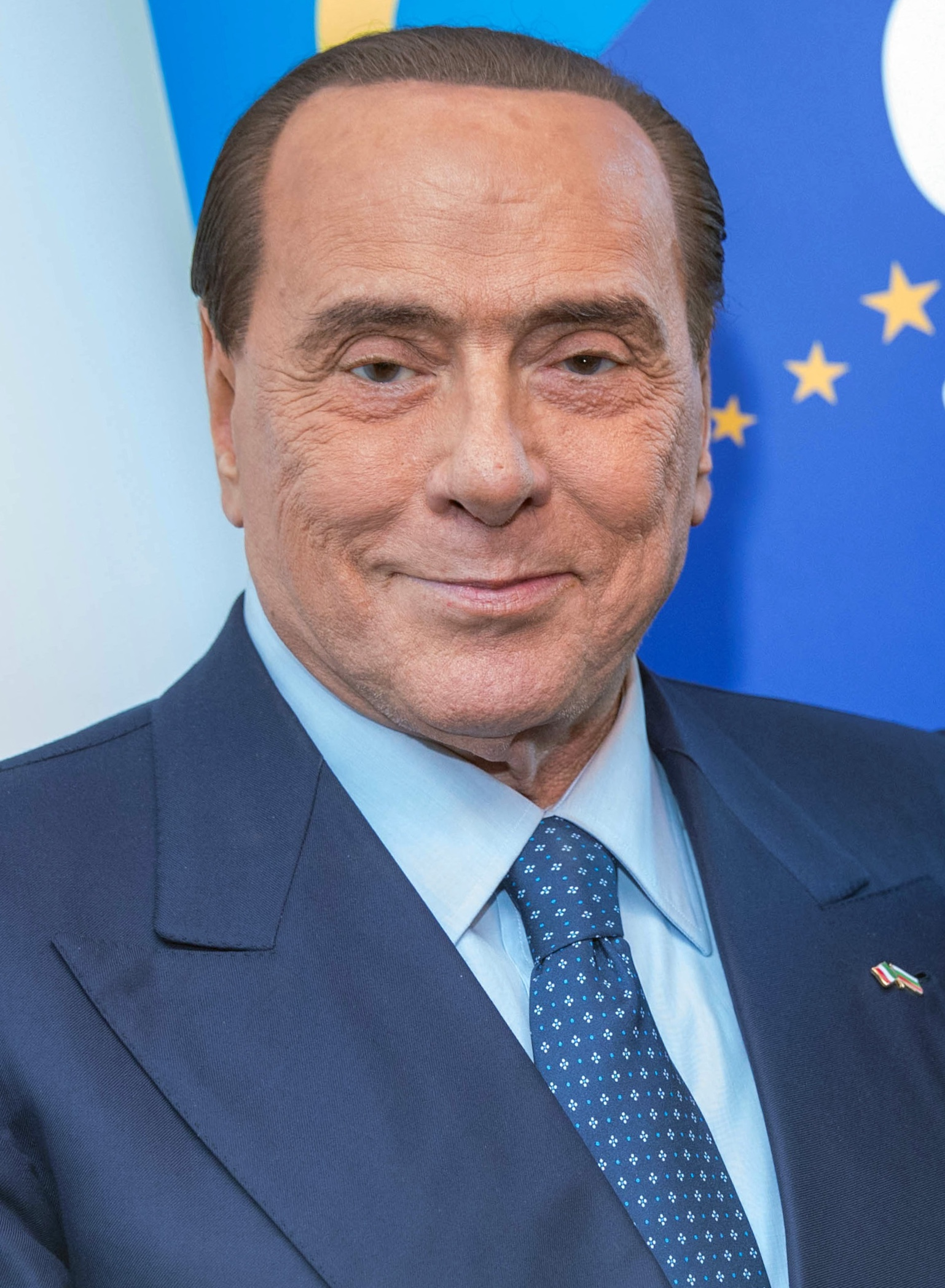
12. Juni: Silvio Berlusconi (2018) (86)
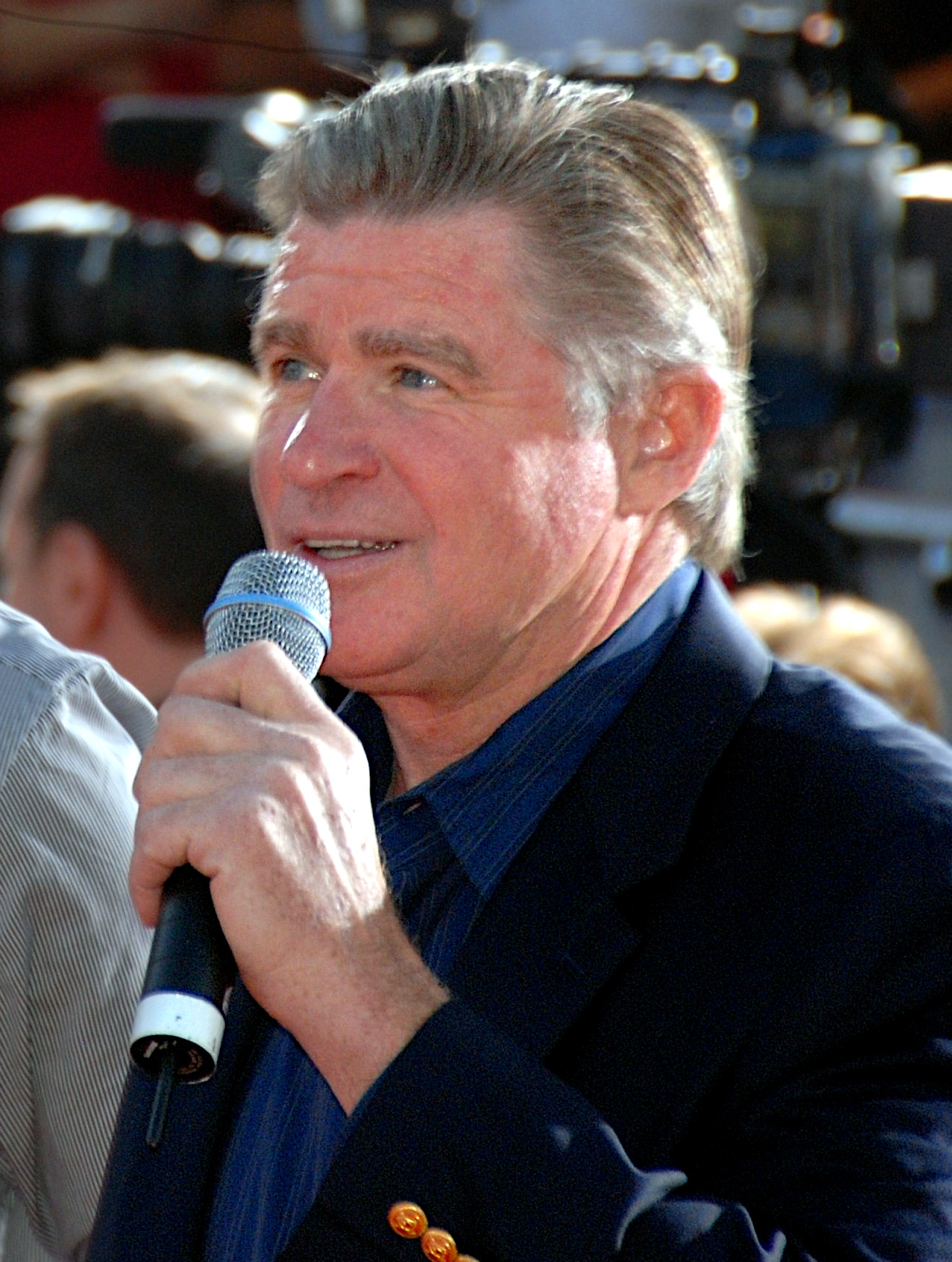
12. Juni: Treat Williams (2008) (71)
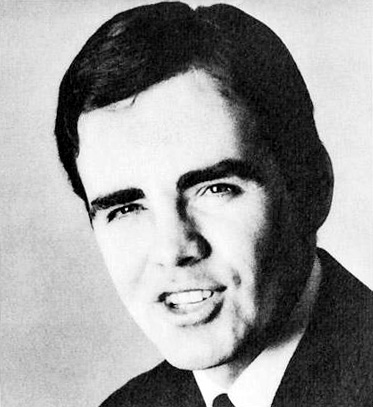
13. Juni: Cormac McCarthy (1968) (89)
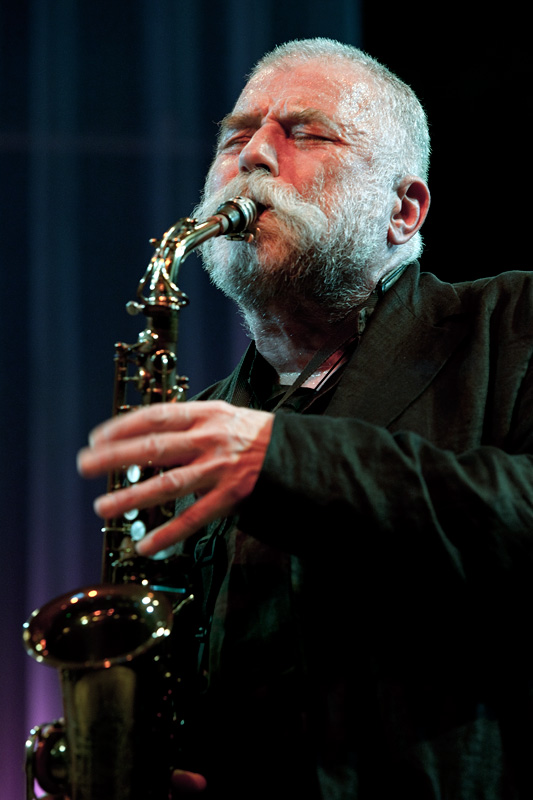
22. Juni: Peter Brötzmann (2010) (82)
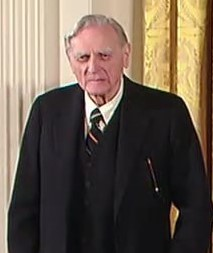
25. Juni: John B. Goodenough (2013) (100)
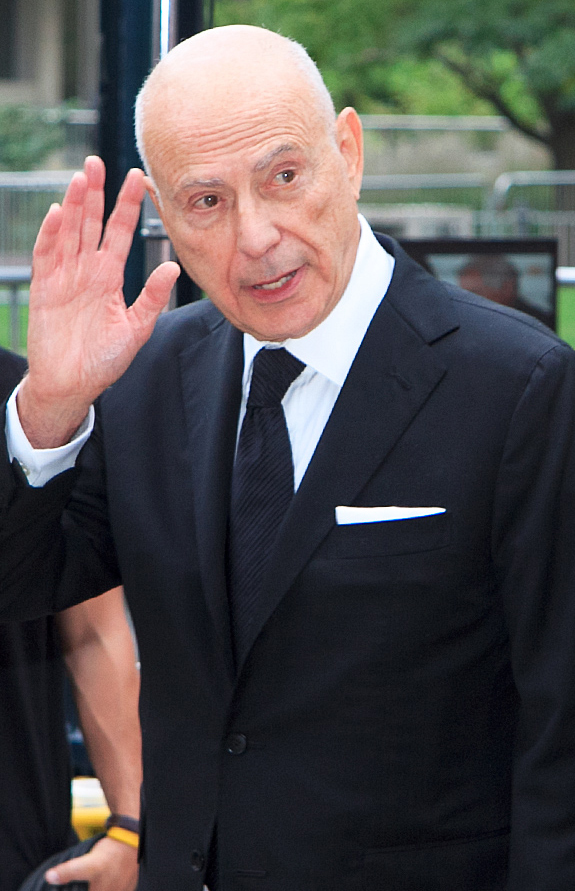
29. Juni: Alan Arkin (2012) (89)
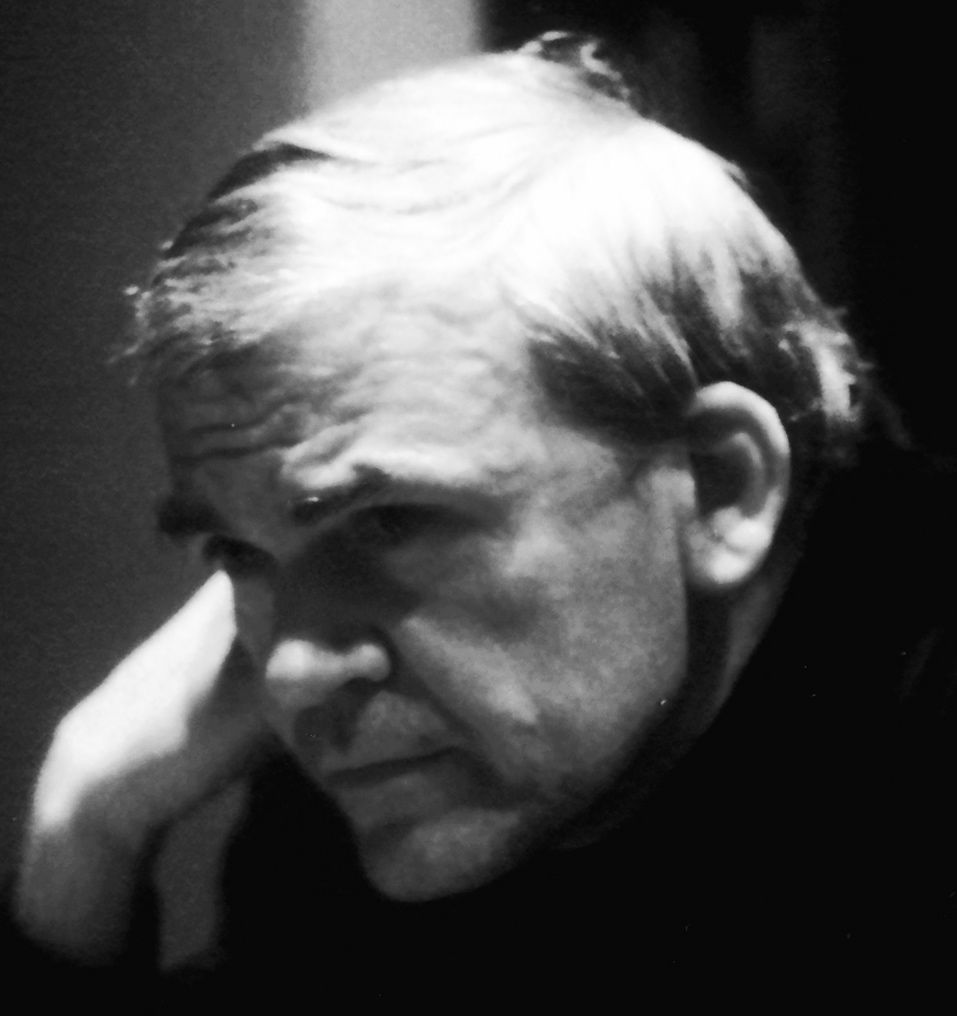
11. Juli: Milan Kundera (1980) (94)
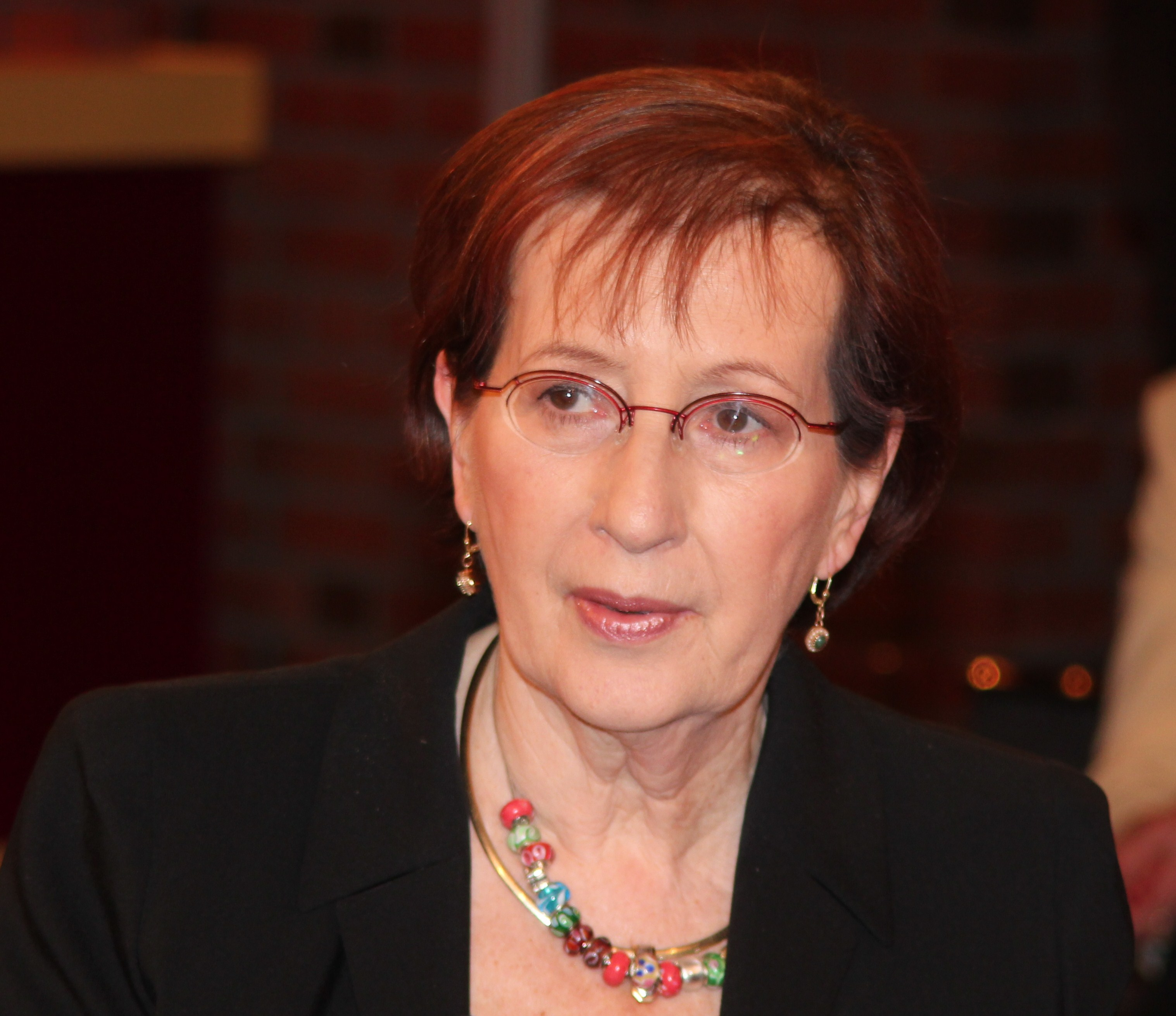
12. Juli: Heide Simonis (2011) (80)
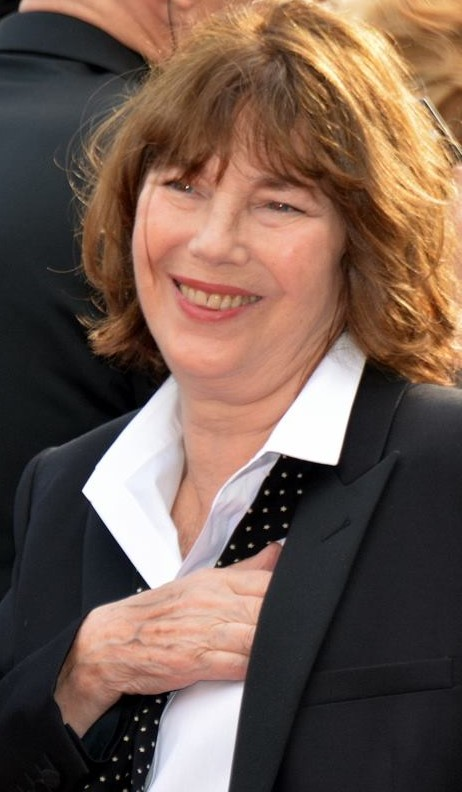
16. Juli: Jane Birkin (2016) (76)
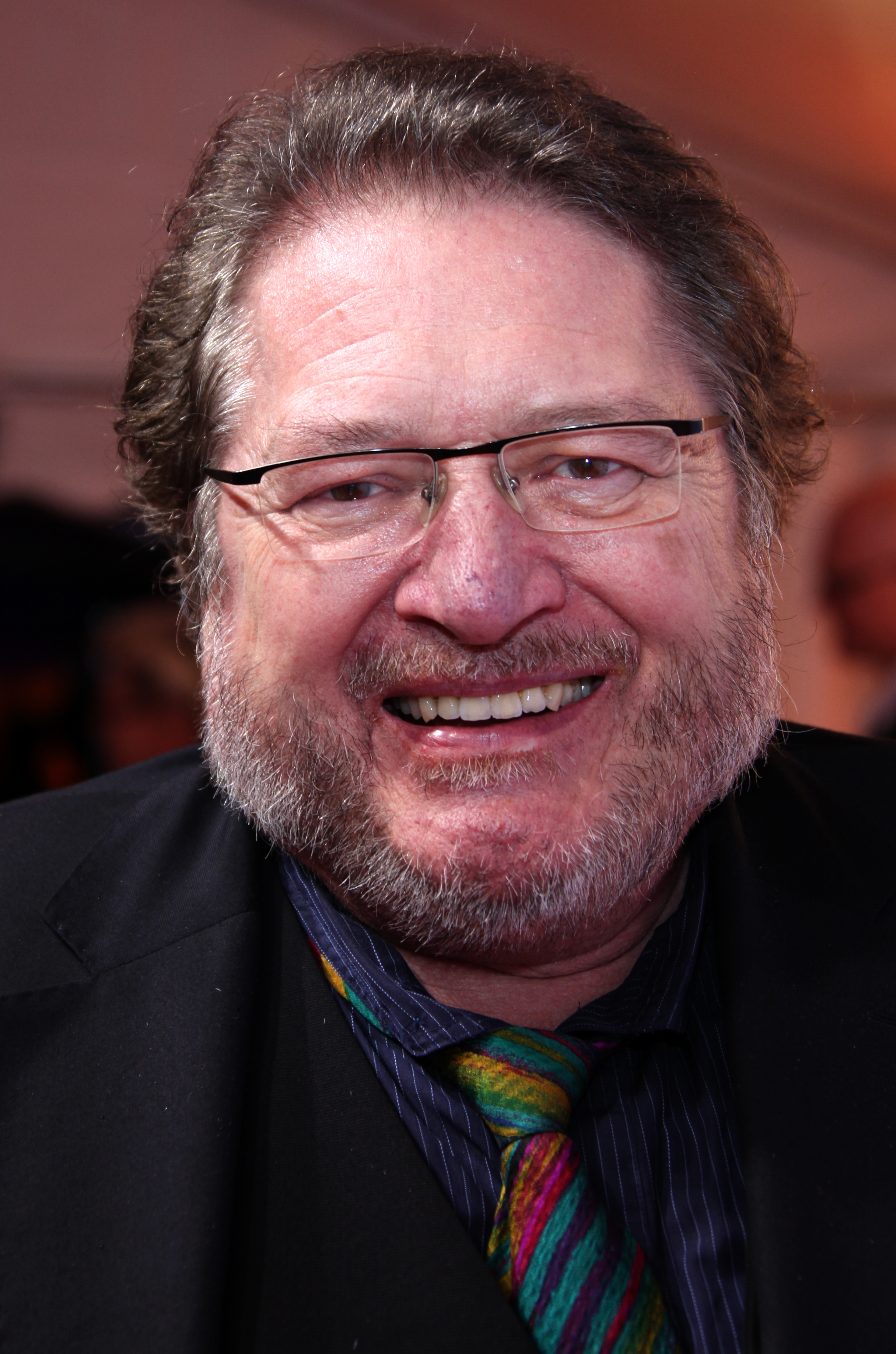
16. Juli: Christian Quadflieg (2012) (78)
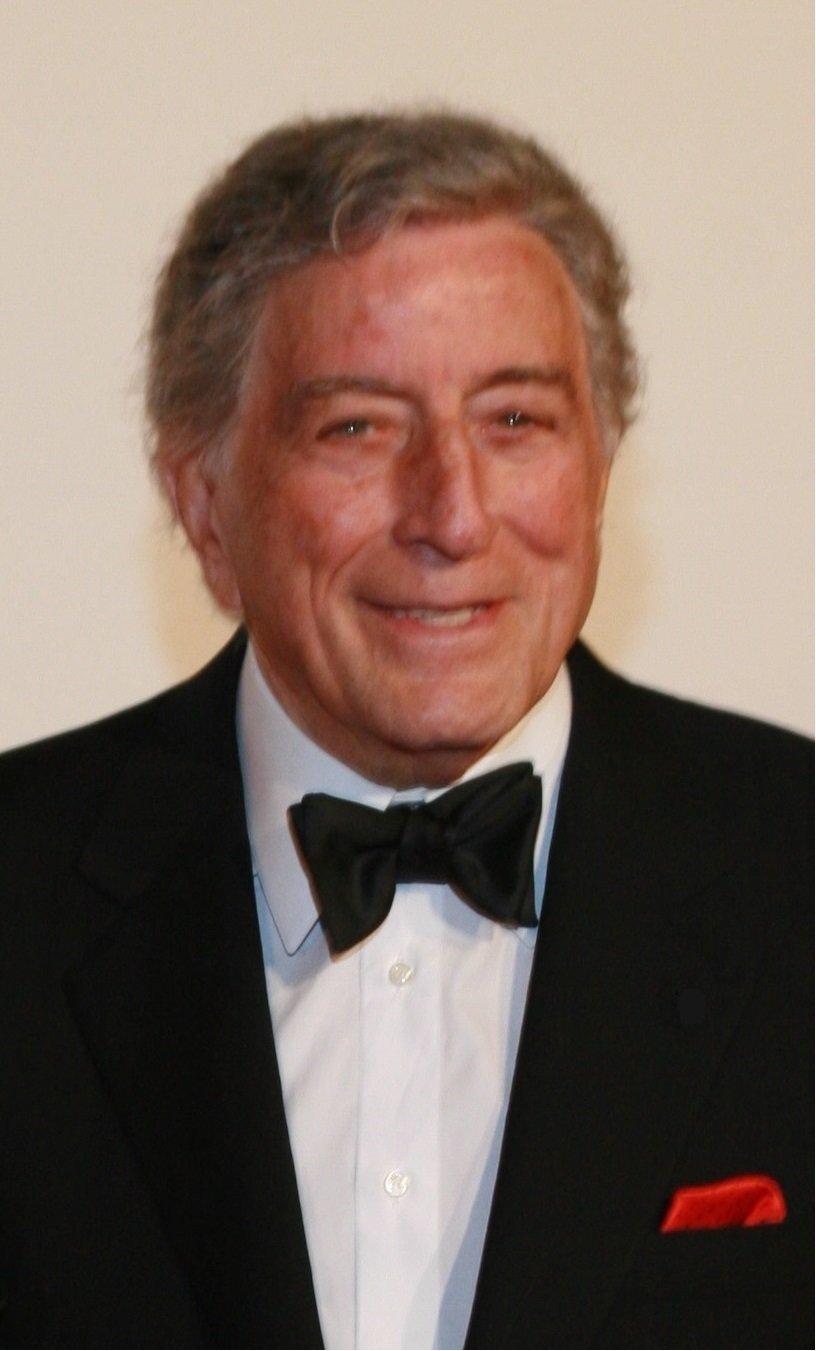
21. Juli: Tony Bennett (2008) (96)
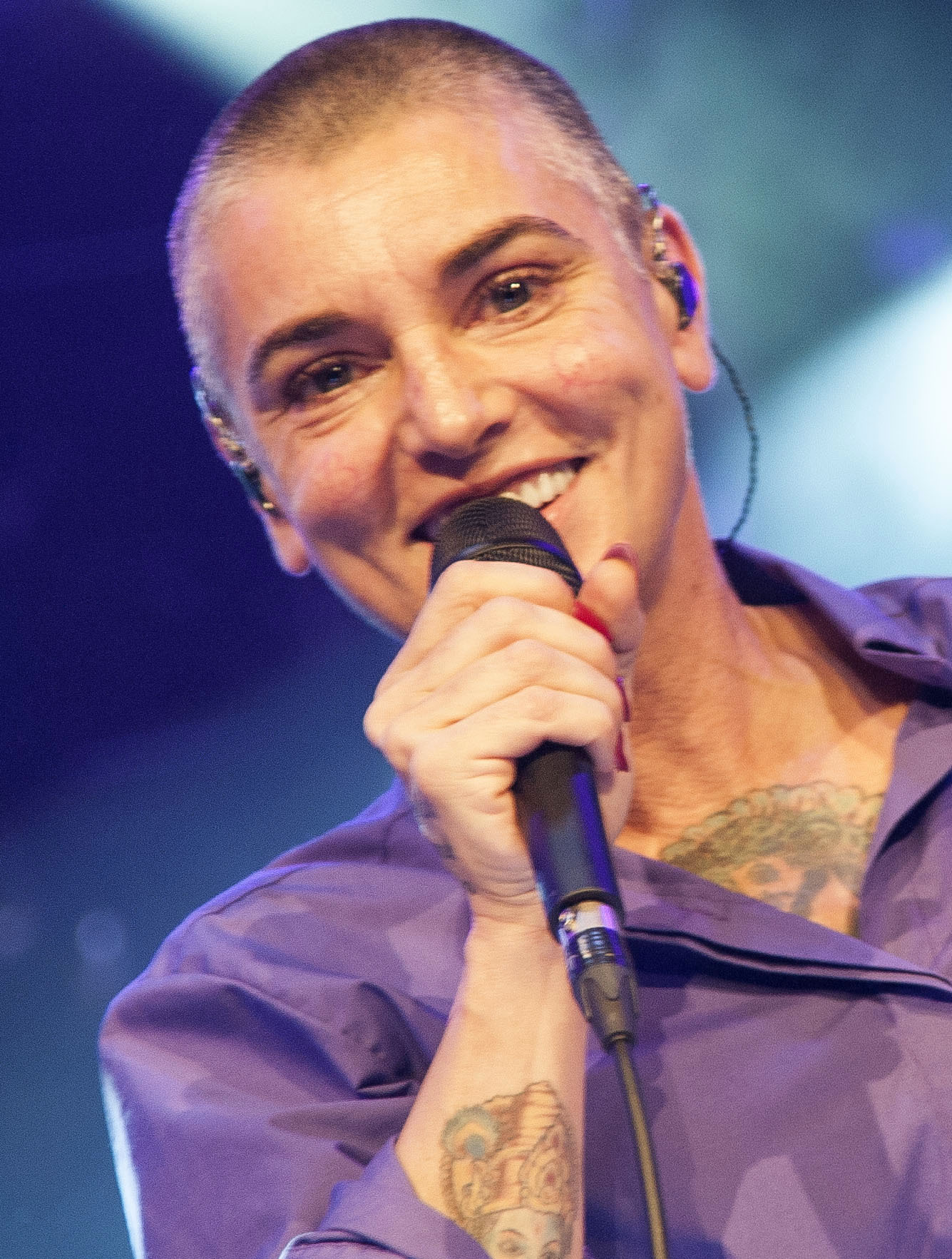
26. Juli: Sinéad O’Connor (2014) (56)
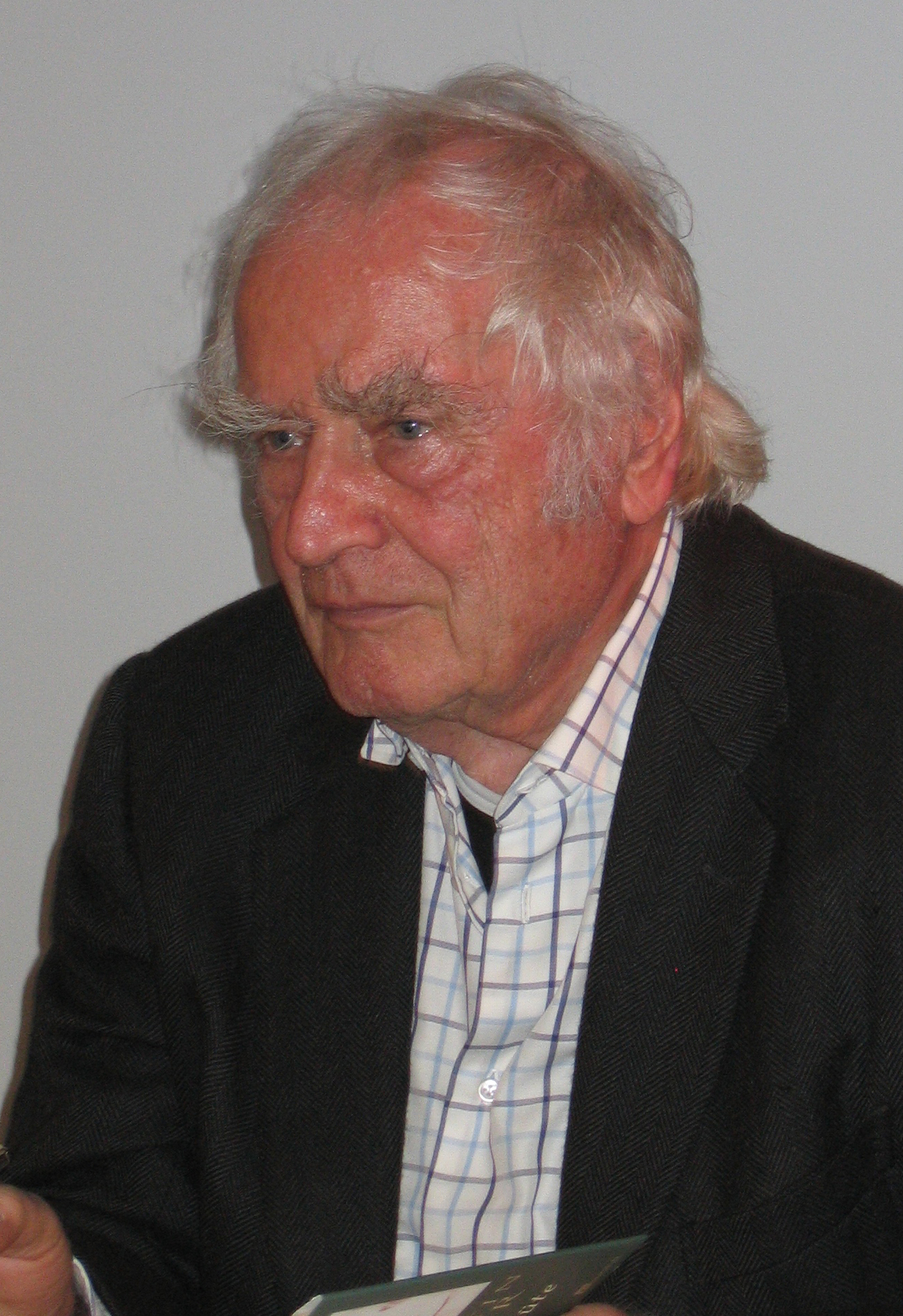
28. Juli: Martin Walser (2008) (96)
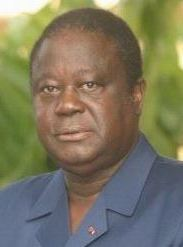
1. August: Henri Konan Bédié (2017) (89)
3. August: Mark Margolis (2014) (83)
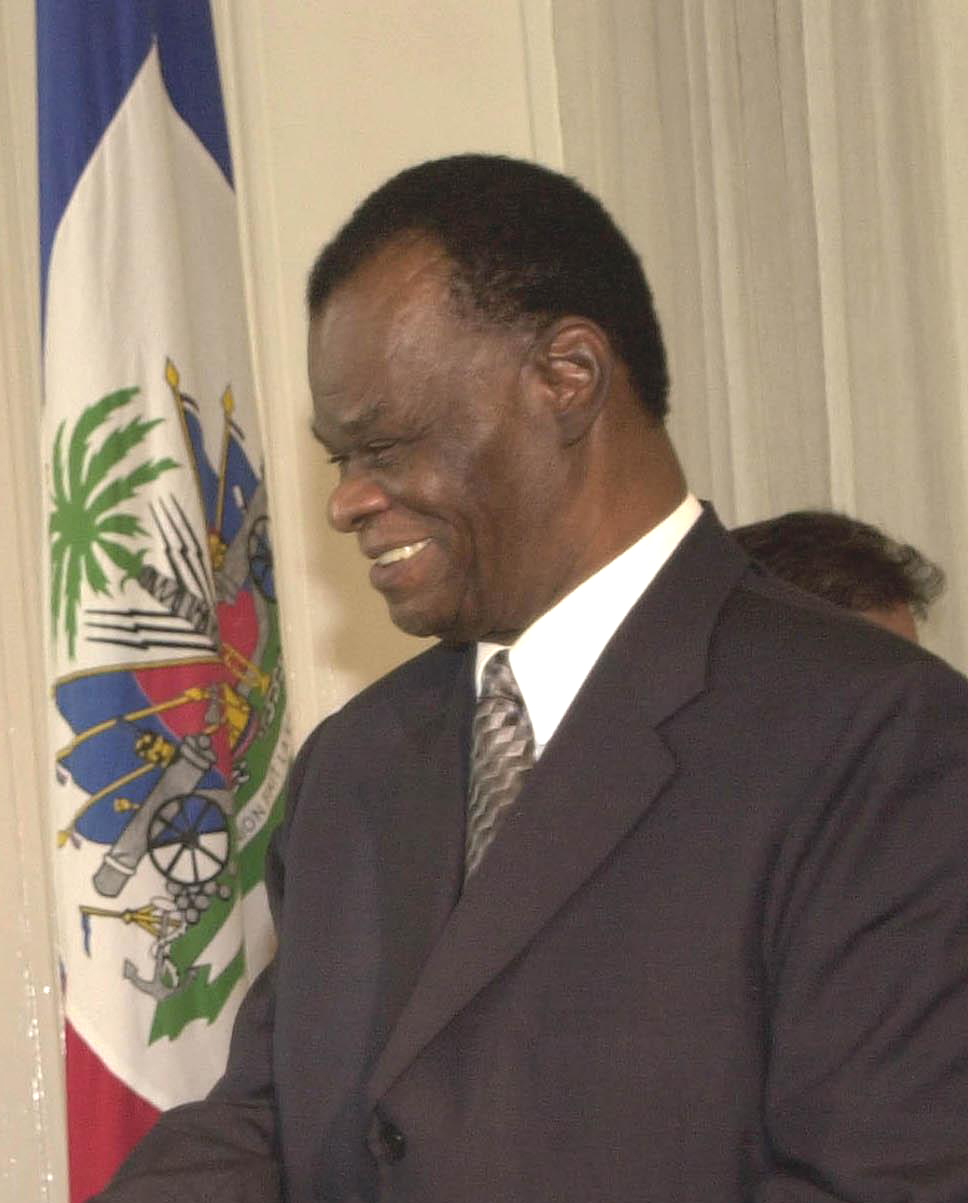
4. August: Boniface Alexandre (2004) (87)
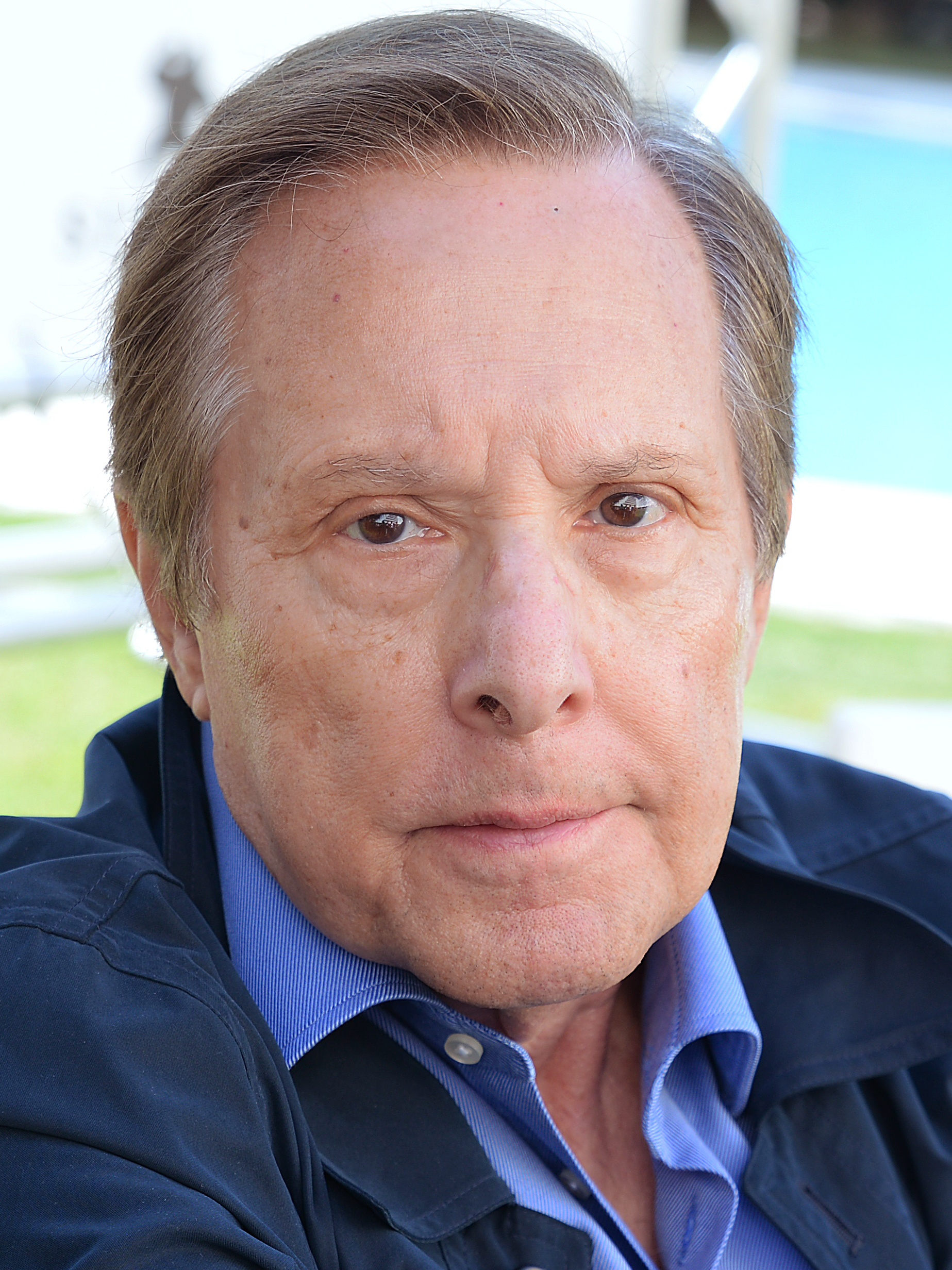
7. August: William Friedkin (2017) (87)
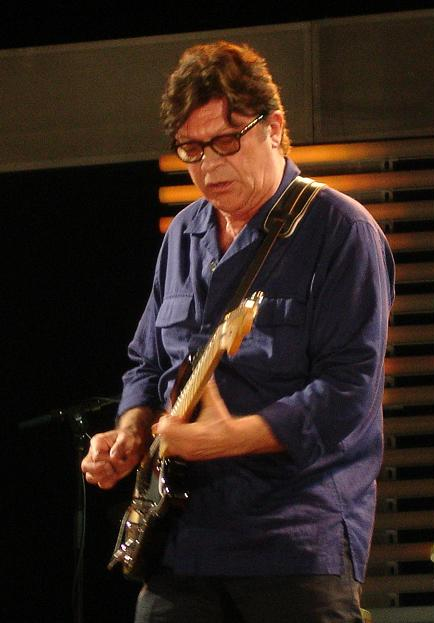
9. August: Robbie Robertson (2007) (80)
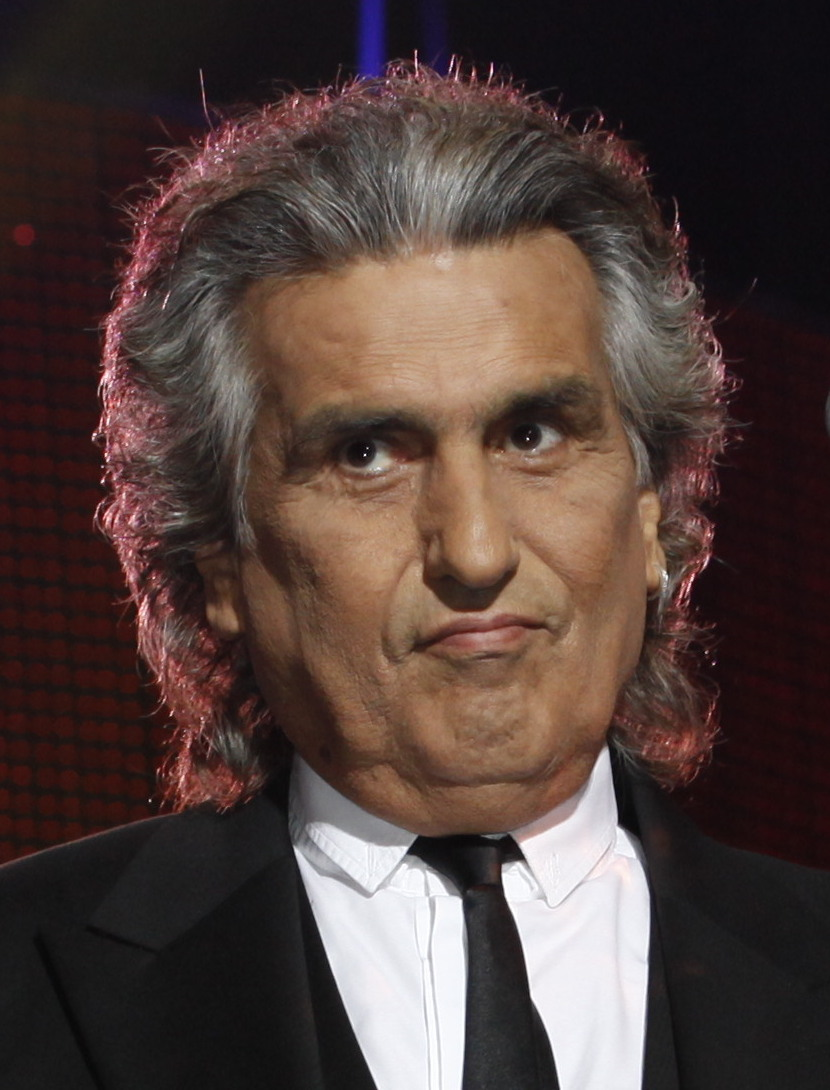
22. August: Toto Cutugno (2012) (80)
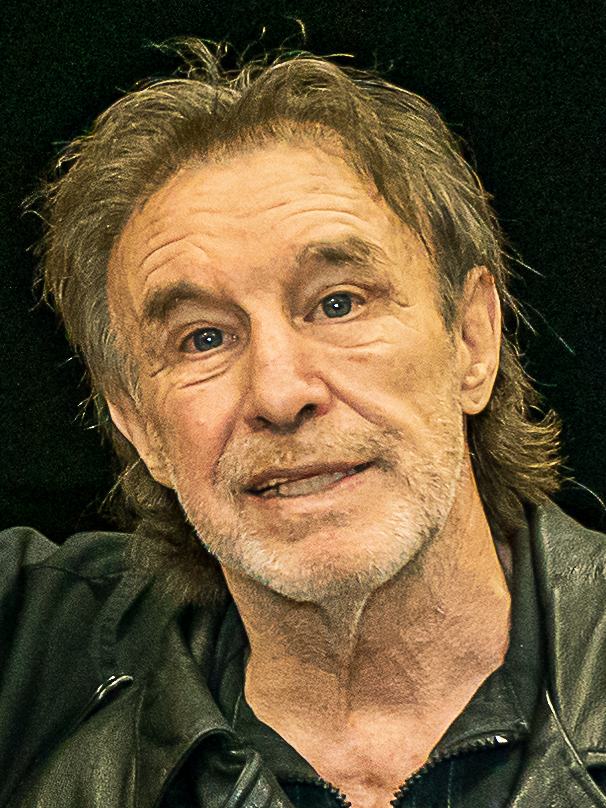
22. August: René Weller (2020) (69)
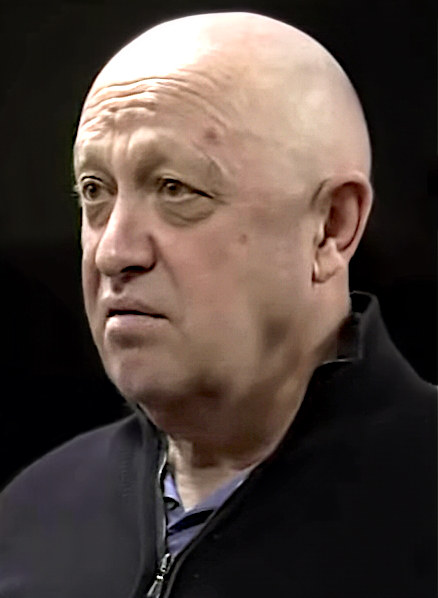
23. August: Jewgeni Prigoschin (2023) (62)
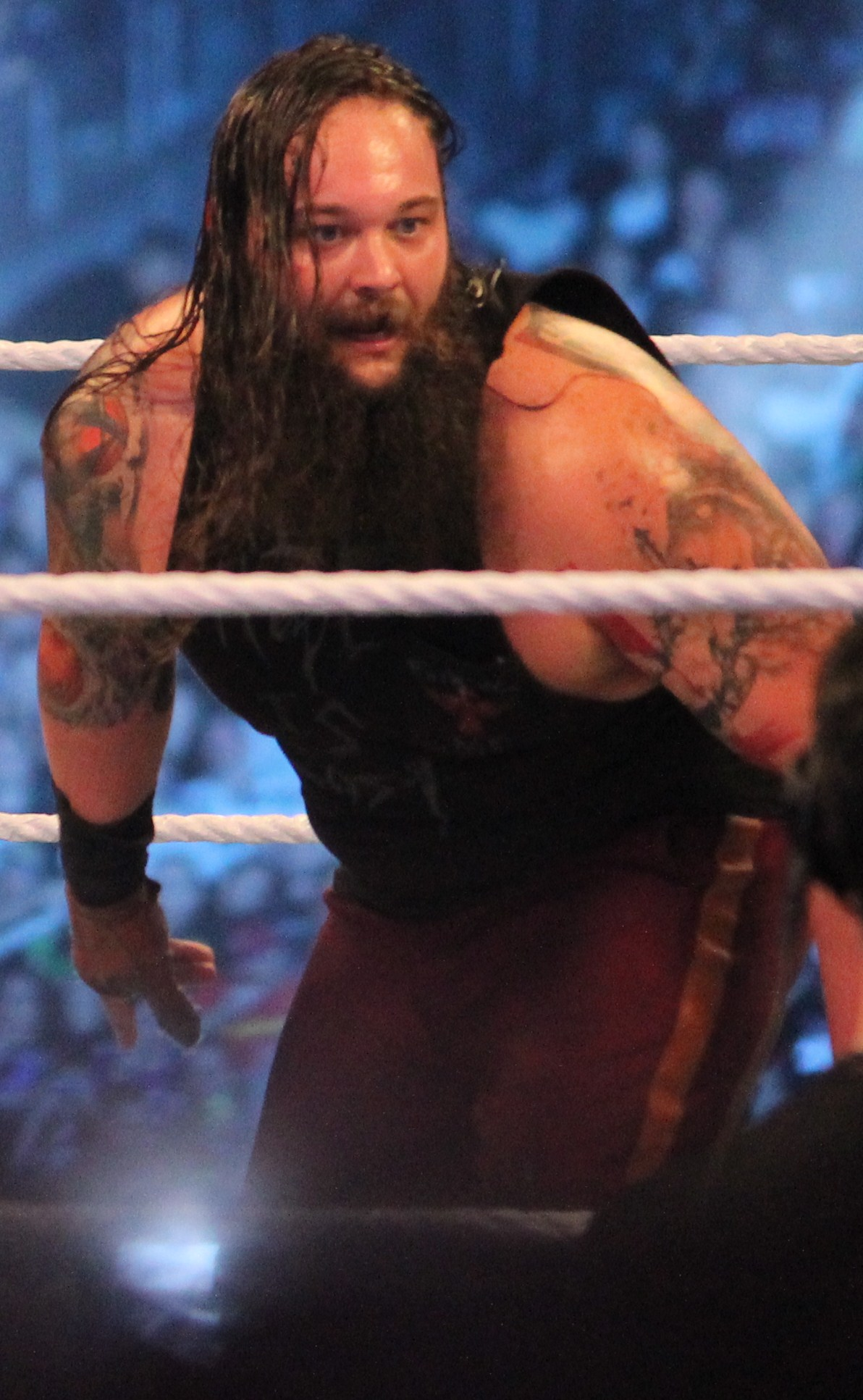
24. August: Bray Wyatt (2014) (36)
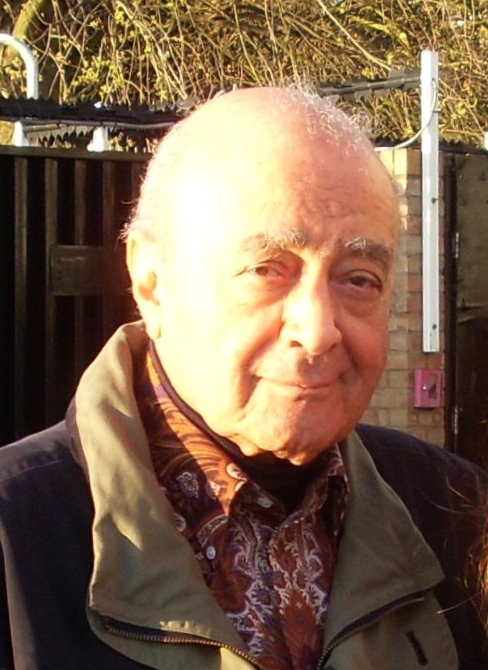
30. August: Al-Fayed (2011) (94)
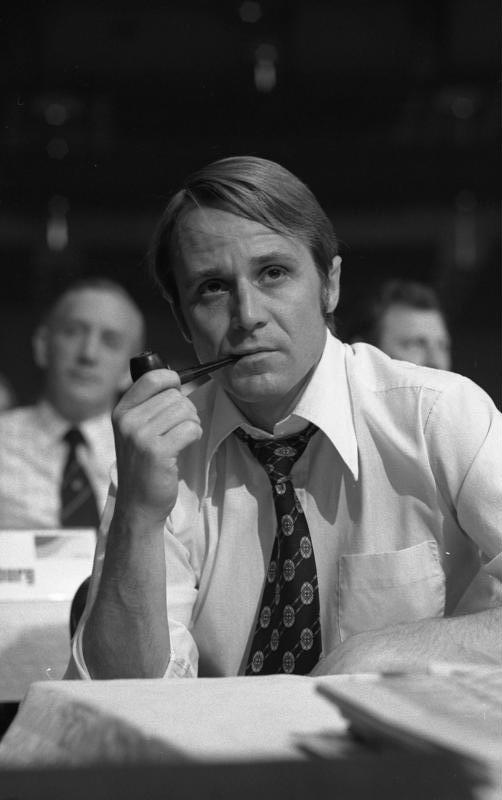
6. September: Hans-Ulrich Klose (1976) (86)
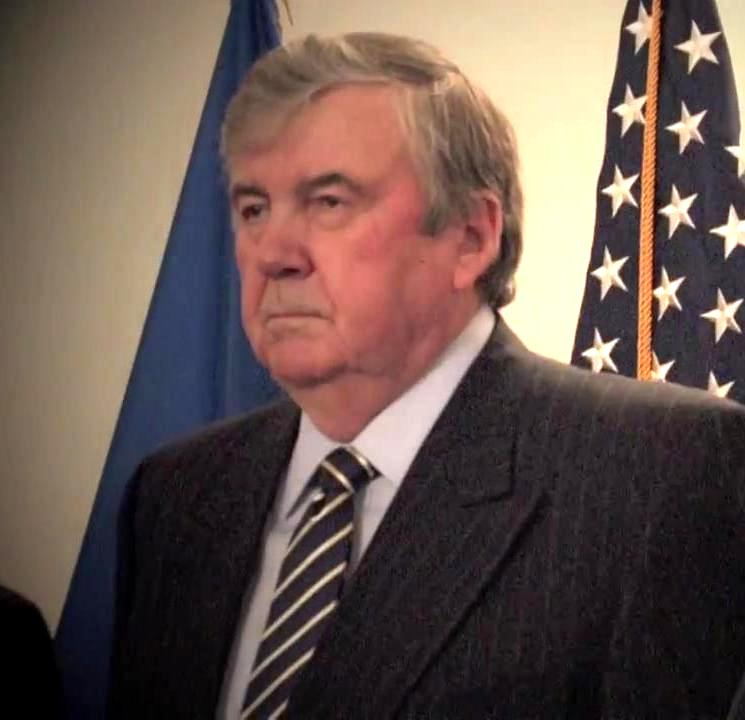
13. September: Mircea Ion Snegur (2012) (83)
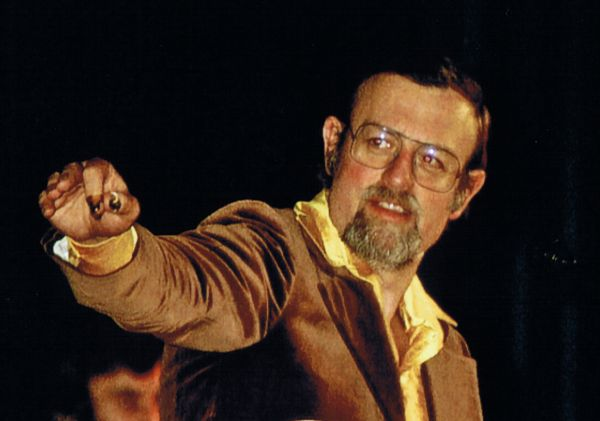
13. September: Roger Whittaker (1976) (87)
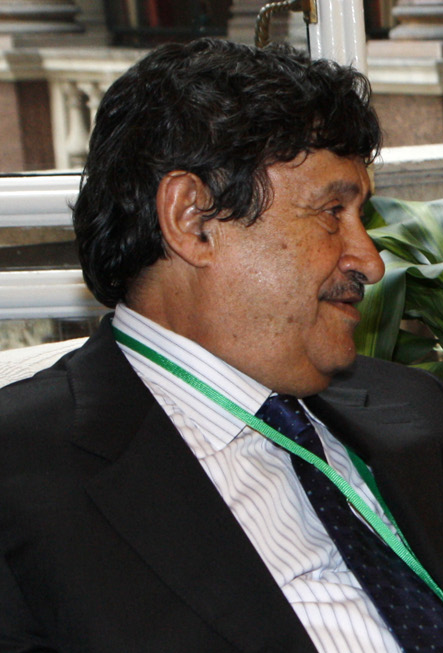
16. September: Abd al-Ati al-Ubayyidi (2010) (83)
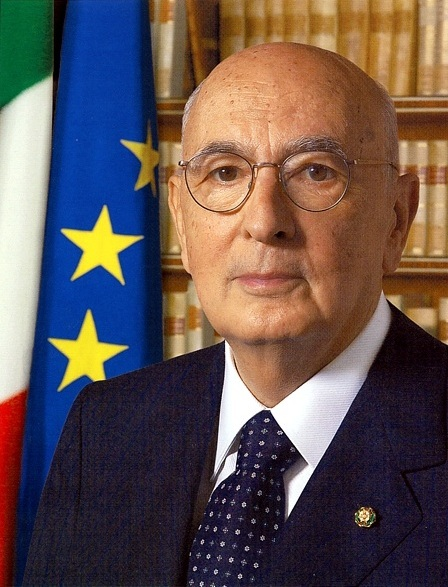
22. September: Giorgio Napolitano (2006) (98)
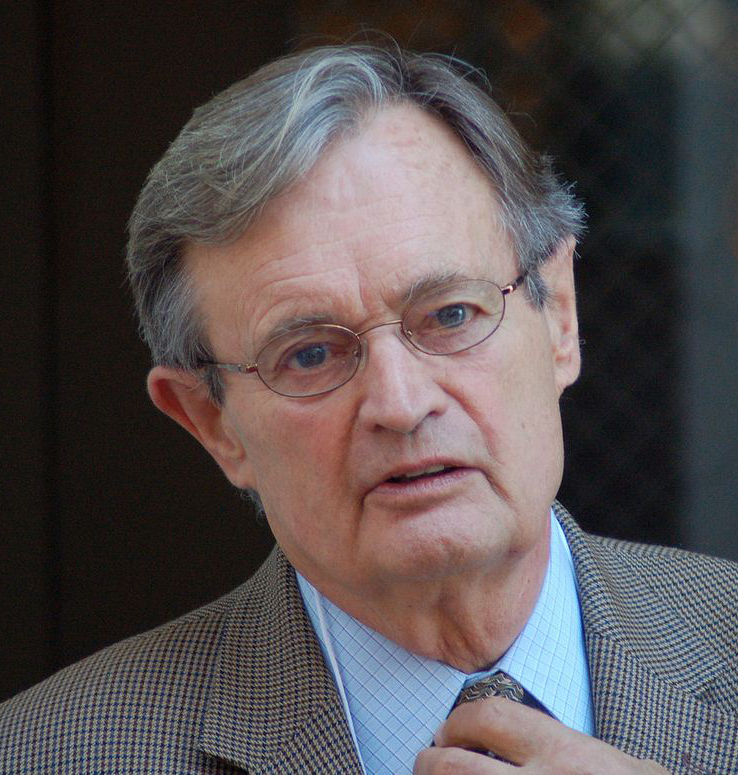
25. September: David McCallum (2012) (90)
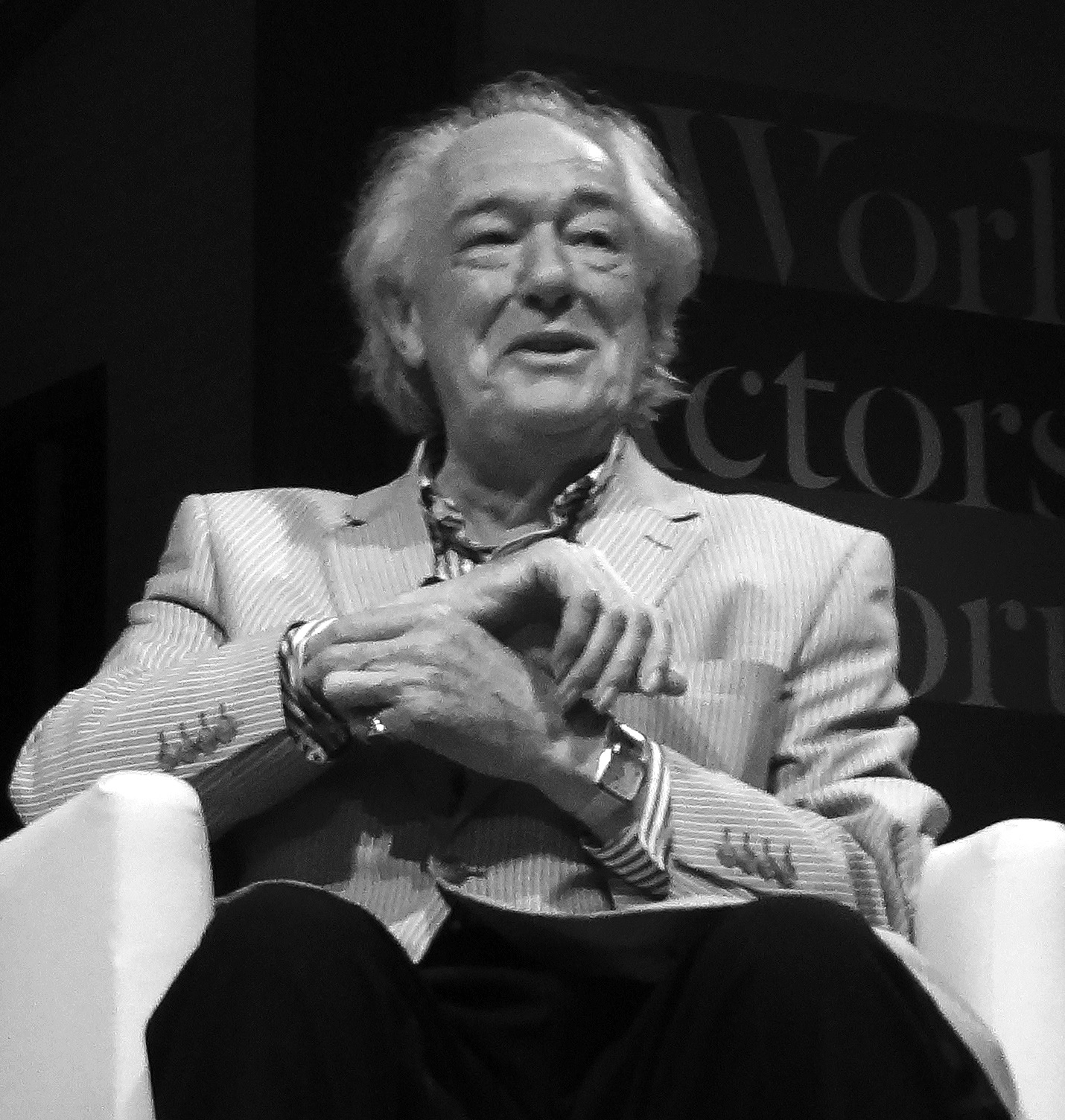
27. September: Michael Gambon (2013) (82)
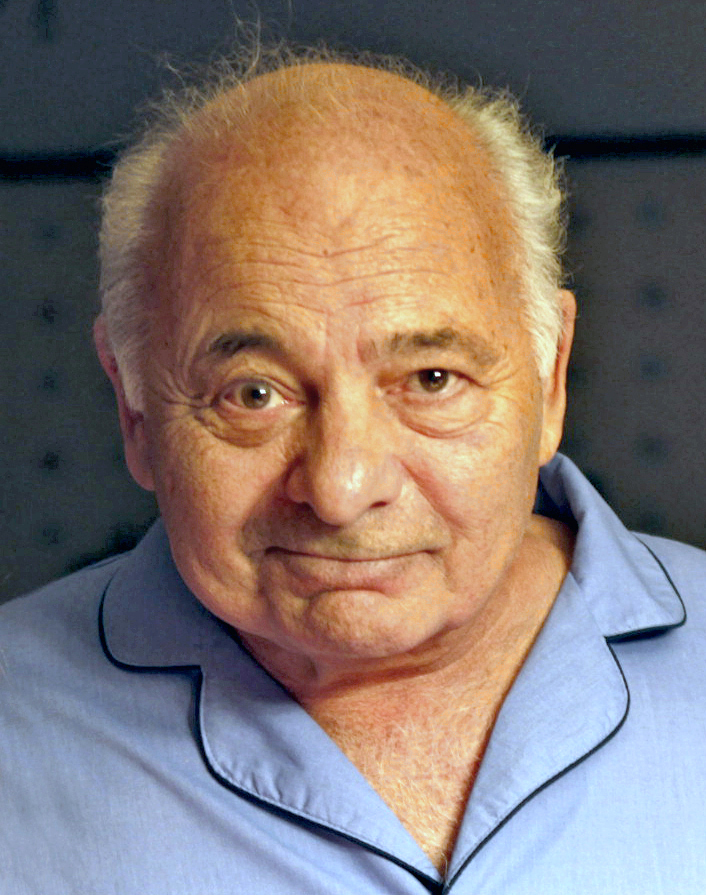
8. Oktober: Burt Young (2012) (83)
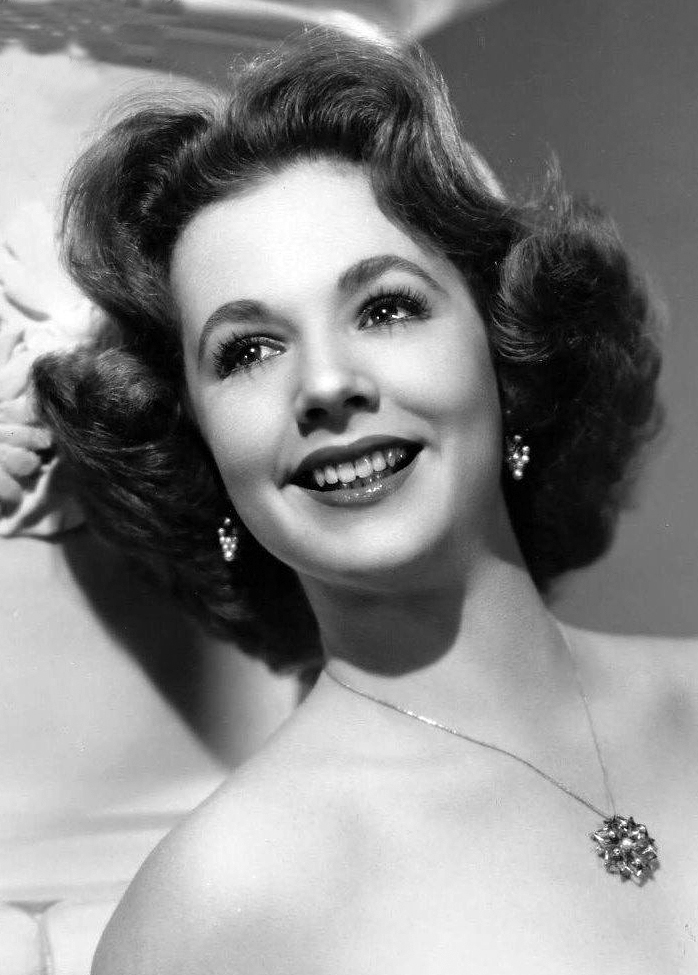
14. Oktober: Piper Laurie (1951) (91)
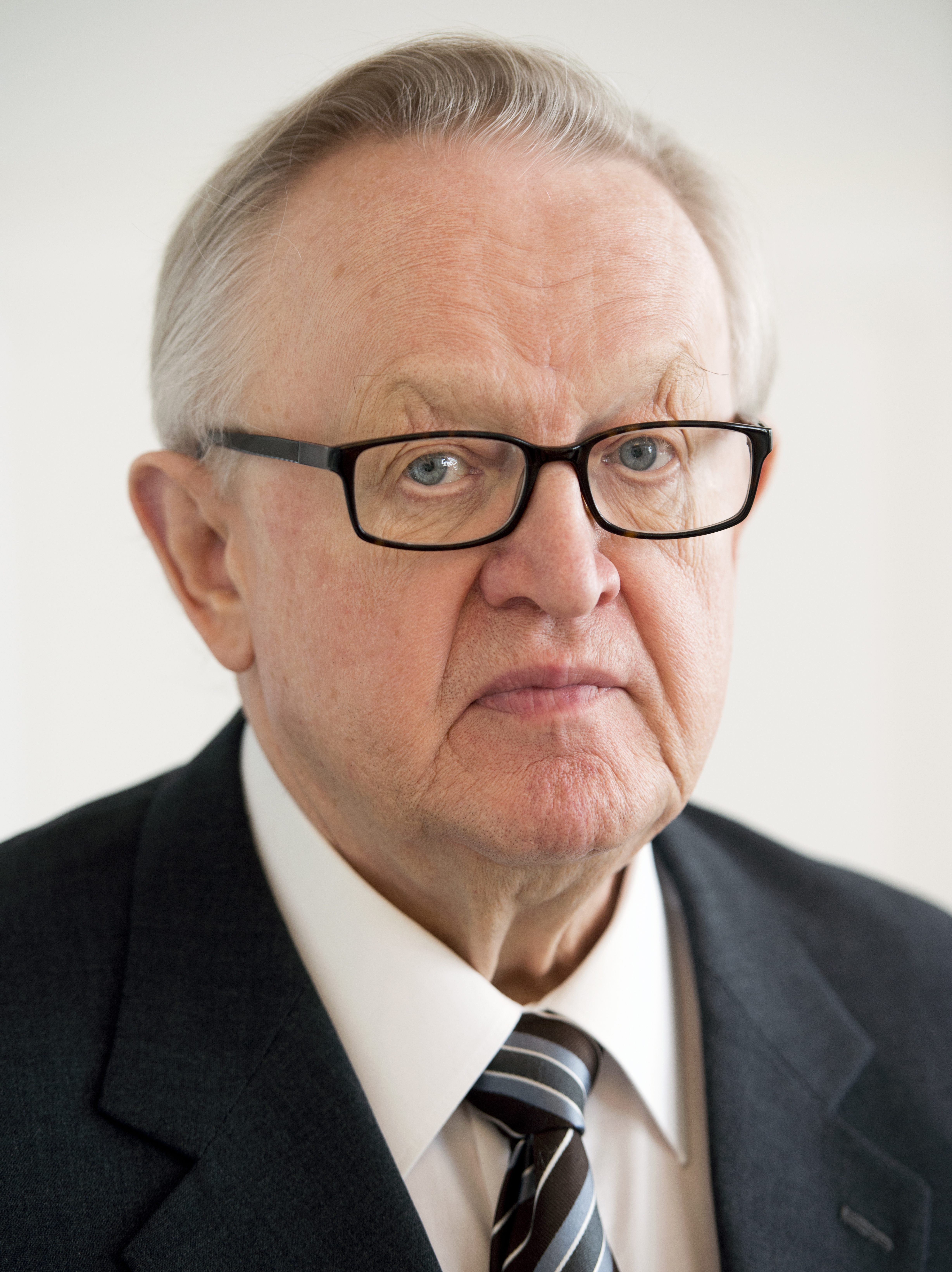
16. Oktober: Martti Ahtisaari (2012) (86)
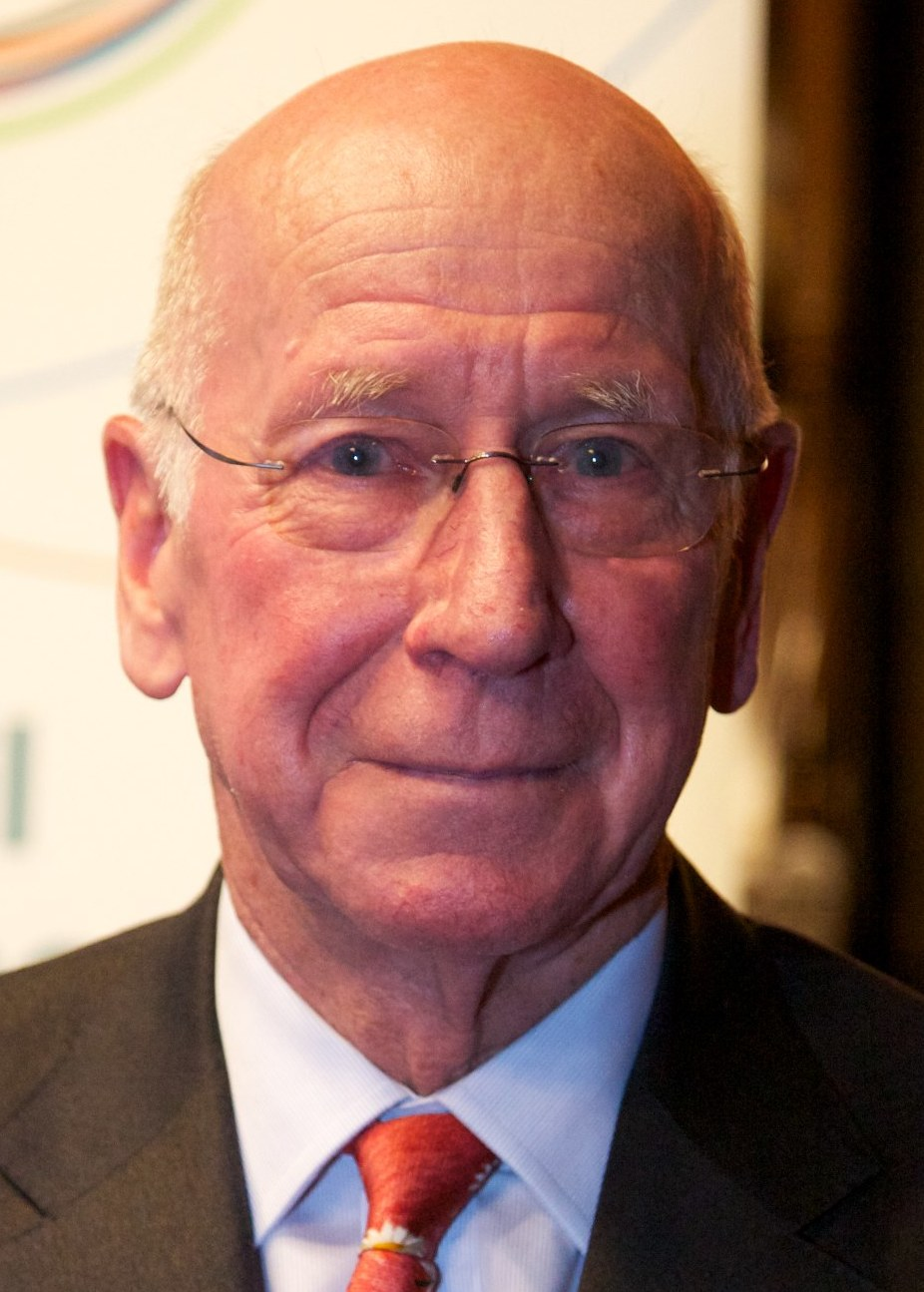
21. Oktober: Bobby Charlton (2010) (86)
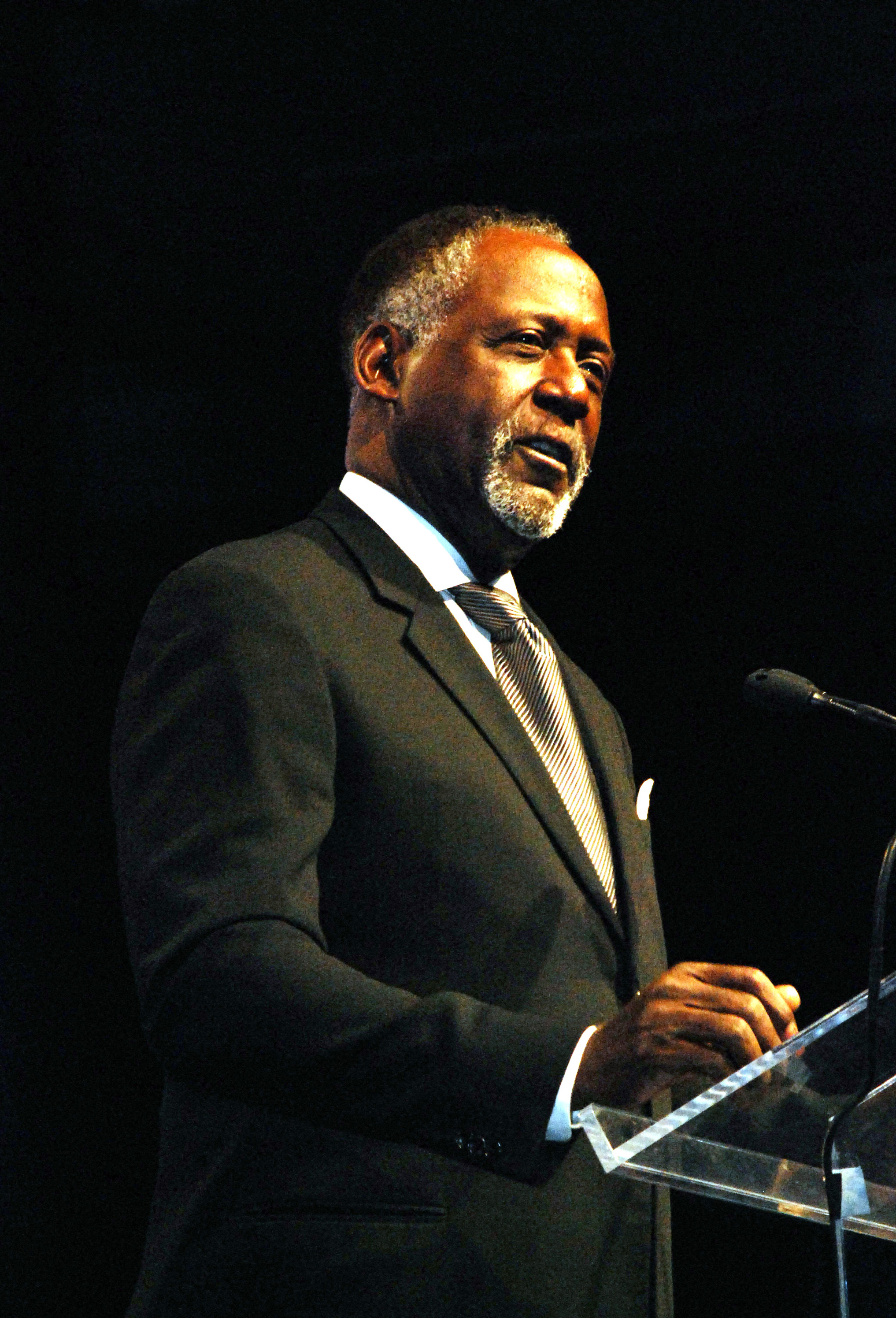
24. Oktober: Richard Roundtree (2007) (81)
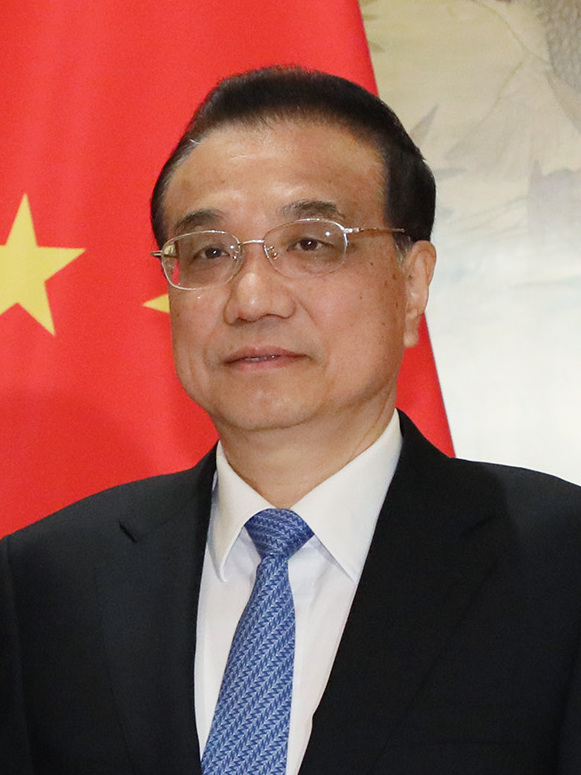
27. Oktober: Li Keqiang (2019) (68)
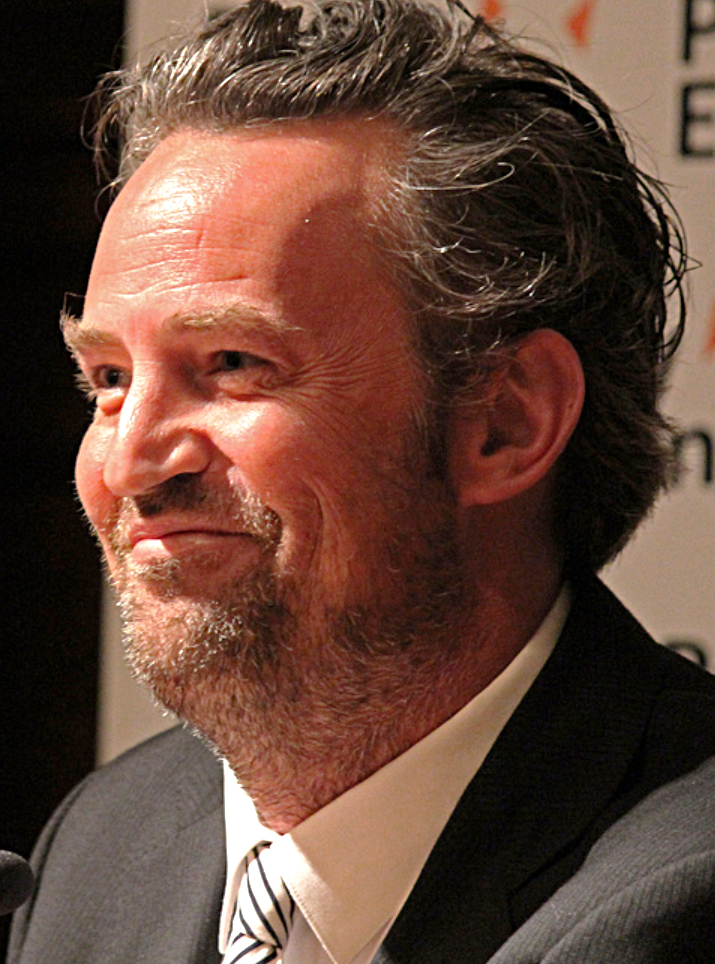
28. Oktober: Matthew Perry (2013) (54)
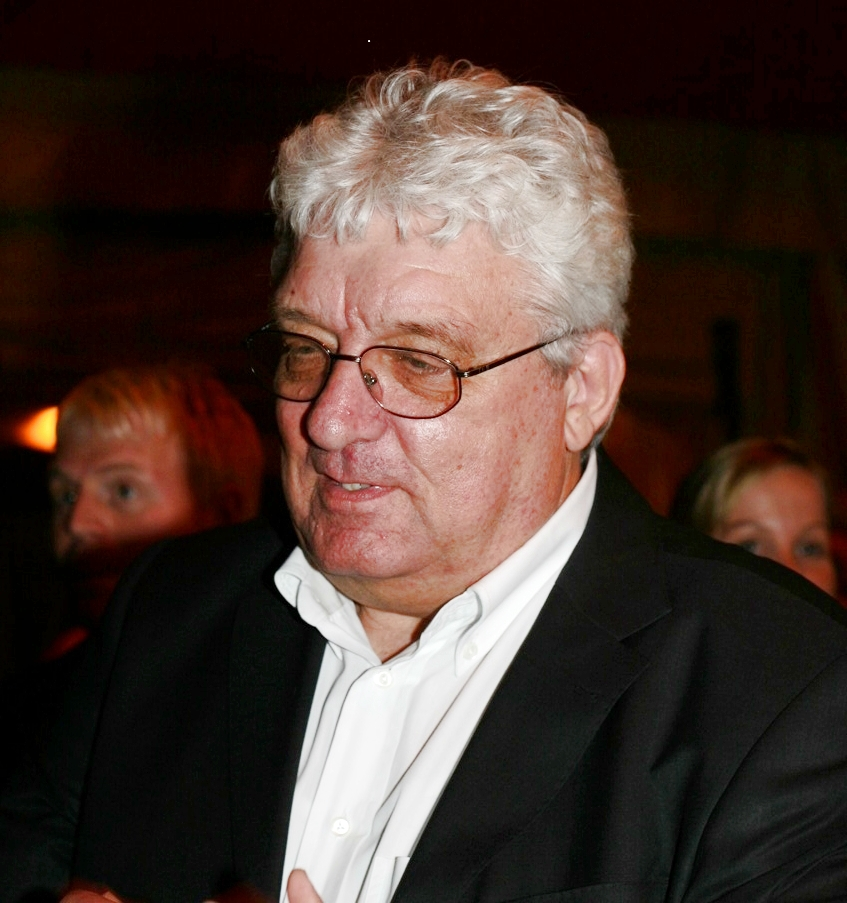
30. Oktober: Hans Meiser (2007) (77)
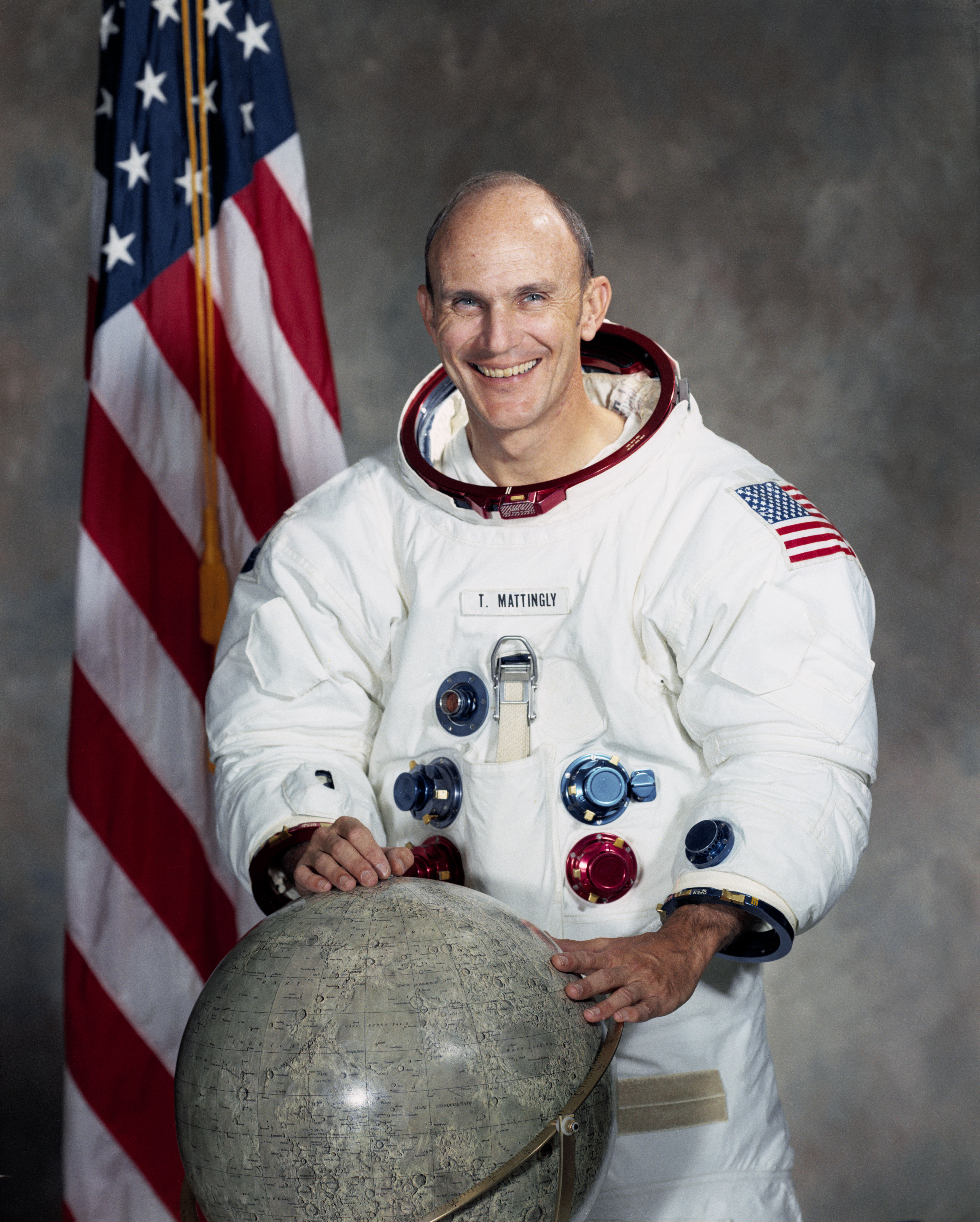
31. Oktober: Ken Mattingly (1971) (87)
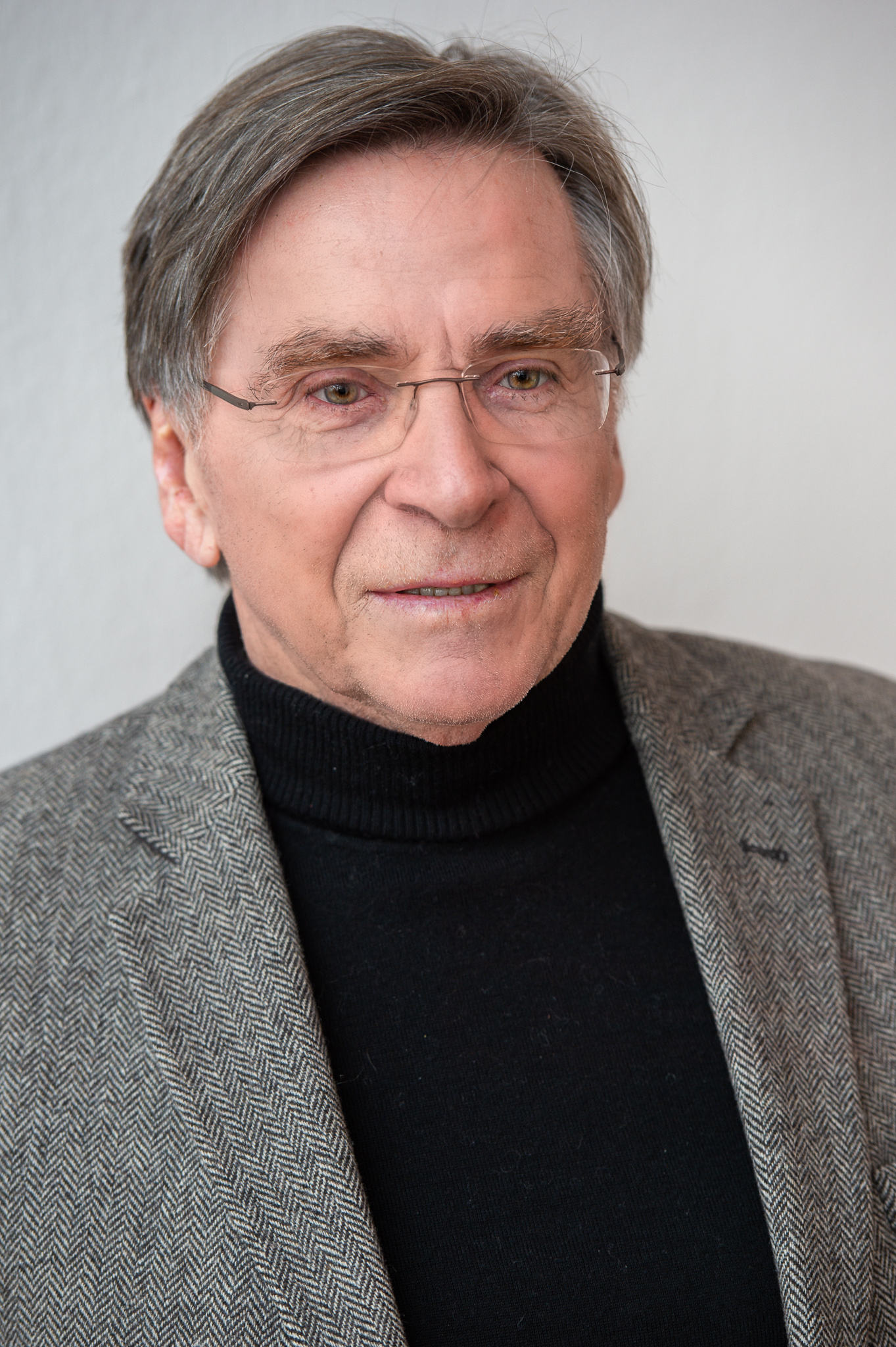
31. Oktober: Elmar Wepper (2019) (79)
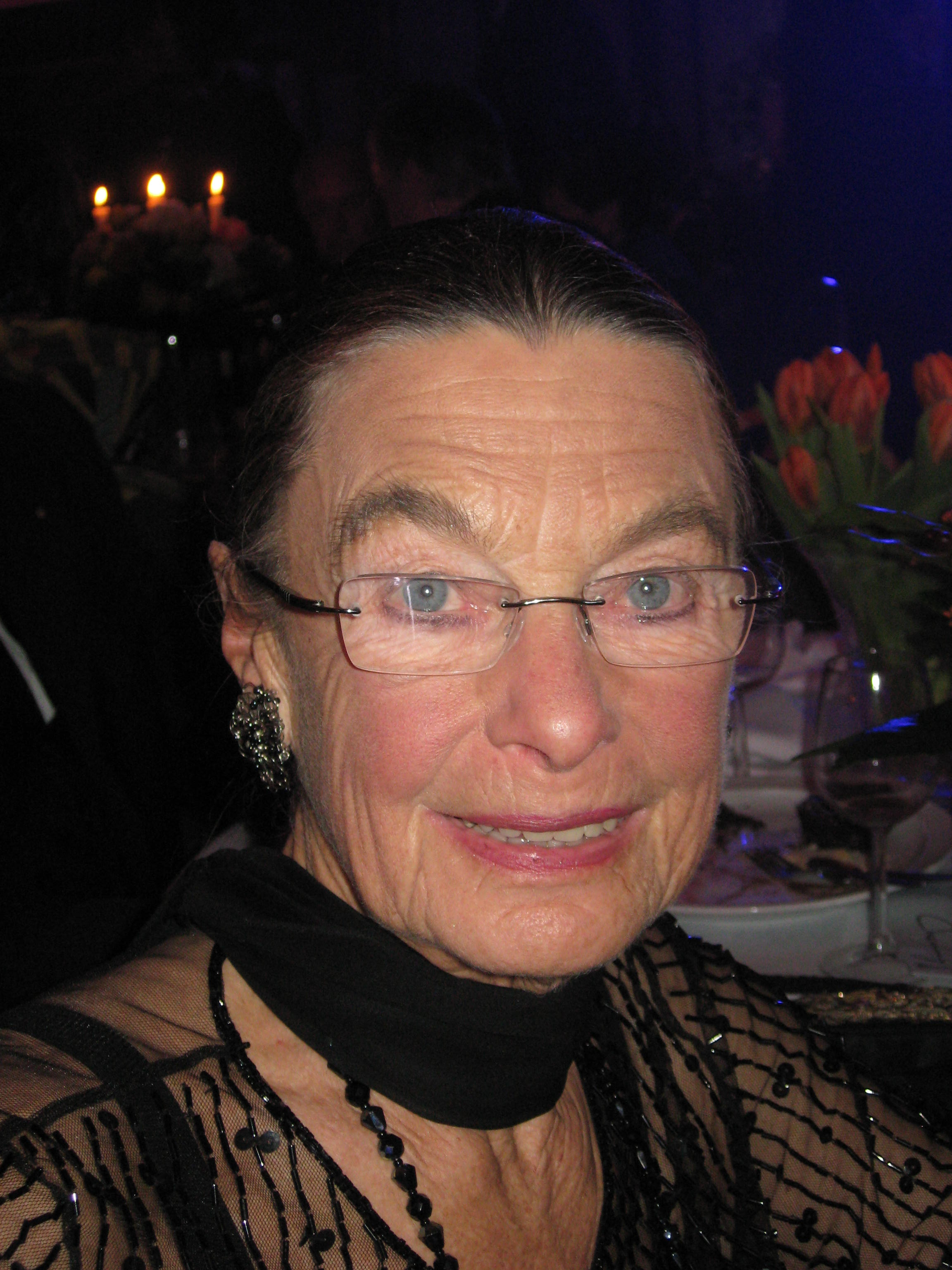
2. November: Jutta Müller (2009) (94)
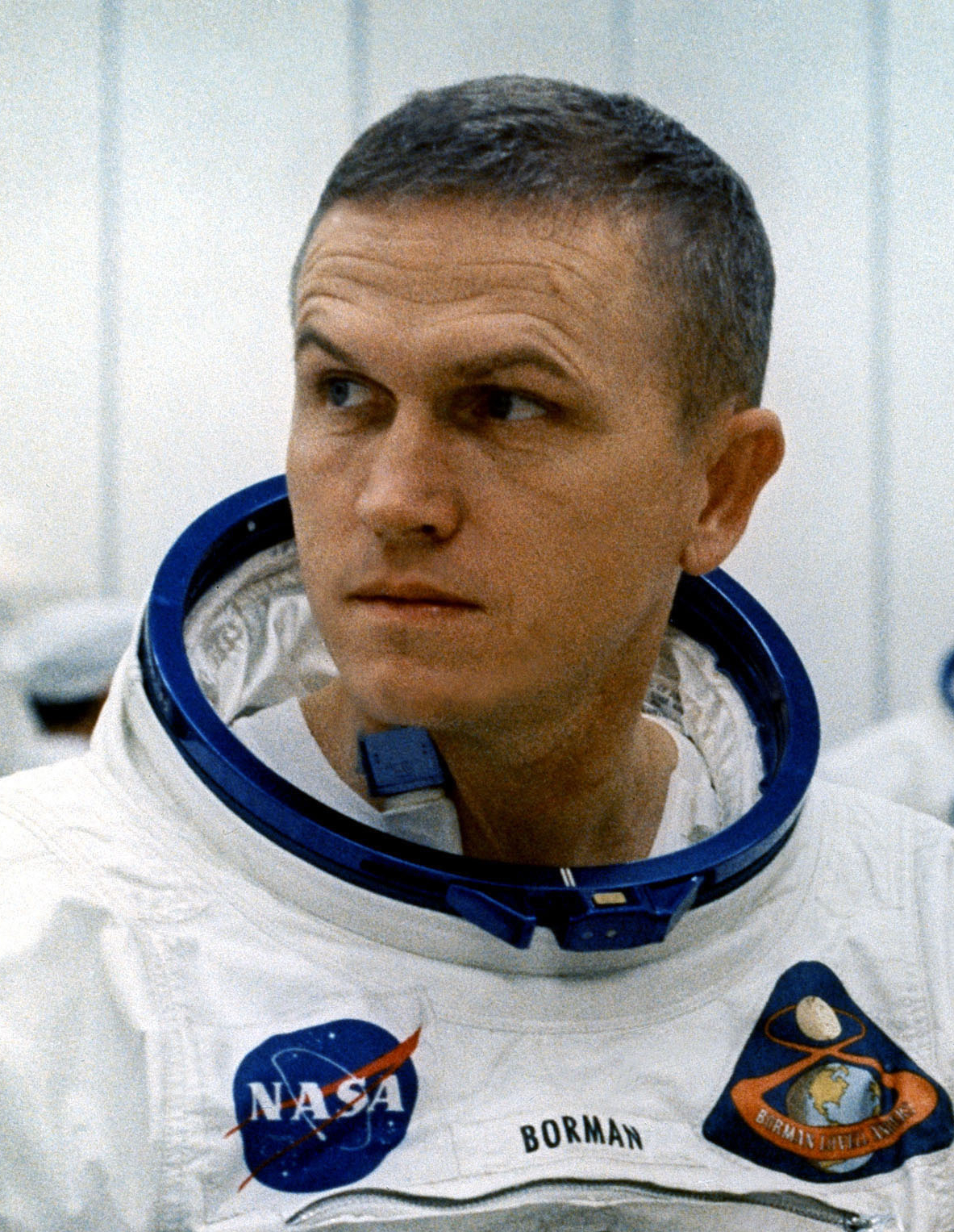
7. November: Frank Borman (1968) (95)
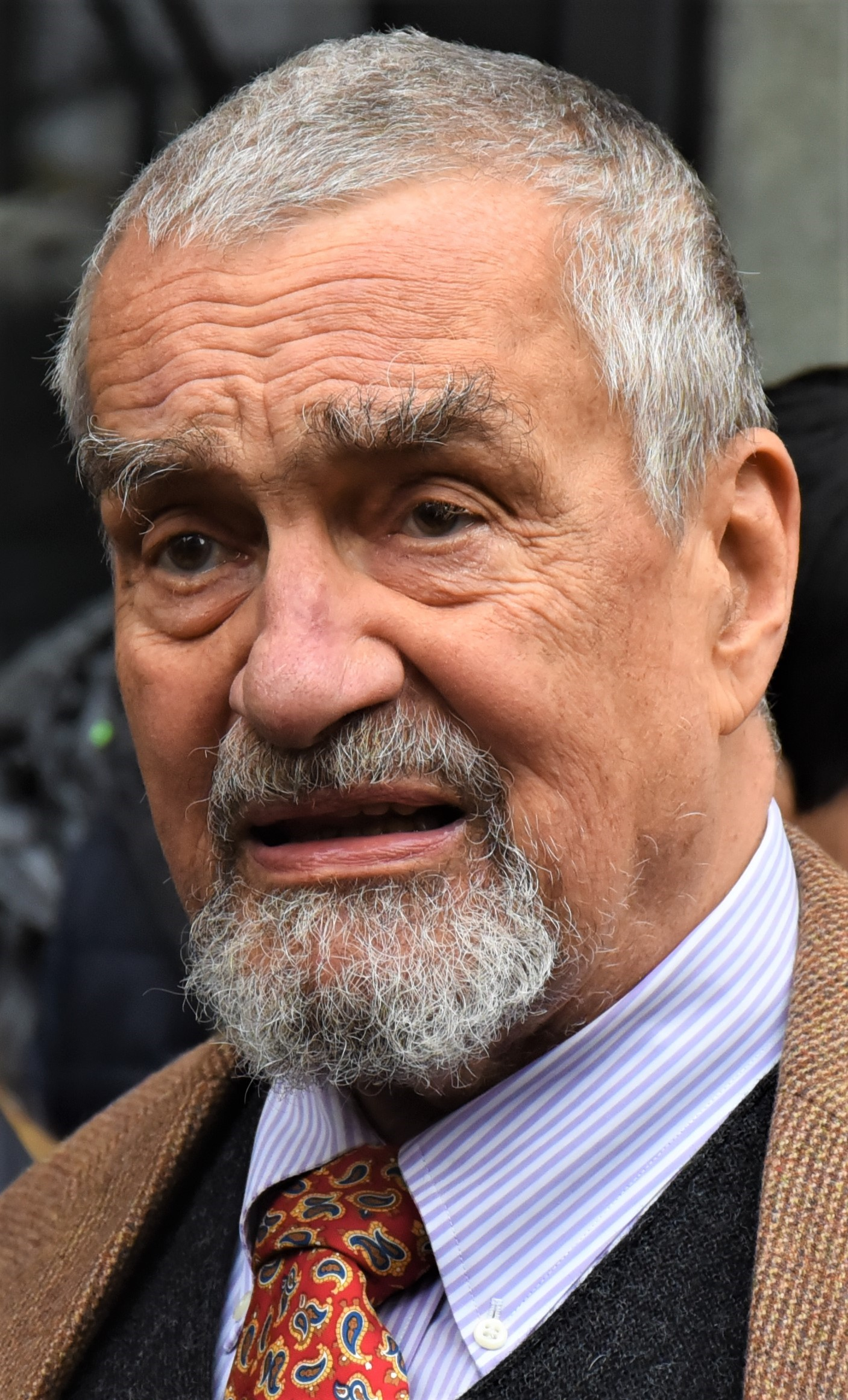
12. November: Karel Schwarzenberg (2019) (85)
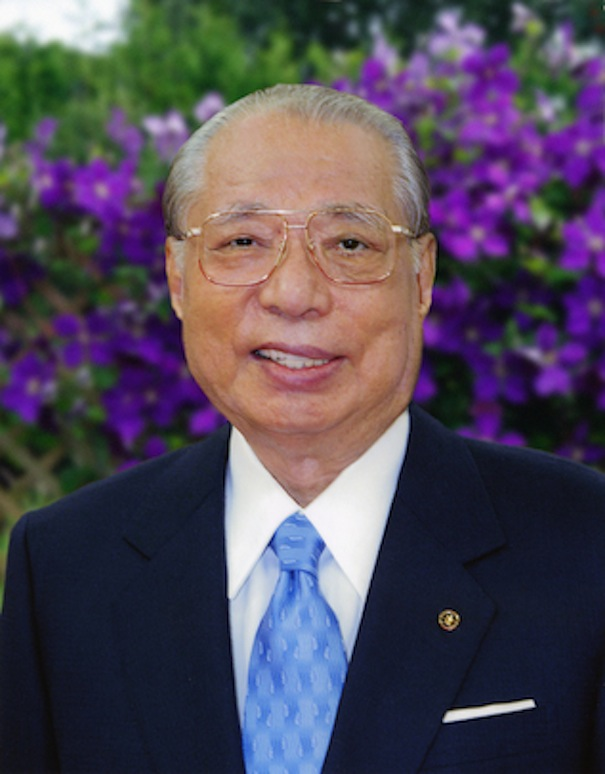
15. November: Daisaku Ikeda (2010) (95)
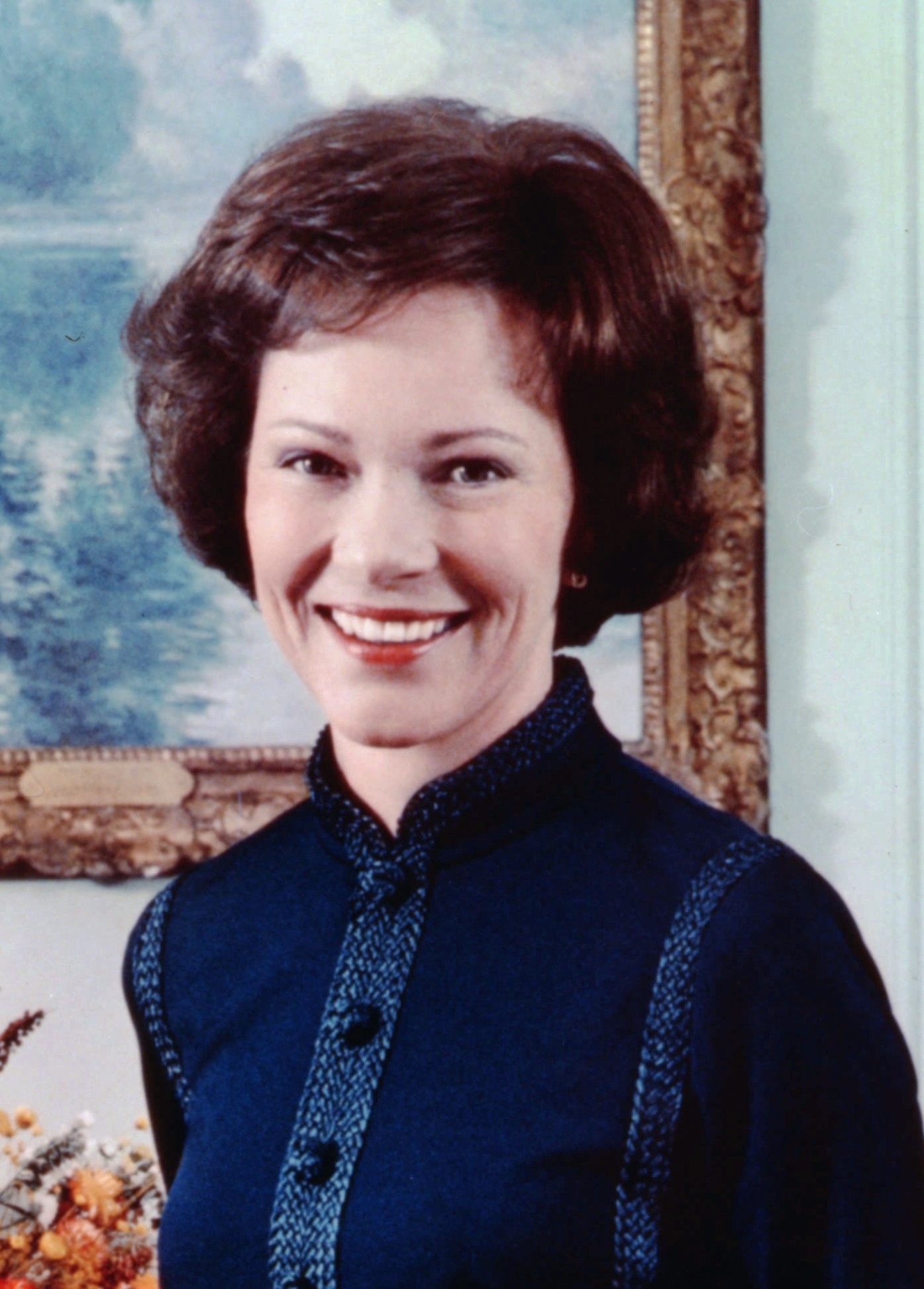
19. November: Rosalynn Carter (1977) (96)
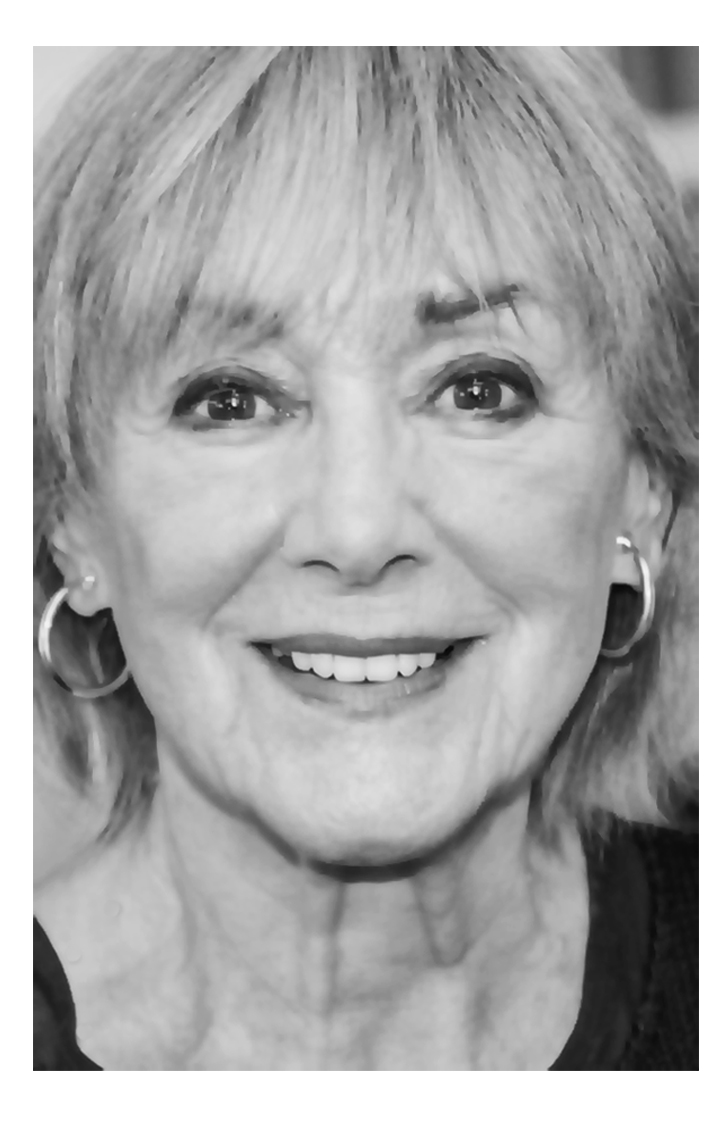
24. November: Heidelinde Weis (2020) (83)
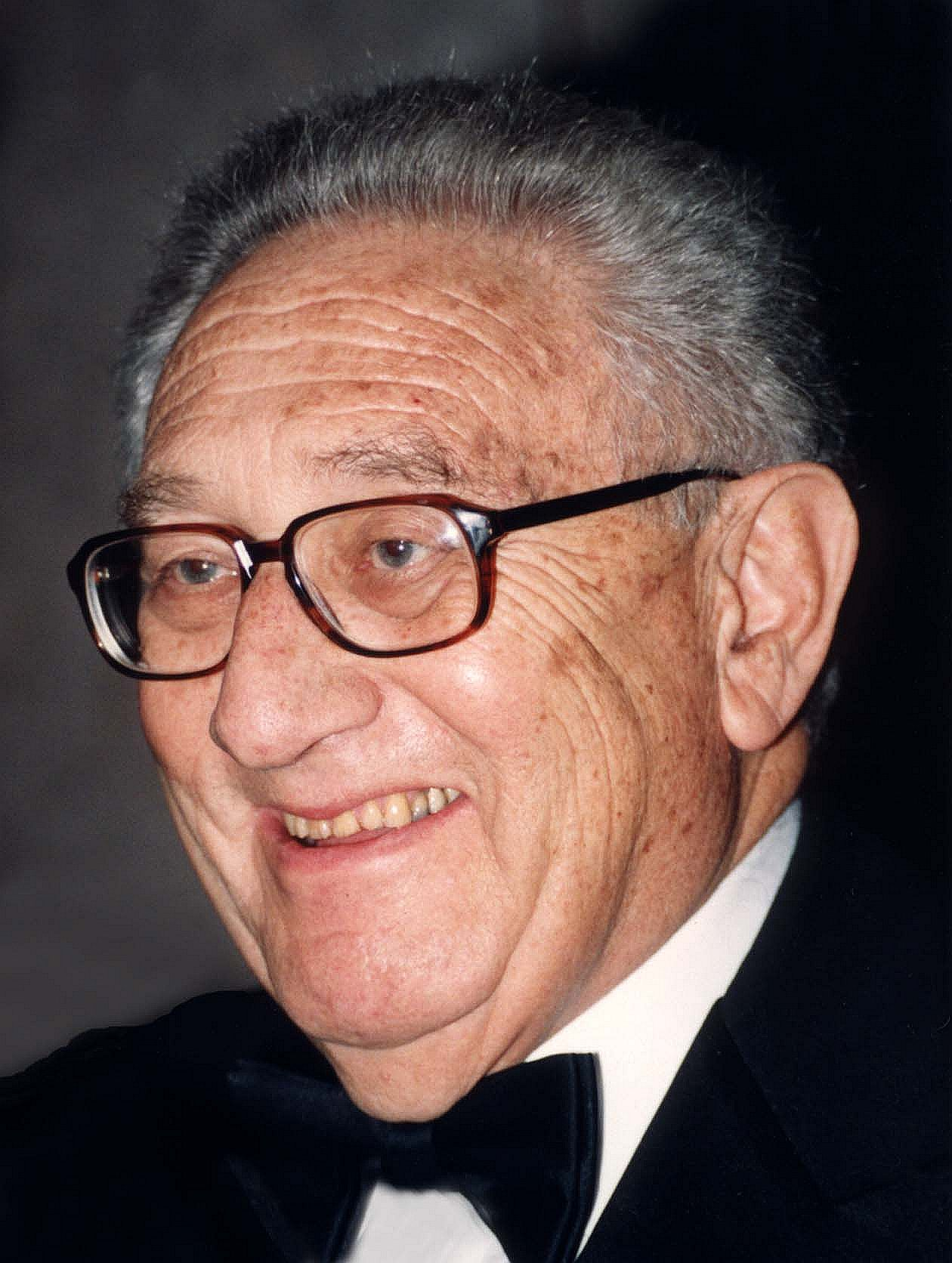
29. November: Henry Kissinger (1996) (100)
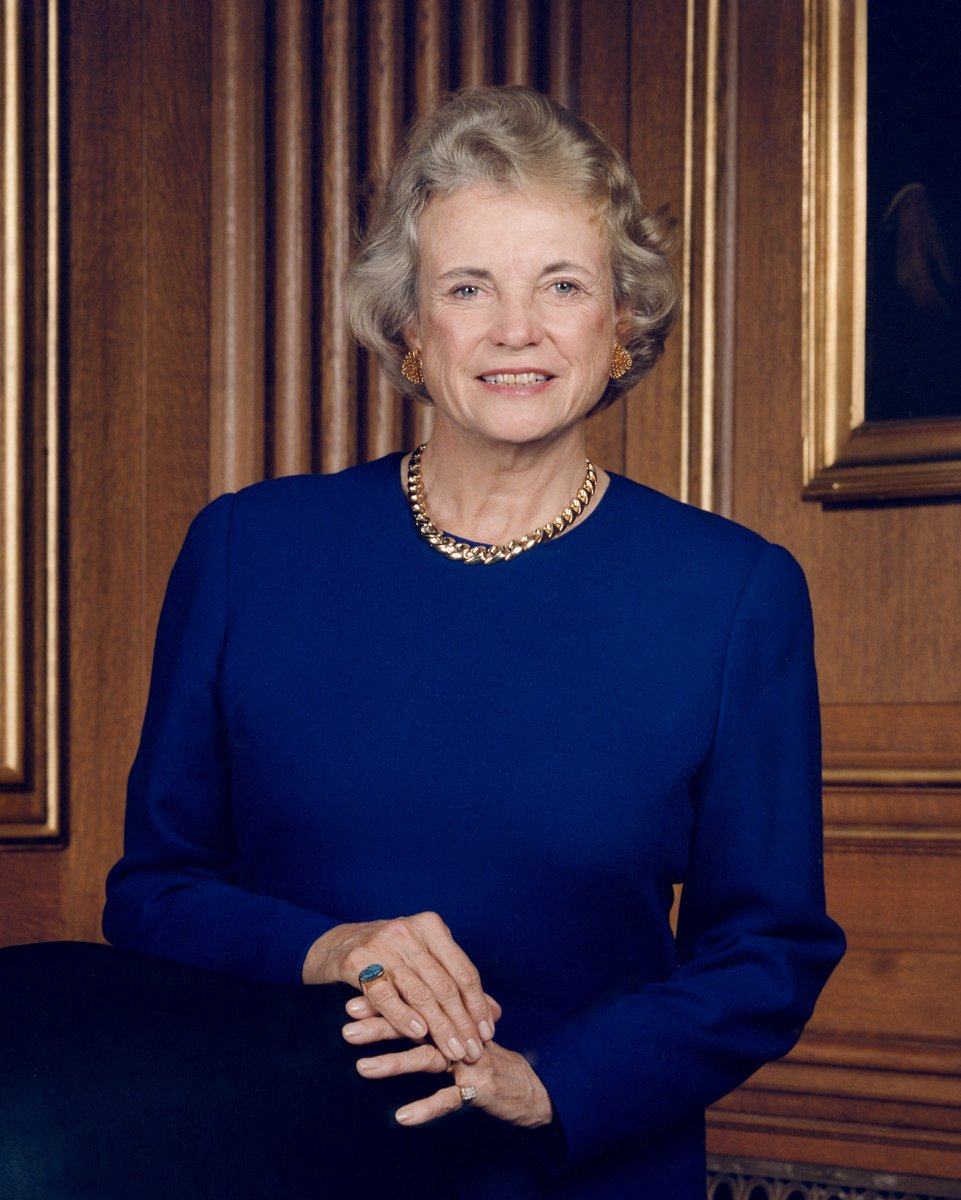
1. Dezember: Sandra Day O’Connor (2011) (93)
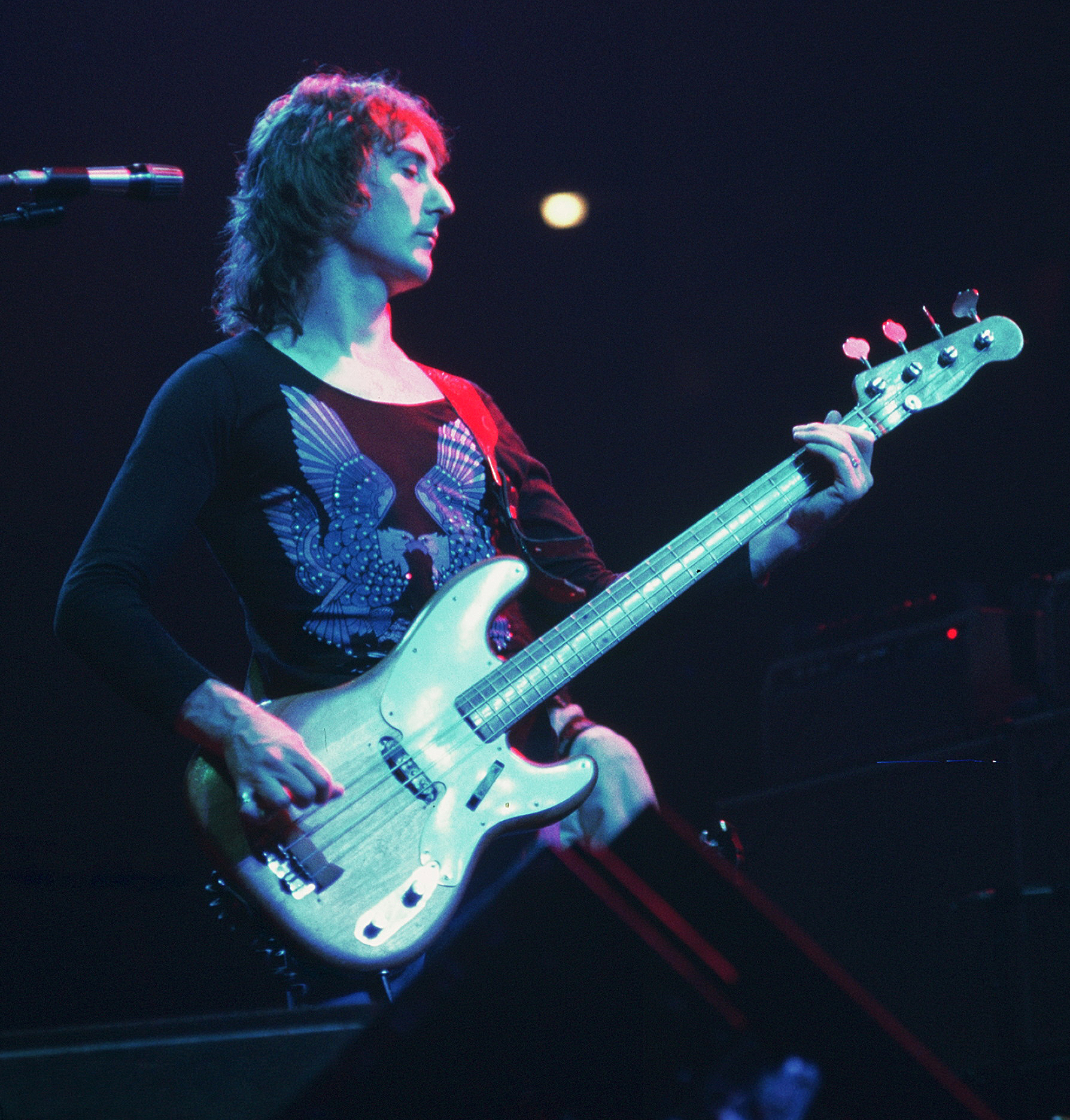
5. Dezember: Denny Laine (1976) (79)
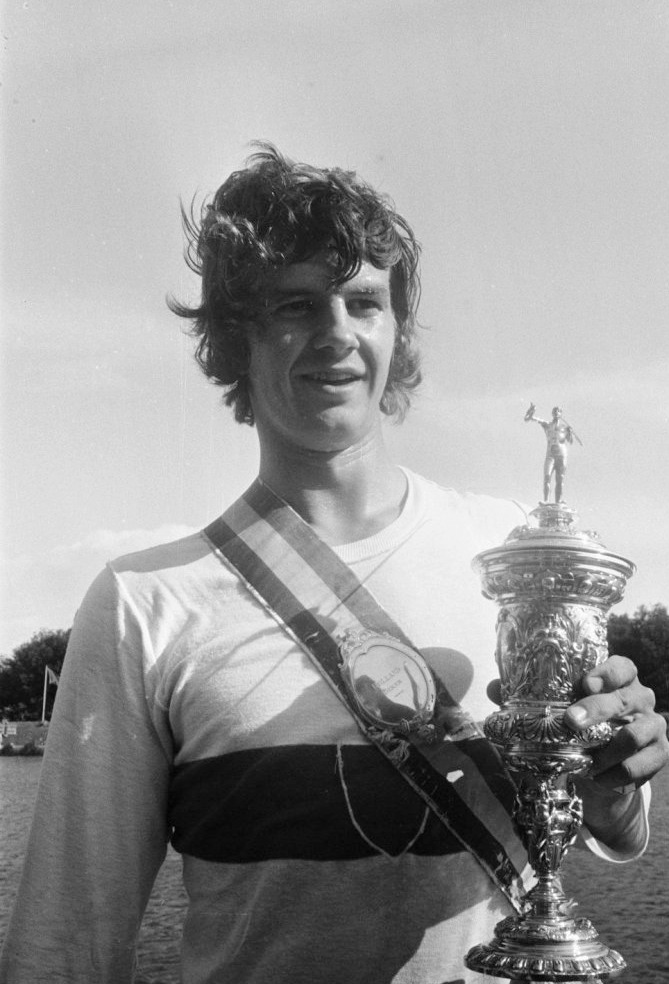
8. Dezember: Peter-Michael Kolbe (1975) (70)
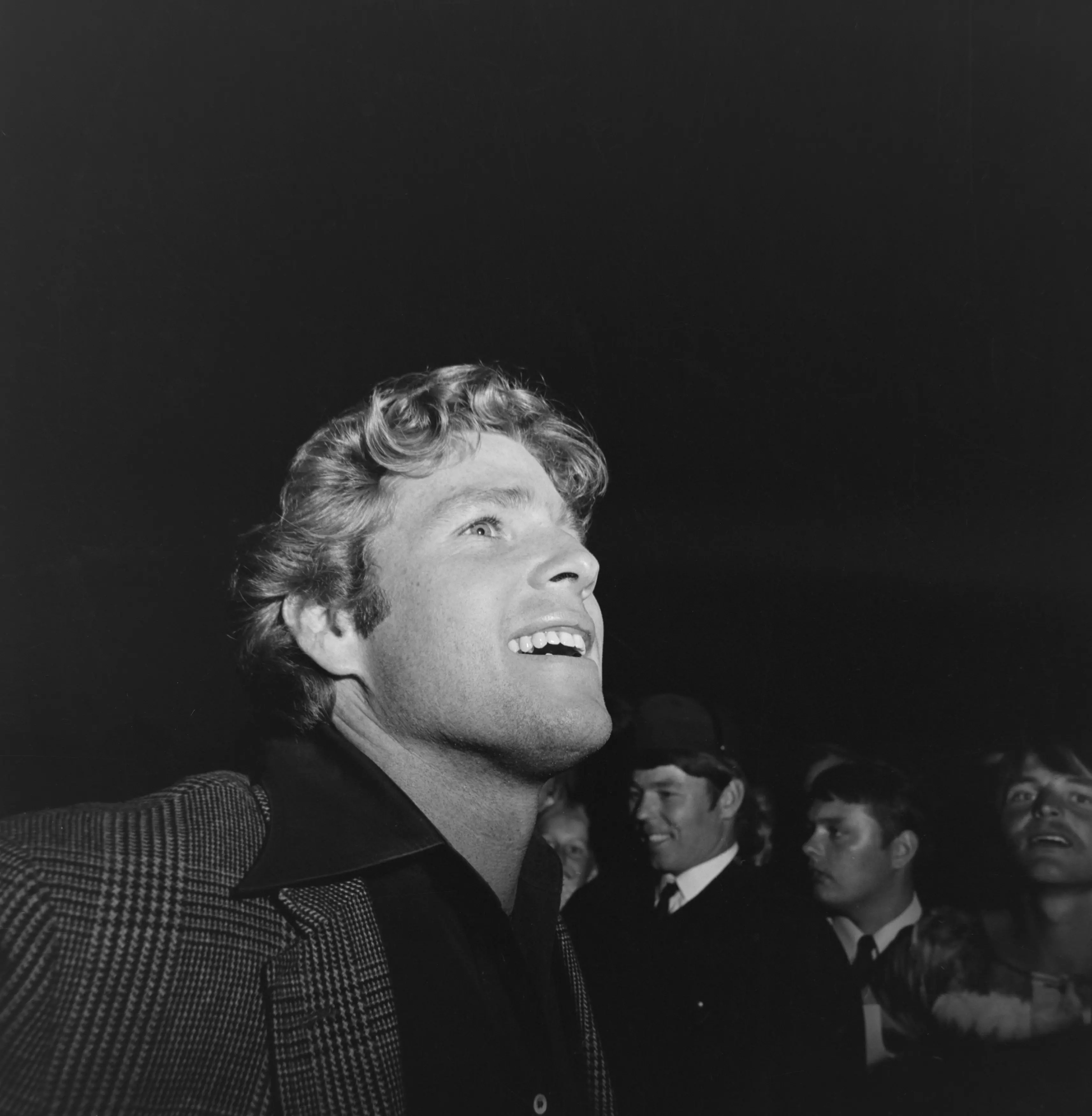
8. Dezember: Ryan O’Neal (1970) (82)
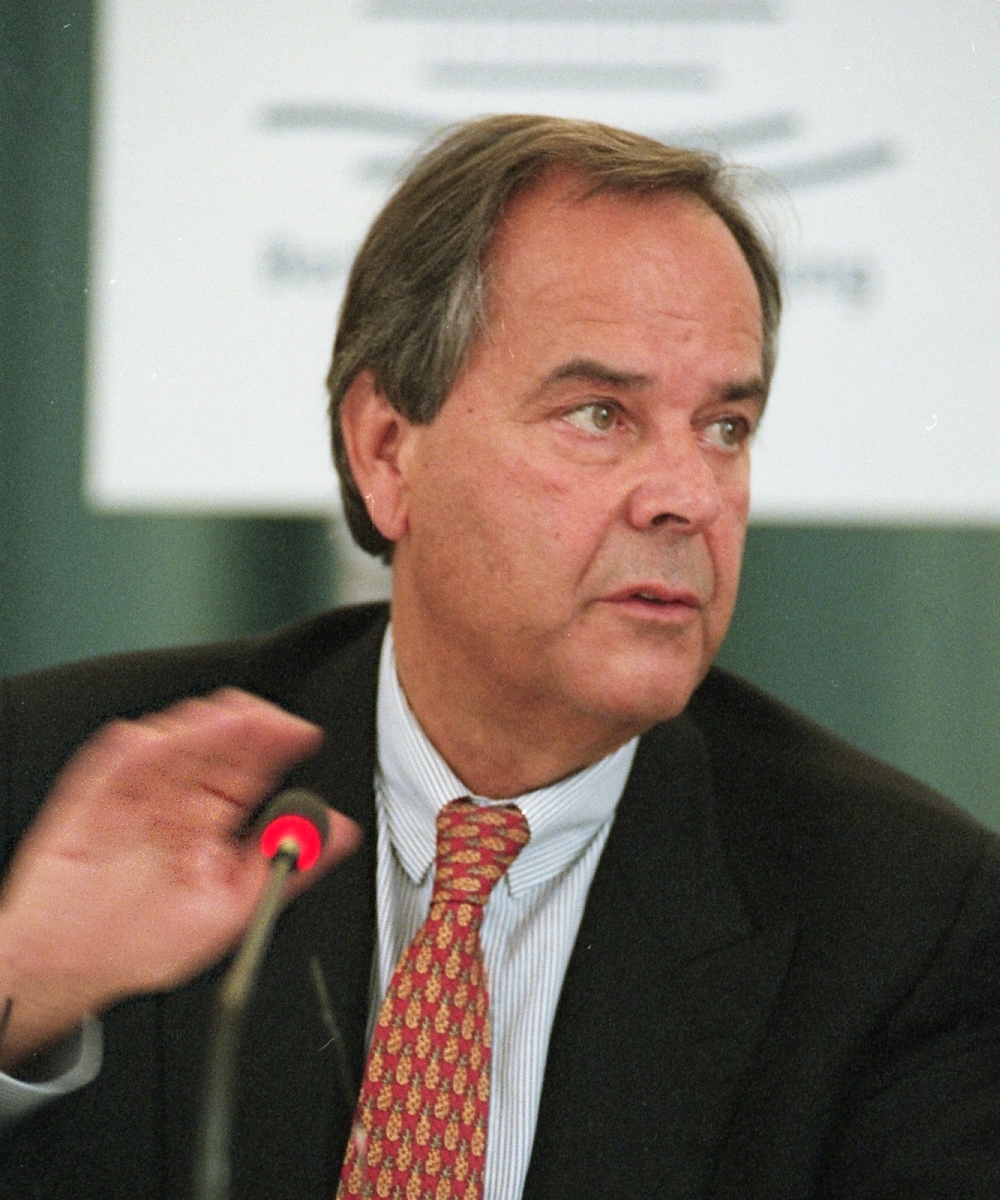
10. Dezember: Dieter Stolte (2000) (89)
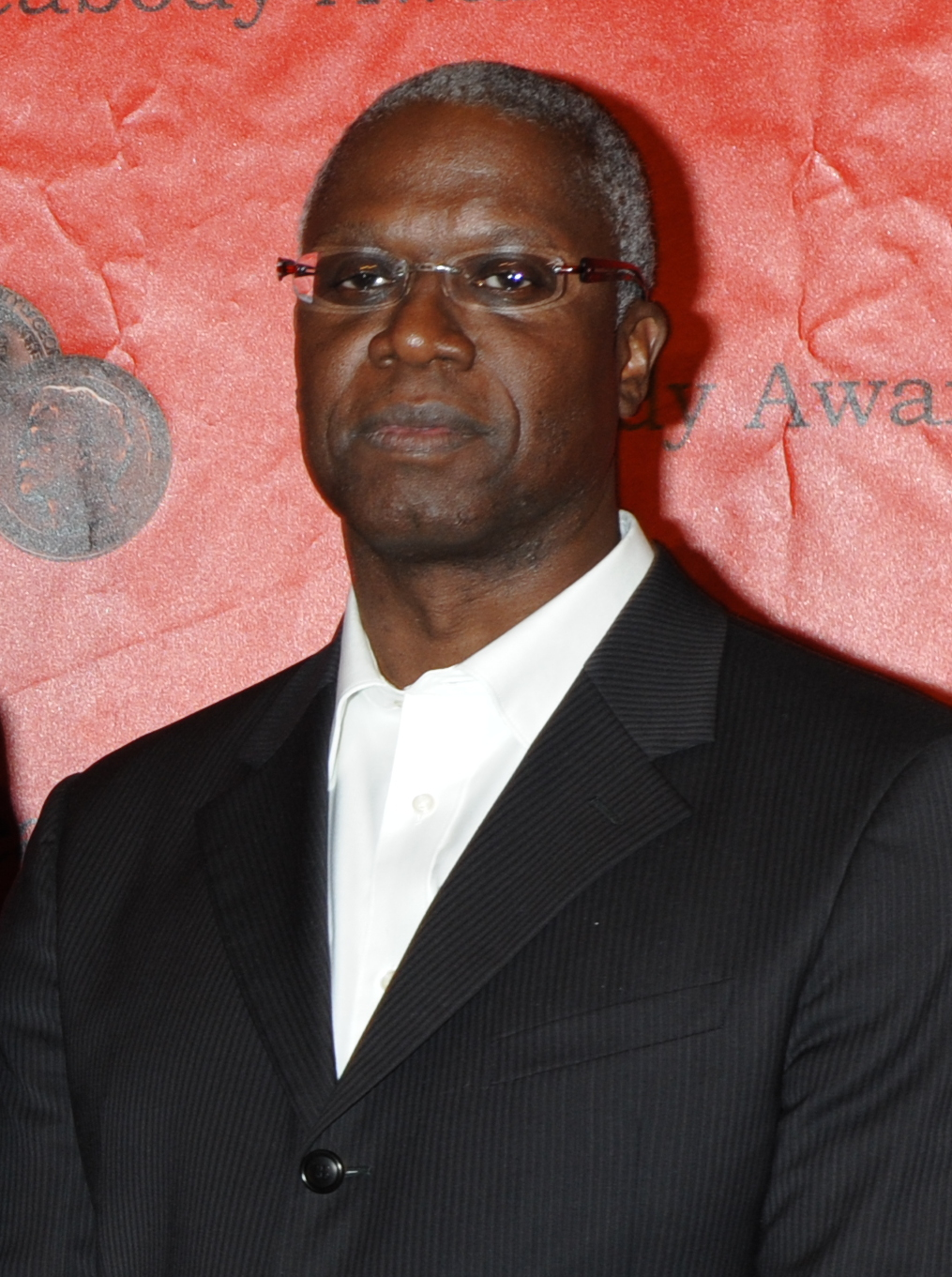
11. Dezember: Andre Braugher (2011) (61)
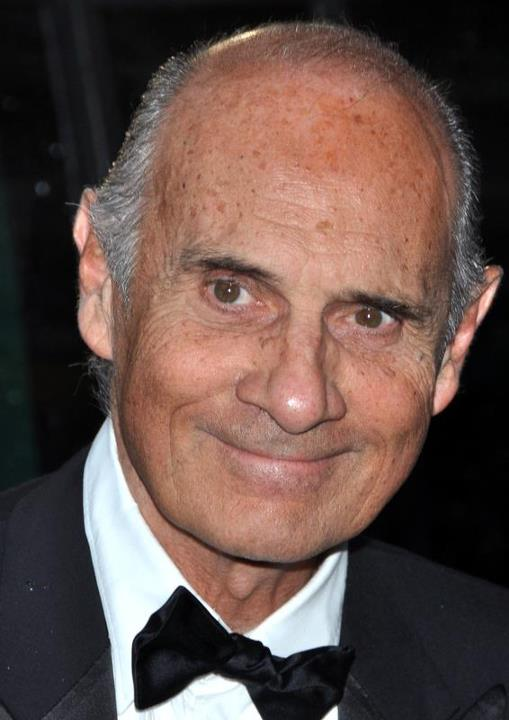
15. Dezember: Guy Marchand (2012) (86)
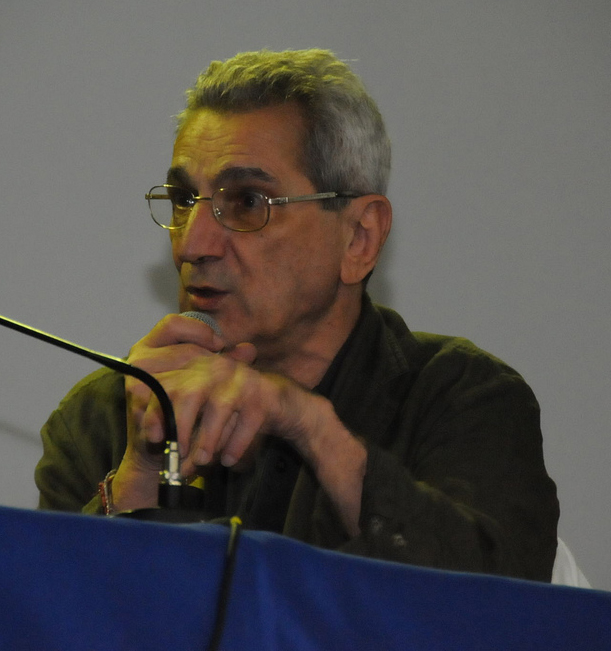
16. Dezember: Antonio Negri (2008) (90)
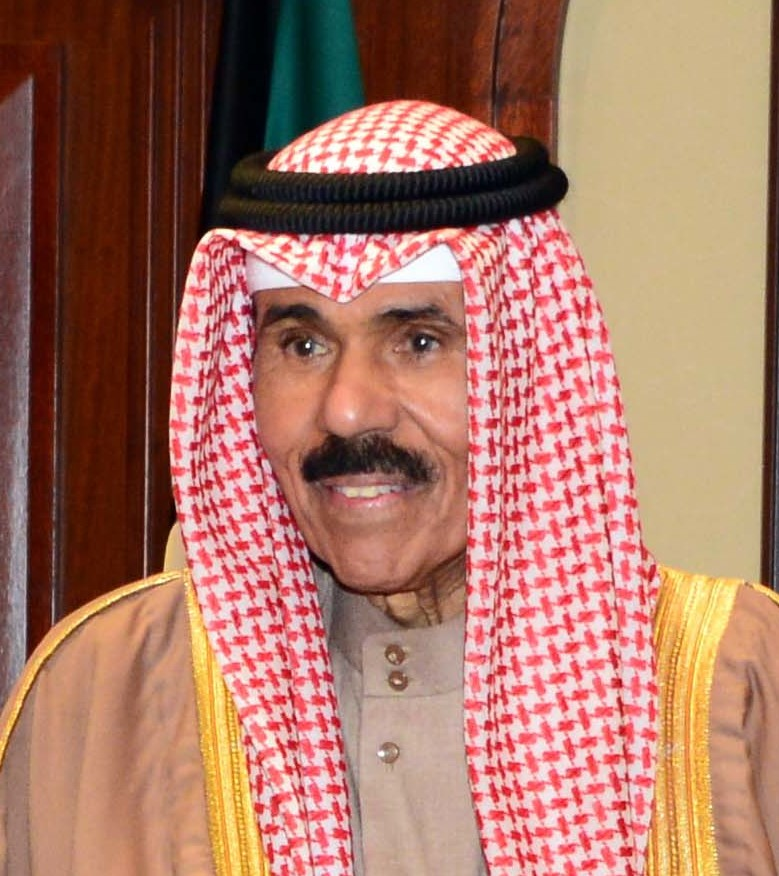
16. Dezember: Nawaf al-Ahmad al-Dschabir as-Sabah (2018) (86)
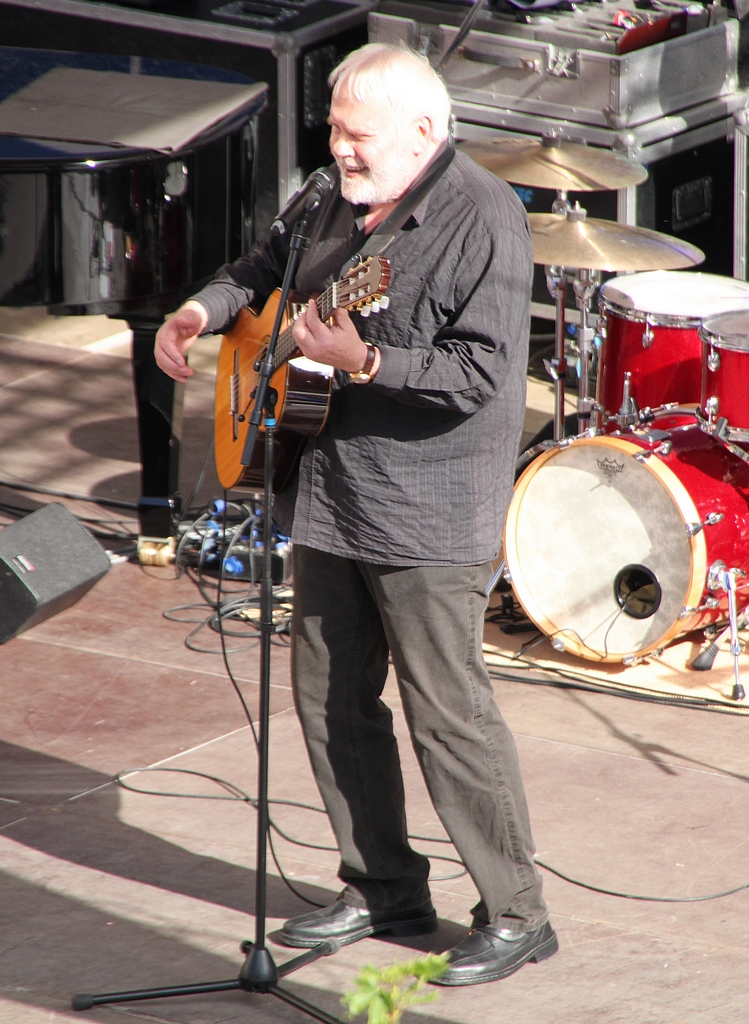
19. Dezember: Gunther Emmerlich (2013) (79)
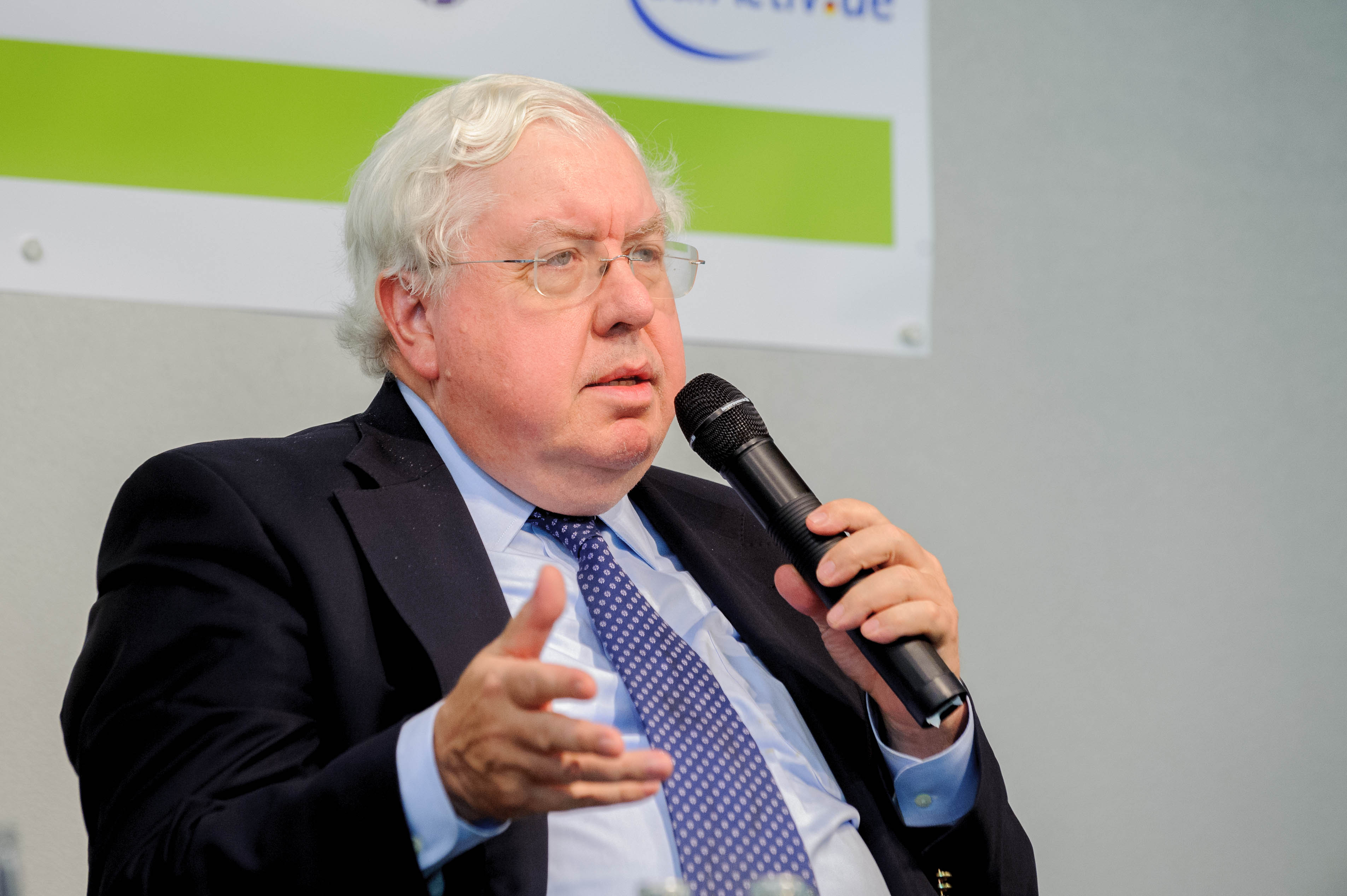
21. Dezember: John C. Kornblum (2012) (80)
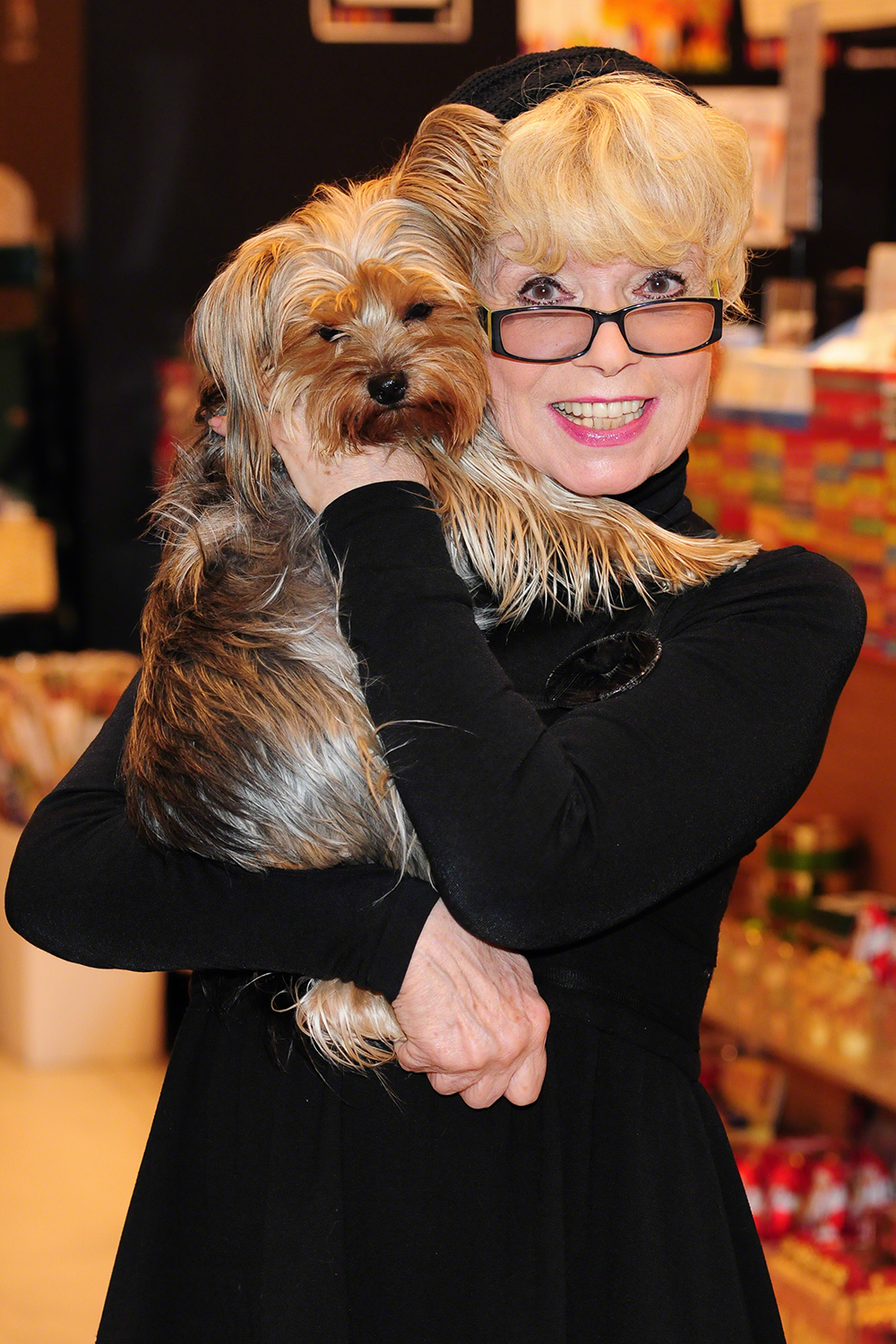
22. Dezember: Ingrid Steeger (2013) (76)
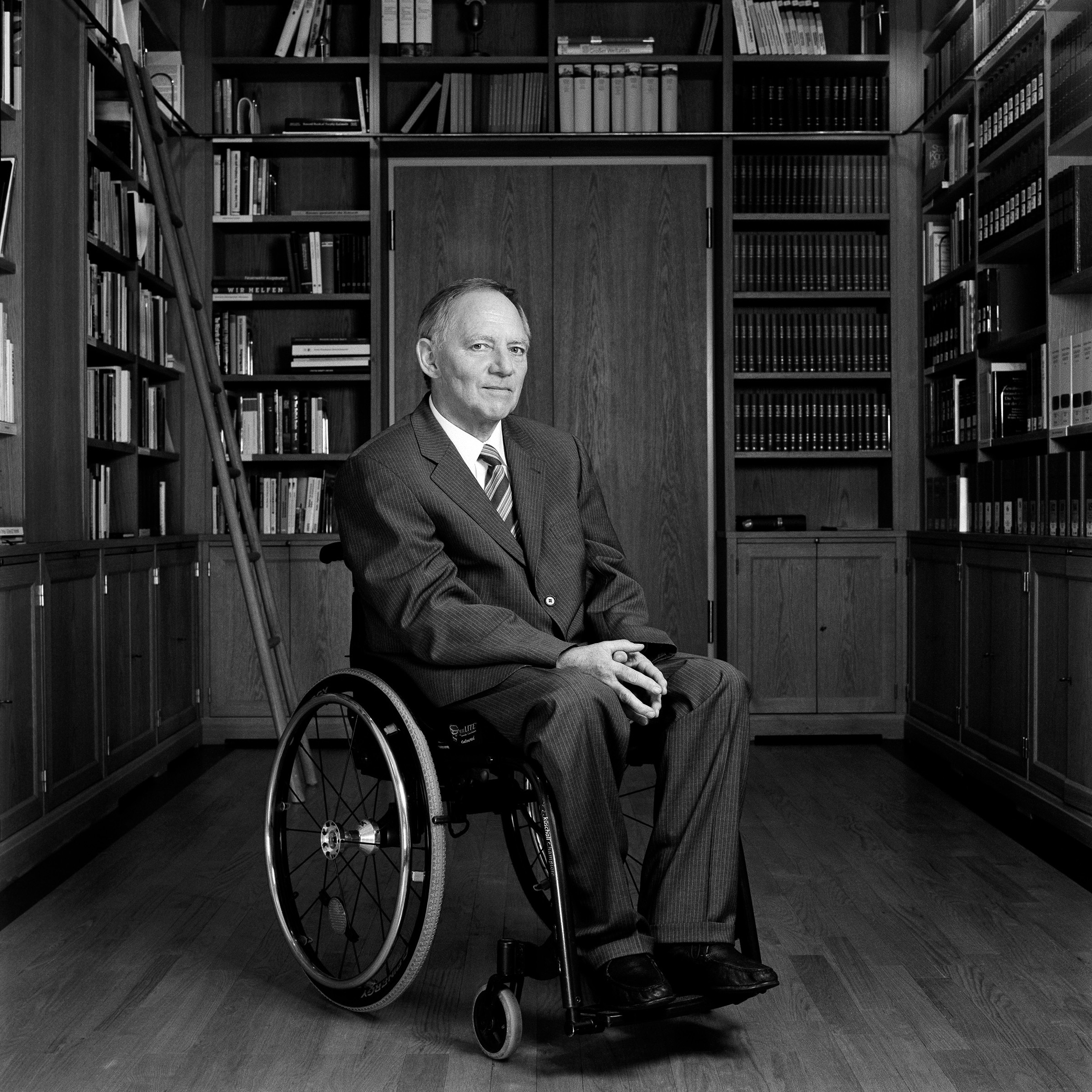
26. Dezember: Wolfgang Schäuble (2007) (81)
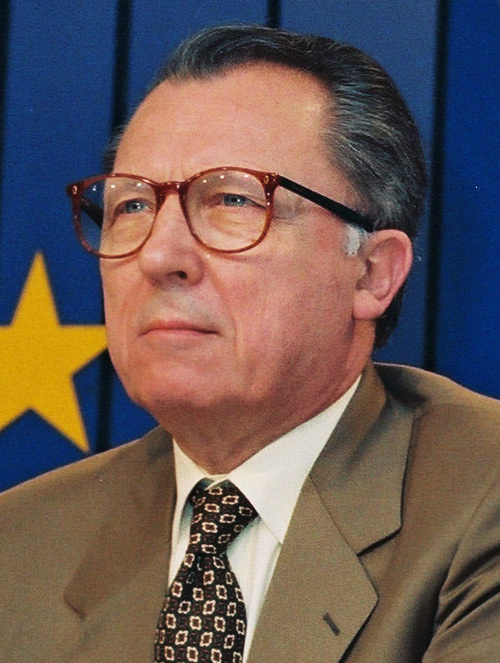
27. Dezember: Jacques Delors (1993) (98)
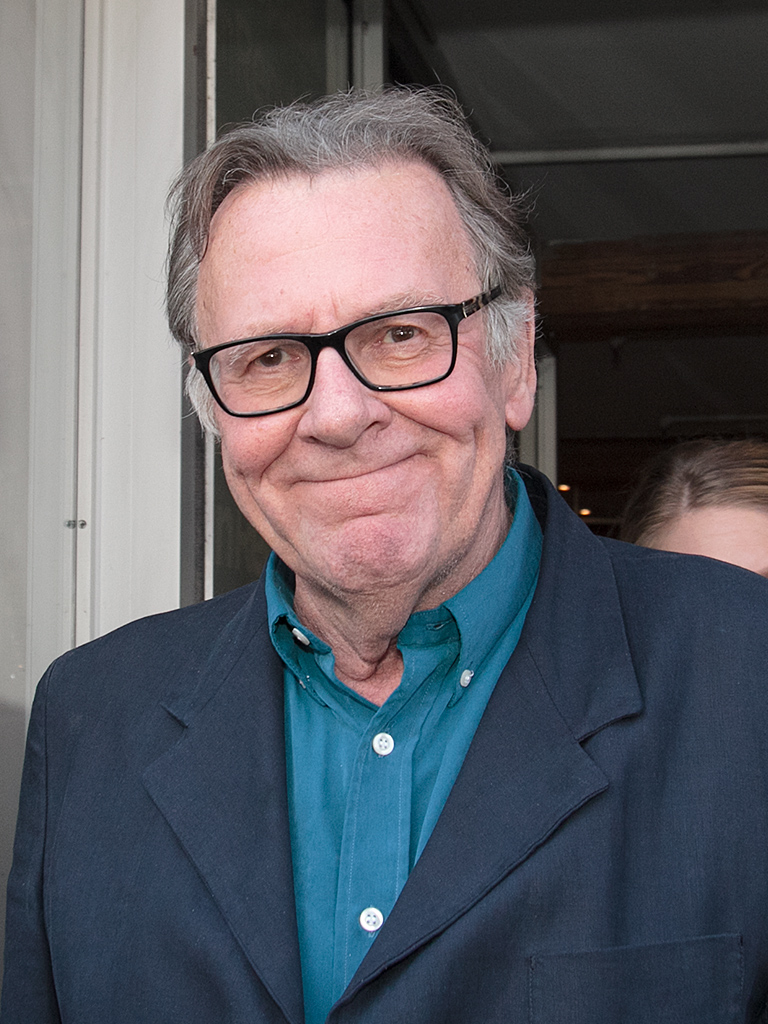
30. Dezember: Tom Wilkinson (2016) (75)